# 近郊形車両

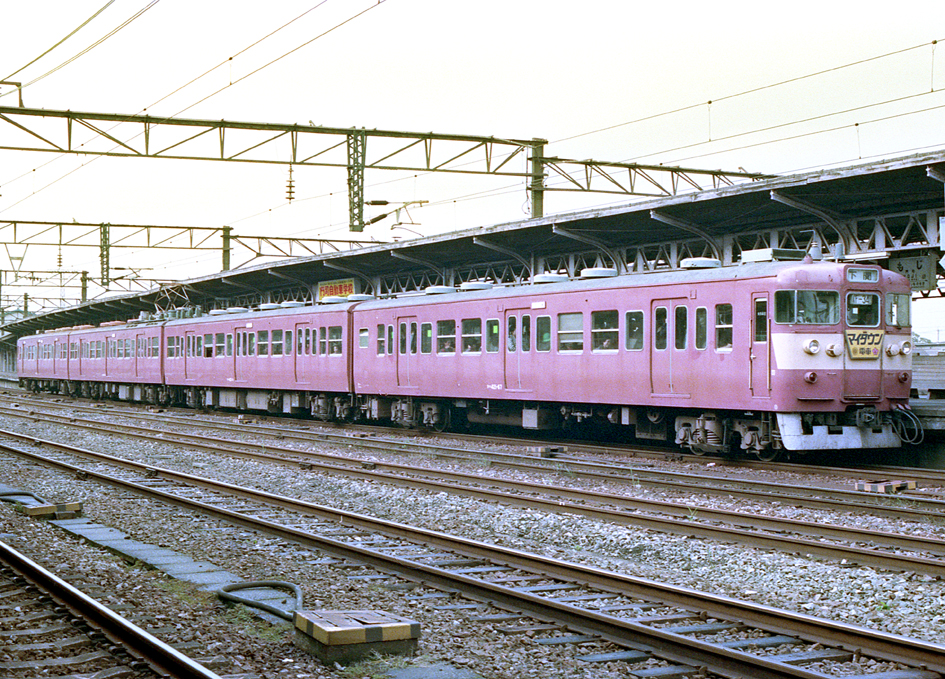
近郊形電車の嚆矢となった401・421系
写真は421系

近郊形車両（きんこうがたしゃりょう）とは、日本国有鉄道（国鉄）・JRにおける車両区分の一種で、「客室に出入口を有し、横型（ロングシート）及び縦型腰掛（クロスシート）を備え、都市近郊の運用に適した性能を有する車両形式のもの」を指すものである。
元来は401・421系や111系を嚆矢とする出入口を片側3箇所に配置しセミクロスシートを備える車両の総称であり、その後登場した2扉セミクロスシート車両もこれに属する。
本項目では国鉄・JRの新性能電車における事例を主題として解説しているが、新性能電車以外における同種の車両についても併せて解説する。また、様々な座席配置が登場したJR化後の車両については、近郊形車両の発展した形として4扉セミクロスシート車両や片側3扉クロスシート車両を解説している。

## 概要

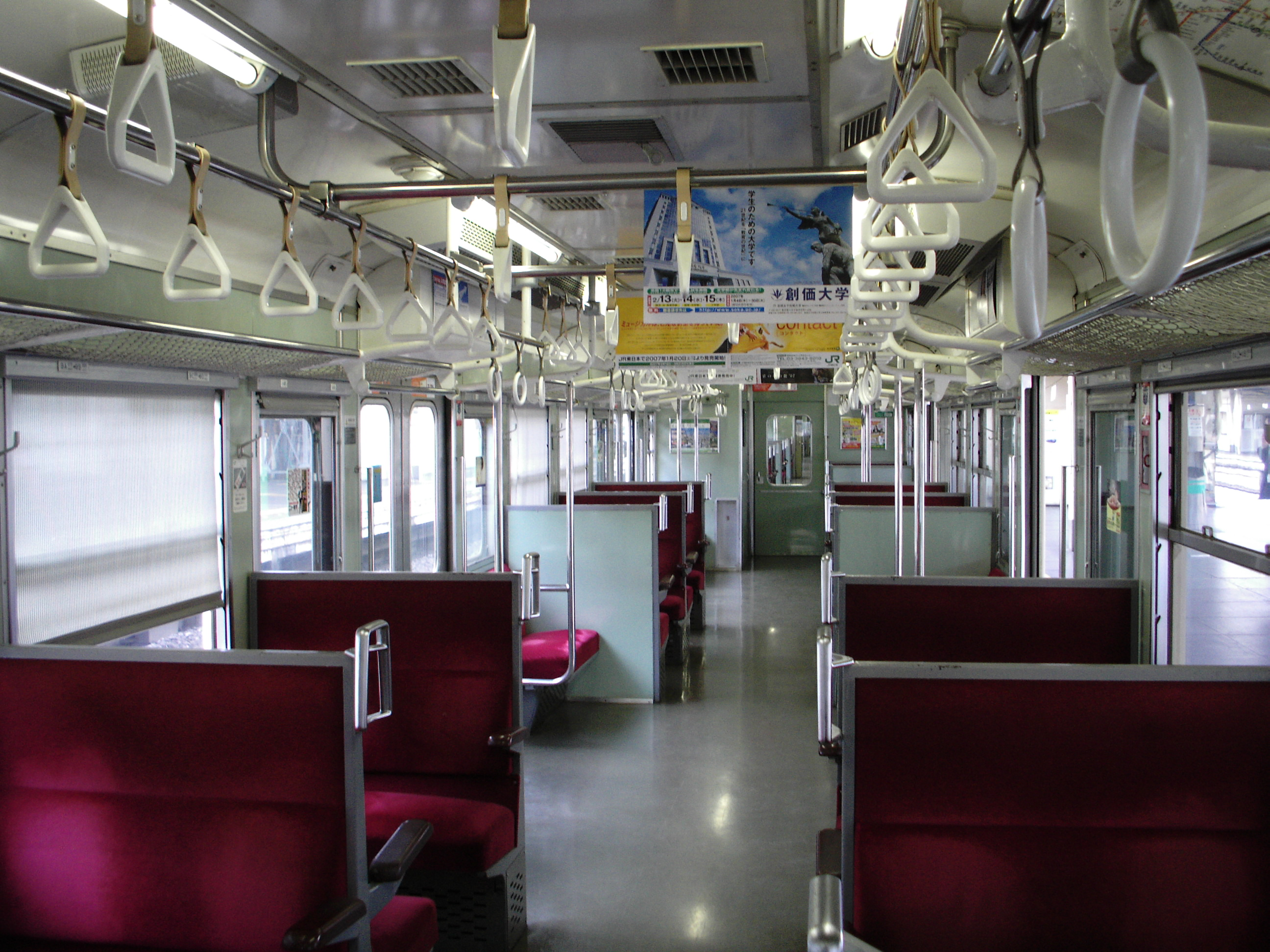
標準的な近郊形電車の車内（415系電車・3扉セミクロスシート）

元来は日本国有鉄道（国鉄）の新性能電車で採用された、用途による区分の一種であり、長距離客向けに座席数をある程度確保しつつ、乗降に要する時間を短縮するために出入口を片側3箇所に配置した仕様の車両をこのように区分していた。中距離通勤輸送やインターアーバン的な都市間輸送に適した車内設備と性能を持った鉄道車両といえる。
間取りは、片側3箇所にドアを設け、ドア付近には2 - 3人掛けのロングシート、ドア間にはクロスシート（ボックスシート）を設けるのが基本的な構成である（以下、本項ではこのような座席配置を「セミクロスシート」と記述する）。ラッシュ時における乗客の乗降しやすさと、閑散時の居住性を両立するために考え出された座席配置で、「通勤形車両」と「急行形車両」の中間的な間取りといえる。シートピッチと座席横幅は従来車両より狭く、通路の面積が広くとられている。後にシートピッチと座席幅が従来車両と同等に拡大される流れとなったが、窓側の肘掛けを省略し、その分だけ通路幅を若干広めに取ることに変わりはなかった。また、グリーン車についても、ラッシュ時における着席機会確保の重視という観点から、特急形普通車と同じような回転クロスシートや簡易リクライニングシートが設置されていて、シートピッチも特急形普通車と同じである。
これらの車両は、首都圏の中距離電車や大阪圏の快速、地方都市圏では都市間を結ぶ普通列車に充当されるケースが多い。これは、通勤形車両では長距離利用者の居住性が確保しにくいことと、ダイヤ改正のたびに新車を東京・大阪の大都市圏へ優先的に配置し、従来車両で比較的状態の良いものを地方に転属させる「玉突き転配」が行われていたためである。

## 形式番号
国鉄における新性能電車の形式番号は、車両形式区分の第2位（十の位）の数字が原則として「1 - 3」が近郊形に割り当てられ、通勤形に充てられていた「0」も401・403系について例外的に使用された。
民営化後はJR四国を除いて国鉄時代の区分を踏襲したが、JR東日本ではE231系の登場以後、一般形への移行が進み、第2位（十の位）が「1-3」は近郊形である、とは一概に言えなくなった。このほか、JR西日本では2005年（平成17年）度以降、車両形式区分の第2位（十の位）の数字「0 - 3、5、6」を通勤形及び近郊形とした。

## 歴史

### 前史
いわゆる旧型国電には「近郊形」といった車種を定めていないが、国鉄でこのタイプの車体を最初に採用したのは、1935年（昭和10年）製のモハ51形である。従来の2扉クロスシート車と3扉ロングシート車の長所を併せ持つ形式として製造され、中央線急行（現・快速）と京阪神緩行線に投入されたが、列車の性格上、近郊形とは言いにくいものであった。戦時色が濃くなると、これらは全てロングシートに改造されていったが、戦後の混乱が落ち着いてくると徐々にセミクロスシートに復元される車も現れ、モハ51形の戦後版ともいえる70系が1951年（昭和26年）に登場し、横須賀線や中央線、阪和線快速などに投入され、このタイプの電車は都市近郊輸送の主役となっていった。

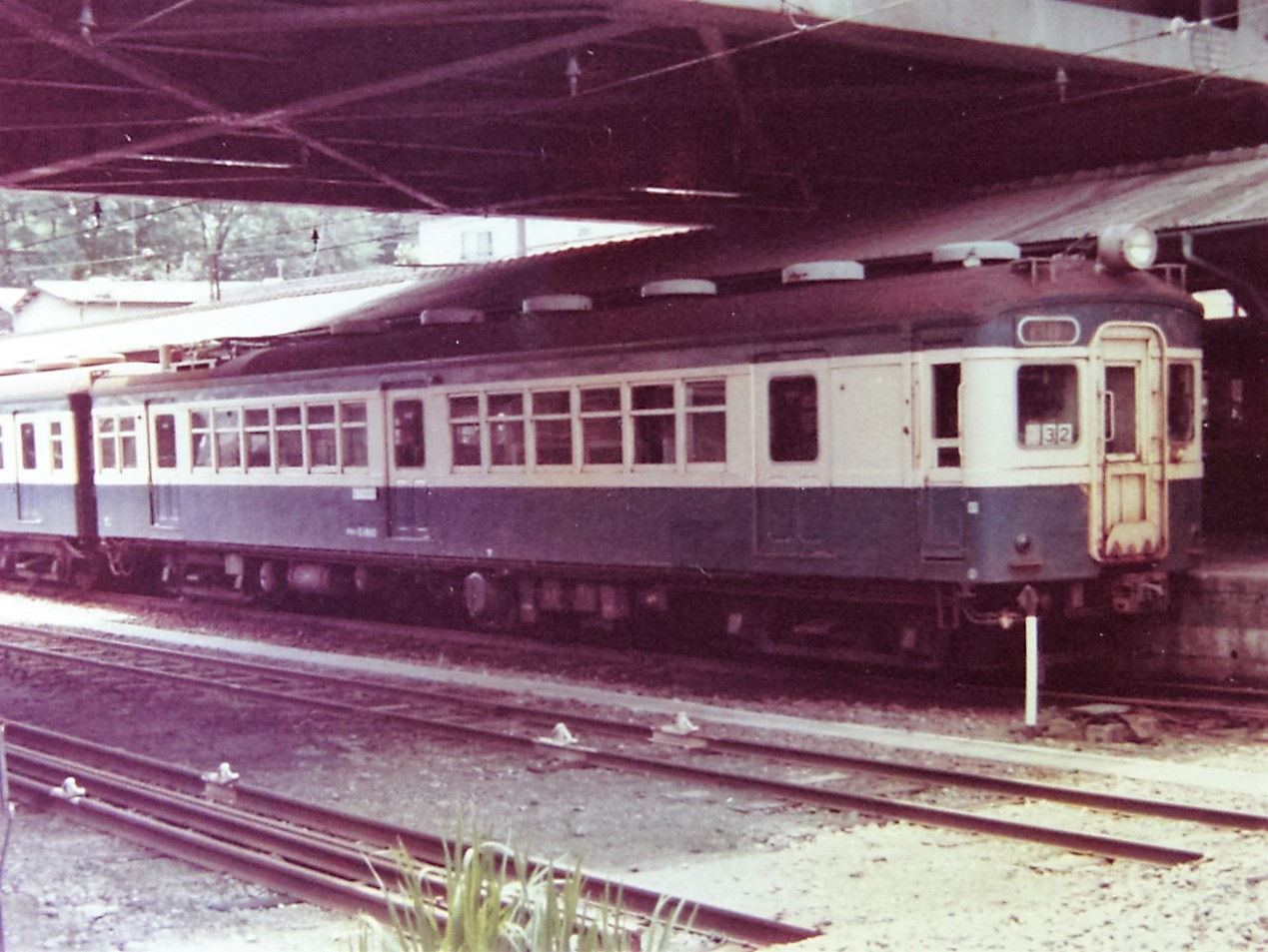
51系電車 （写真は身延線時代）
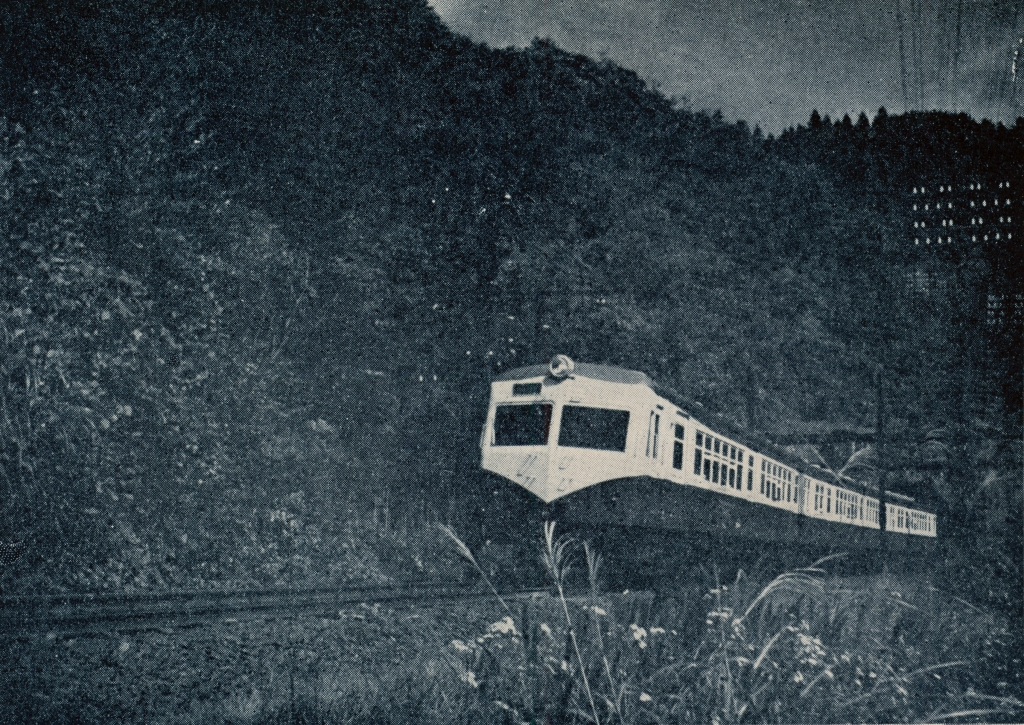
70系電車

### 基本構成の確立
1961年には常磐線、鹿児島本線電化用に401系・421系が登場し、それまで片開きであった扉を両開きとして、現在に連なる近郊形電車の基本的フォーマットを確立した。また、この形式は当初「半通勤形」や「交直流形」と言う表現が用いられており、翌1962年にはその直流版である111系が横須賀線に登場するが、その際には70系と構造が似ていたことから「新スカ形」とも呼ばれていた。しかし1962年の夏頃からは近郊形という表現が使われはじめ、同電車の説明書（1962年8月）では正式に「近郊形電車」という表現が使われている。その後1963年からは111系に高出力電動機を採用した115系や113系などが登場している。
これらの近郊形電車はおよそ20年間にわたって基本設計を変えることなく、標準系列としてマイナーチェンジを繰り返しながら製造され続けた。

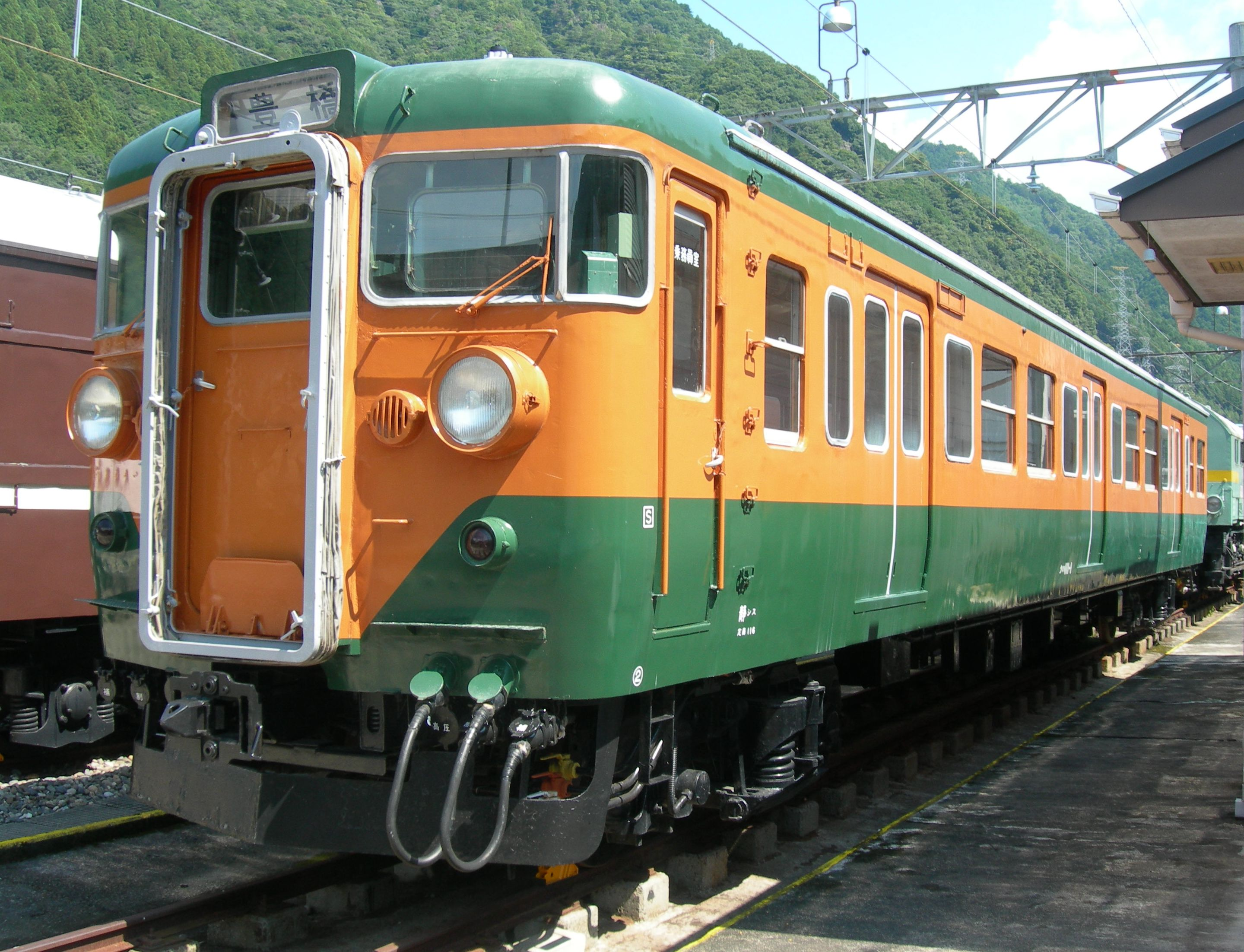
111系
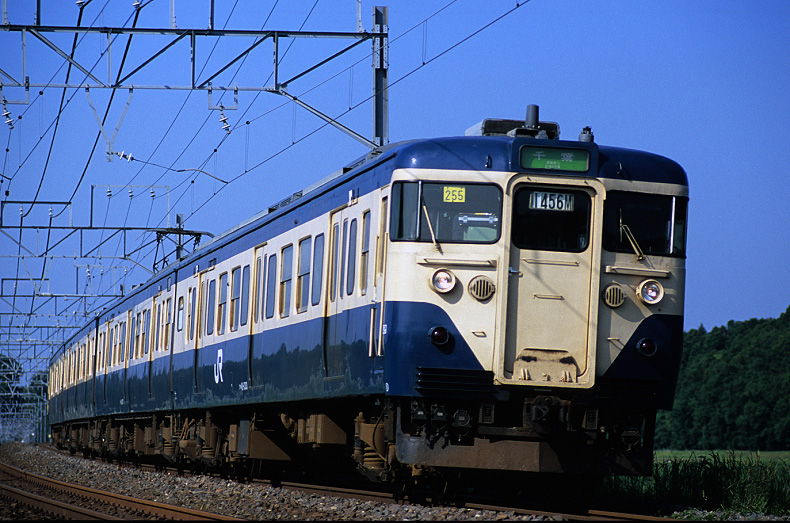
113系
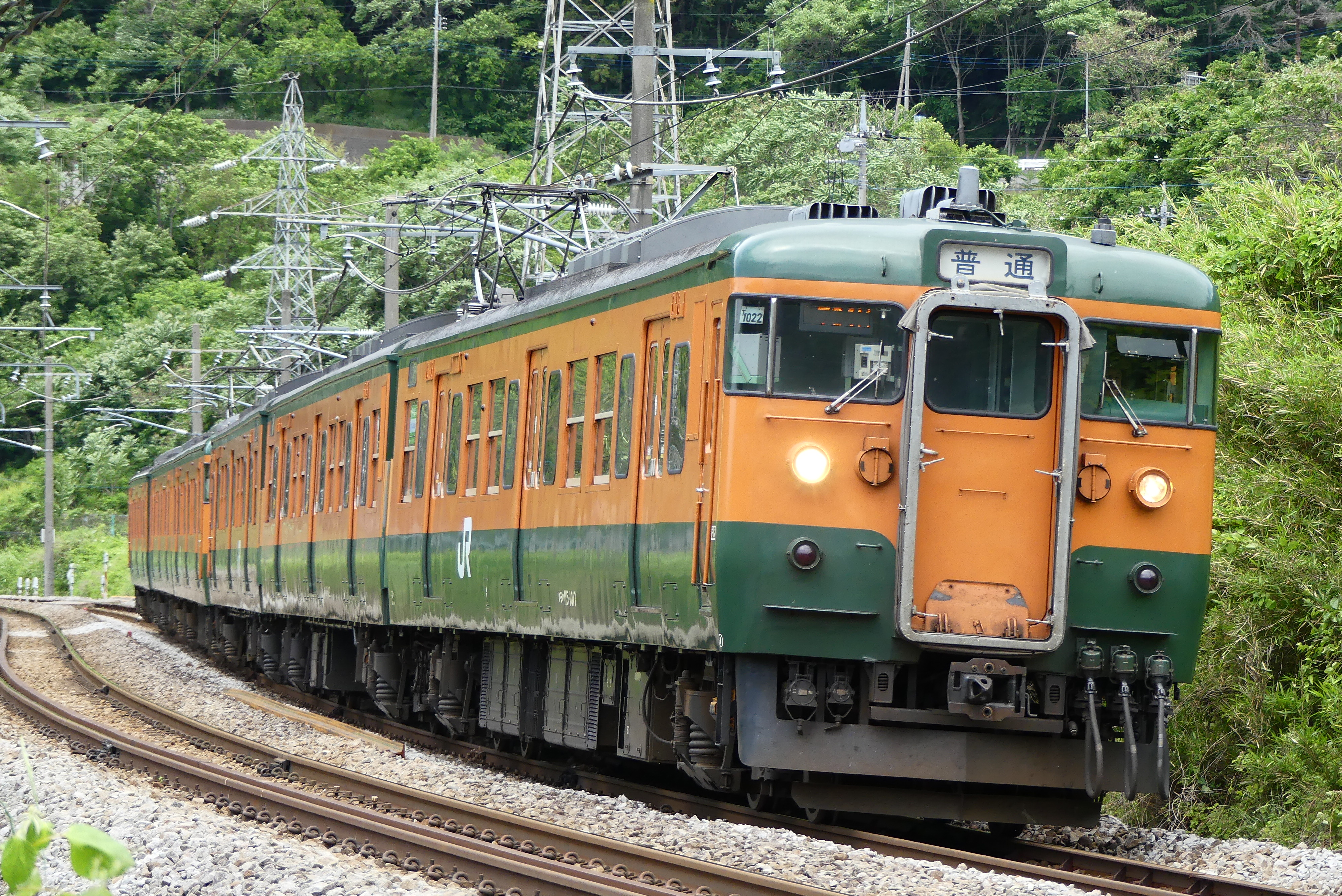
115系

### 実情に合わせた変化

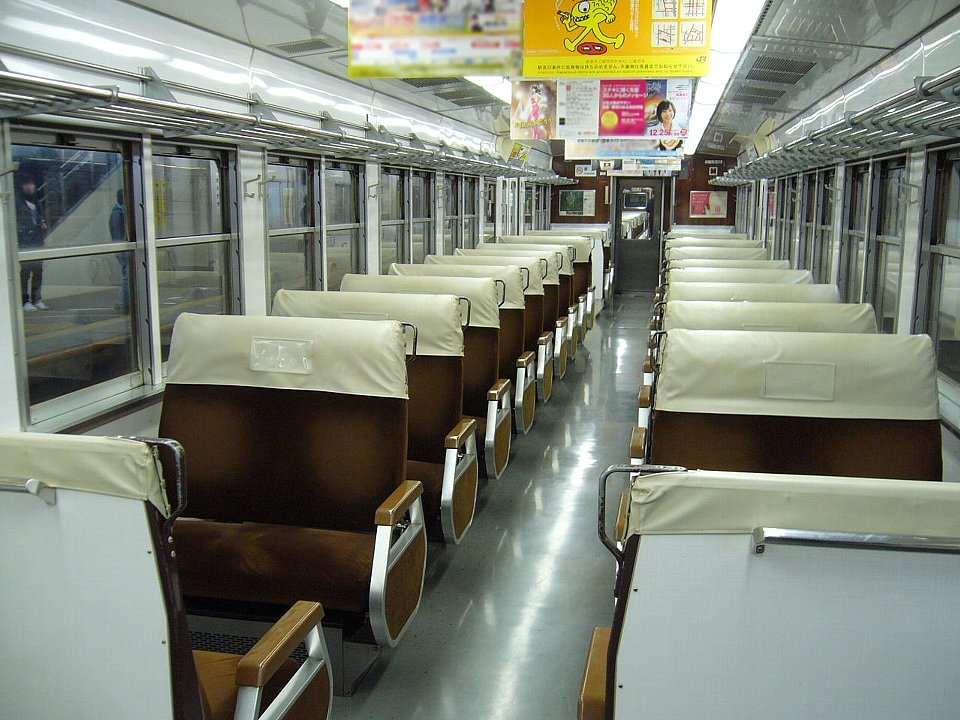
117系車内 （2扉転換クロスシート）
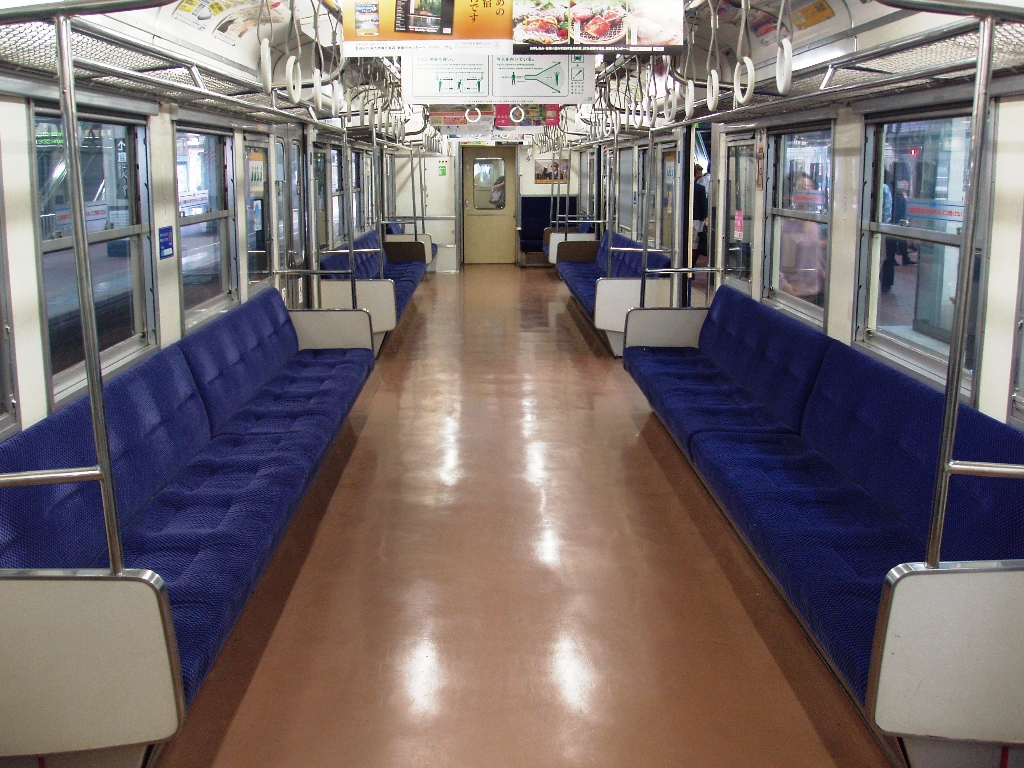
415系500番台車内 （ロングシート）

しかし、この基本構成はもともと大都市近郊の事情に合わせたものであり、電車運転線区の拡大に伴い実情に合わなくなってくるケースが見られ、概ね1970年前後からはそれまでの全国一律の統一的仕様ではなく、基本的な設計思想は引き継ぎながらも使用地域の輸送事情に適合させる例が登場する。
1967年（昭和42年）に登場した北海道向けの近郊形電車である711系は苛酷な気象条件を考慮し、キハ24・キハ46形に倣って、近郊形ながら455系と同じような前後2扉、デッキ付きで座席は戸袋付近を除きクロスシートとなった。シートピッチを急行形と同一とし、急行列車への使用も想定していた。実際、函館本線の急行「かむい」には711系が充当されている。しかしこれは特殊な例であり、他地域ではこれ以降も引き続き113系・115系や415系などの標準仕様車両が投入されている。
急行形車両の絶対数不足や送り込み運用との兼ね合いなどから一部の急行列車に近郊形車両が充当されるケースがあり、近郊形を充当した急行列車は「遜色急行」と呼ばれることもあった。
1978年（昭和53年）に製造された417系は地方都市での普通列車に使用される前提で両開き2扉セミクロスシートという構造が採用された。これは地方都市で用いられていたキハ45系やキハ47形に準じた接客設備であり、地方都市向け近郊形電車の標準形として確立し、713系・413系・717系にも受け継がれたが、その後は国鉄財政事情の悪化が進み、地方都市向け電車の多くを特急・急行形電車の改造・転用で賄うこととなったため、結果的にこの仕様の車両は少数の製造にとどまっている（次項「#他用途の車両からの転用」を参照）。交直流電車は製造コストの高さもあり、常磐線中電・水戸線・九州北部などを除く交流電化線区には、状態の良い交流電気機関車を有効活用する観点から、一般形客車である50系が投入されている。例外的に地域輸送用の交流近郊形電車が新造された函館本線においても、旅客列車の全面電車化には程遠い状況で、電化区間に多くの客車・気動車列車が残っていた。
並行私鉄との激しい競争にさらされていた関西地区では、1979年（昭和54年）に新快速用として117系が投入された。この車両は、並行私鉄の「無料特急」車両が転換クロスシート装備であり、それまで新快速に使用されていた153系のボックスシートでは見劣りがするため、2扉車体に転換クロスシートを装備したもので、ロングシートとつり革は一切設けられなかったほか、蛍光灯には乳白色のグローブ（カバー）が取り付けられるなど、並行私鉄車両に匹敵する高級感あふれる内装となった。なお、117系はその後、中京地区にも快速用として投入されている。
一方、関東地区では、郊外の住宅地の拡大により増え続ける乗客を捌くため、1982年（昭和57年）には415系に普通車すべての座席をロングシートとした（事実上の通勤型）車両が製造された。また、1985年（昭和60年）には415系で、セミクロスシート車の車端部をロングシートとした車両も登場している。この仕様は、国鉄分割民営化を視野に入れた新型車両である211系でも採用された。
このほか、1982年（昭和57年）には使用線区を飯田線に特化し、同線の事情に合わせて設計された119系が、1983年（昭和58年）には長崎本線・佐世保線向けに417系に準じた2扉車体・セミクロスシートの713系が、四国島内の電化が実施された1986年（昭和61年）には四国島内向けの121系が、瀬戸大橋線開業が間近となった1987年（昭和62年）には同線向けに117系に準じた2扉車体・全席転換クロスシートの213系が、それぞれ製造されている。

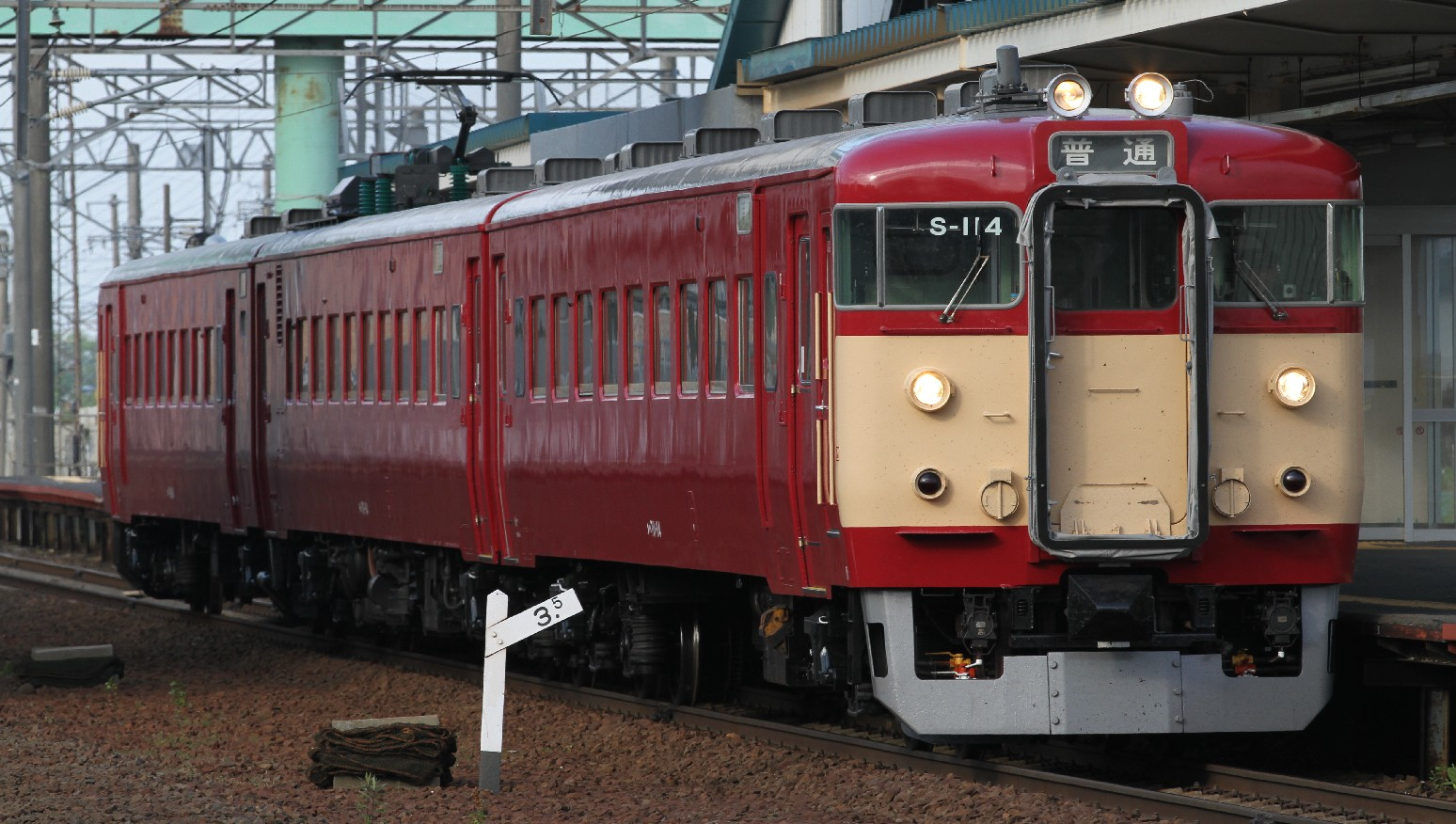
711系
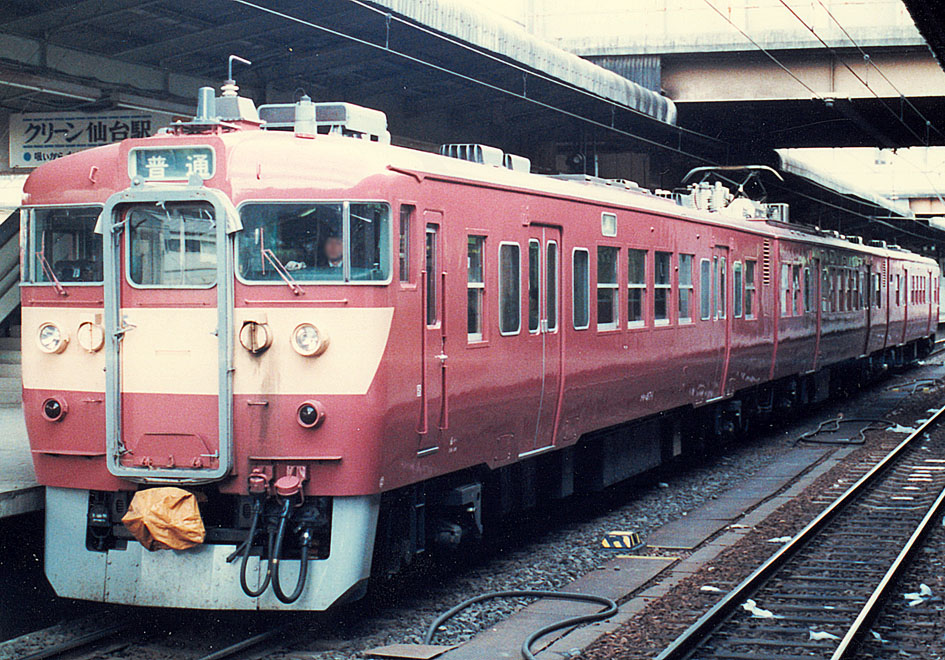
417系
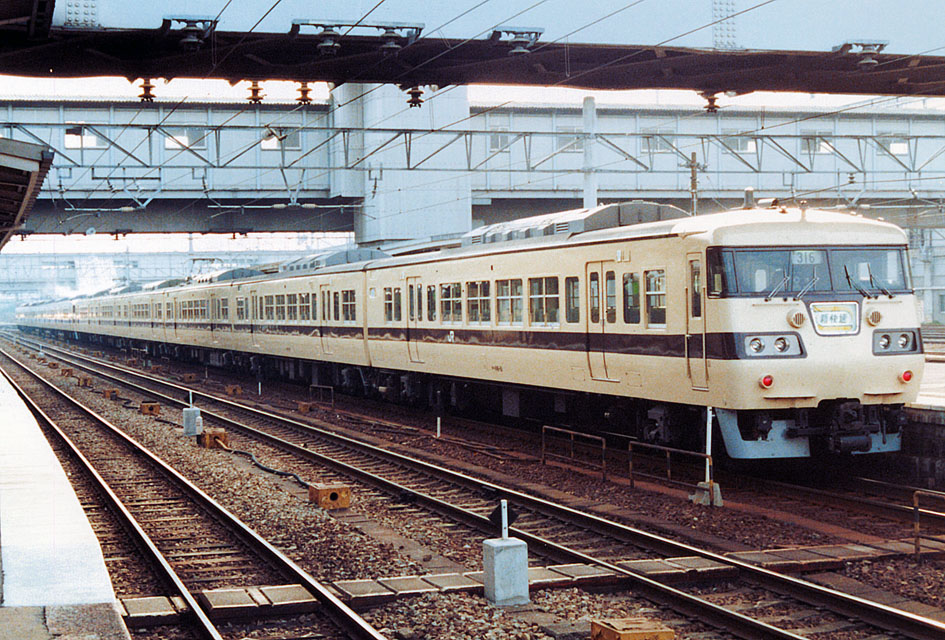
117系
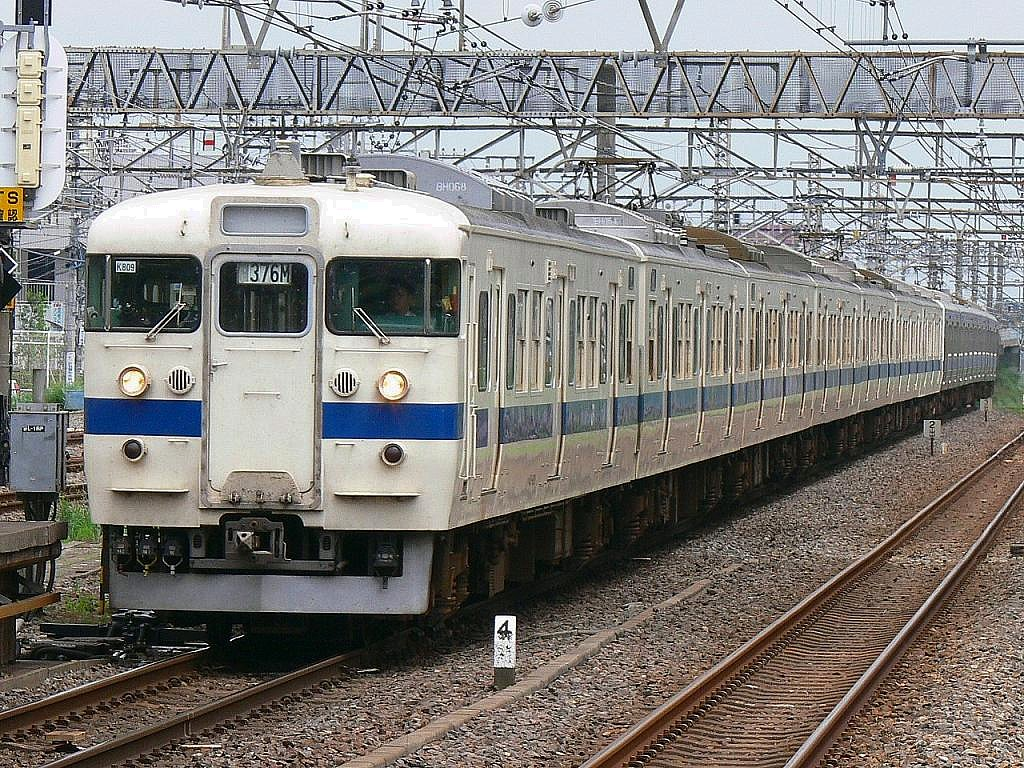
415系
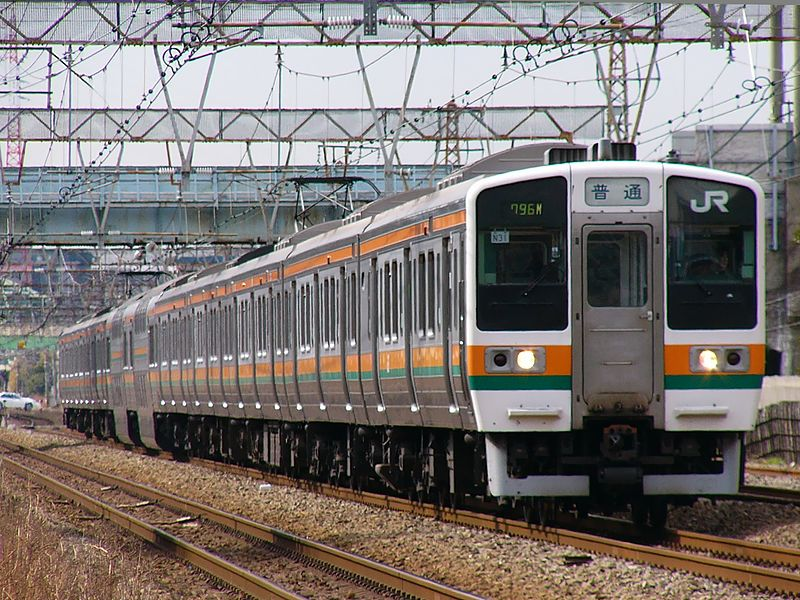
211系
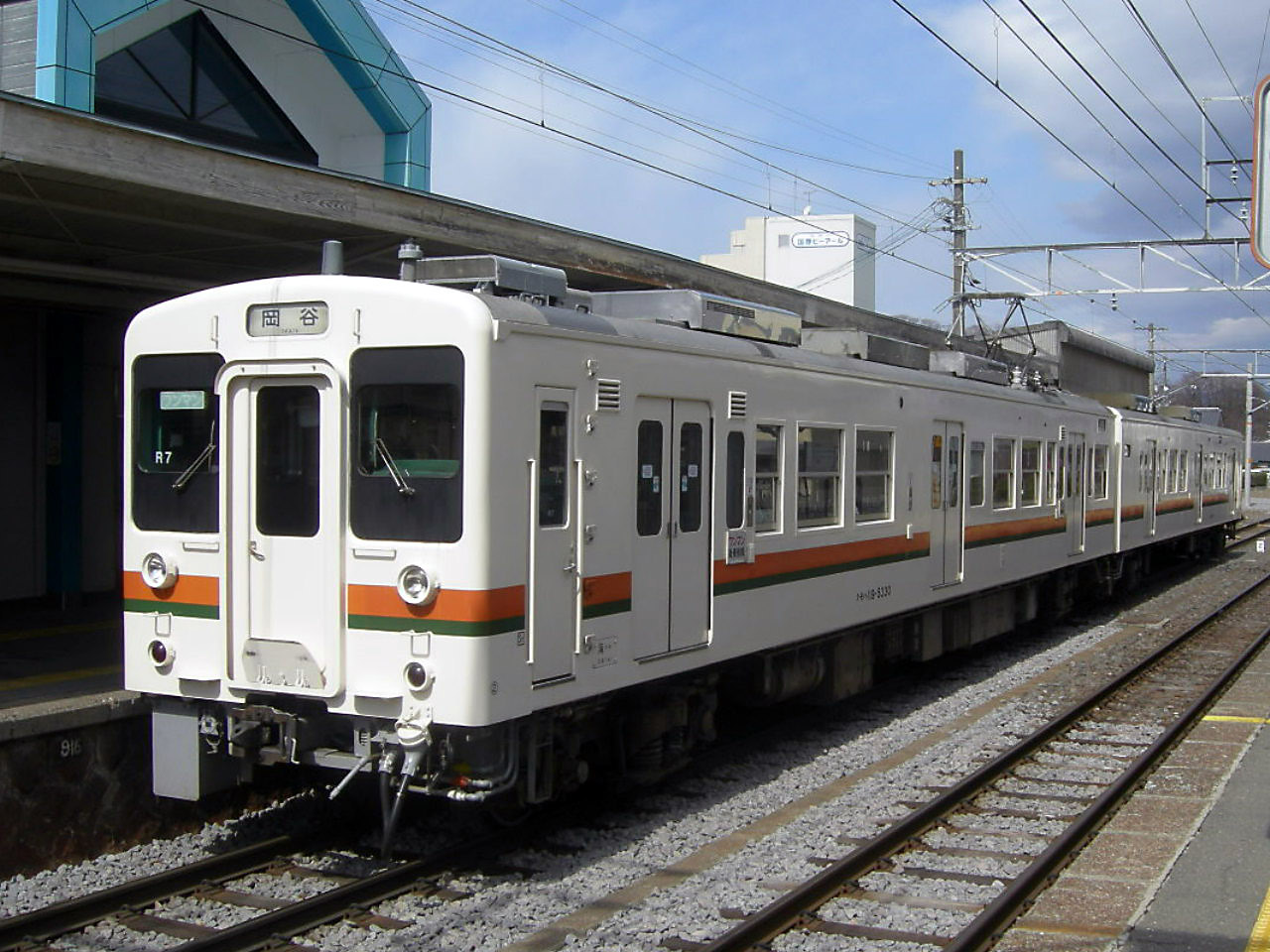
119系
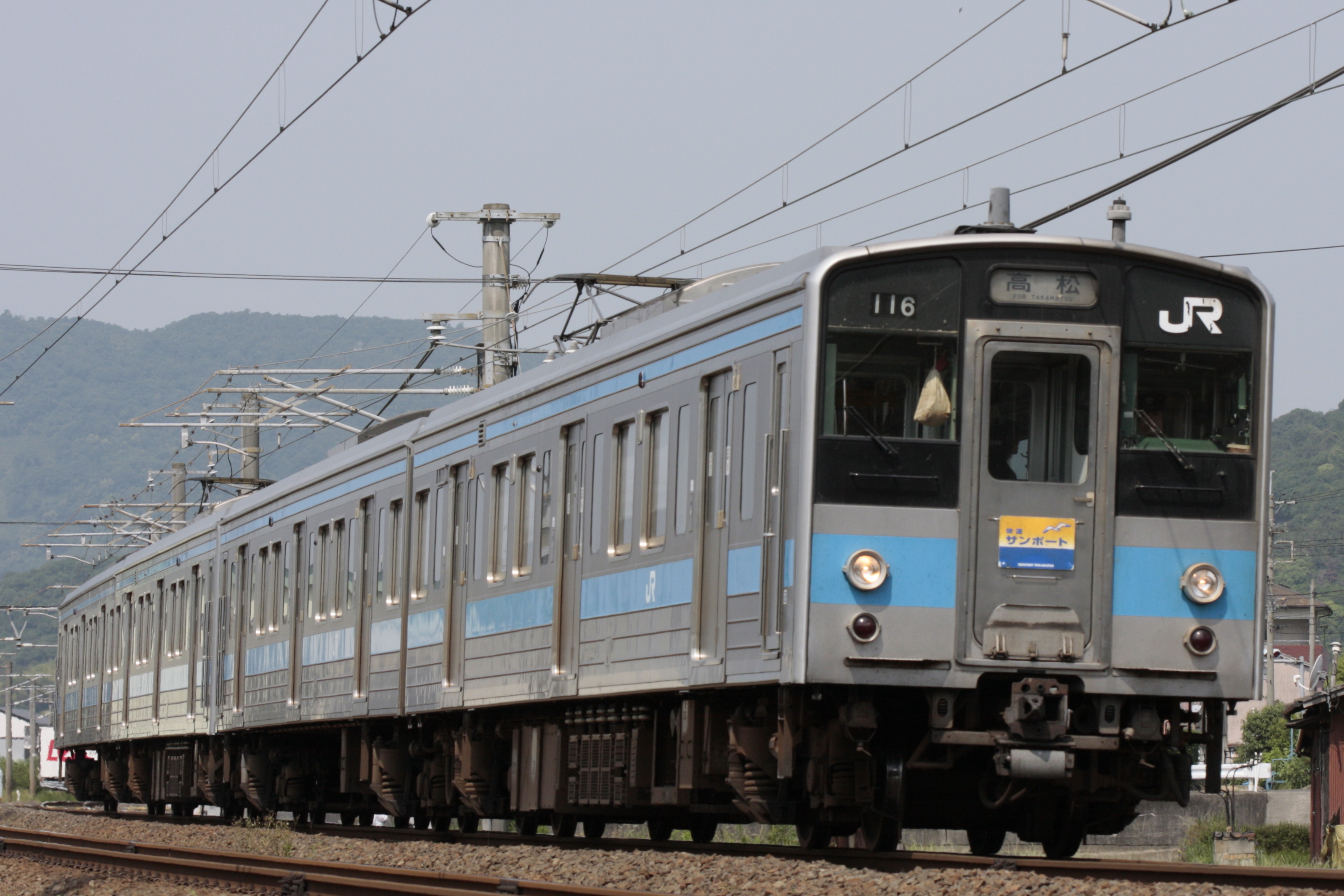
121系
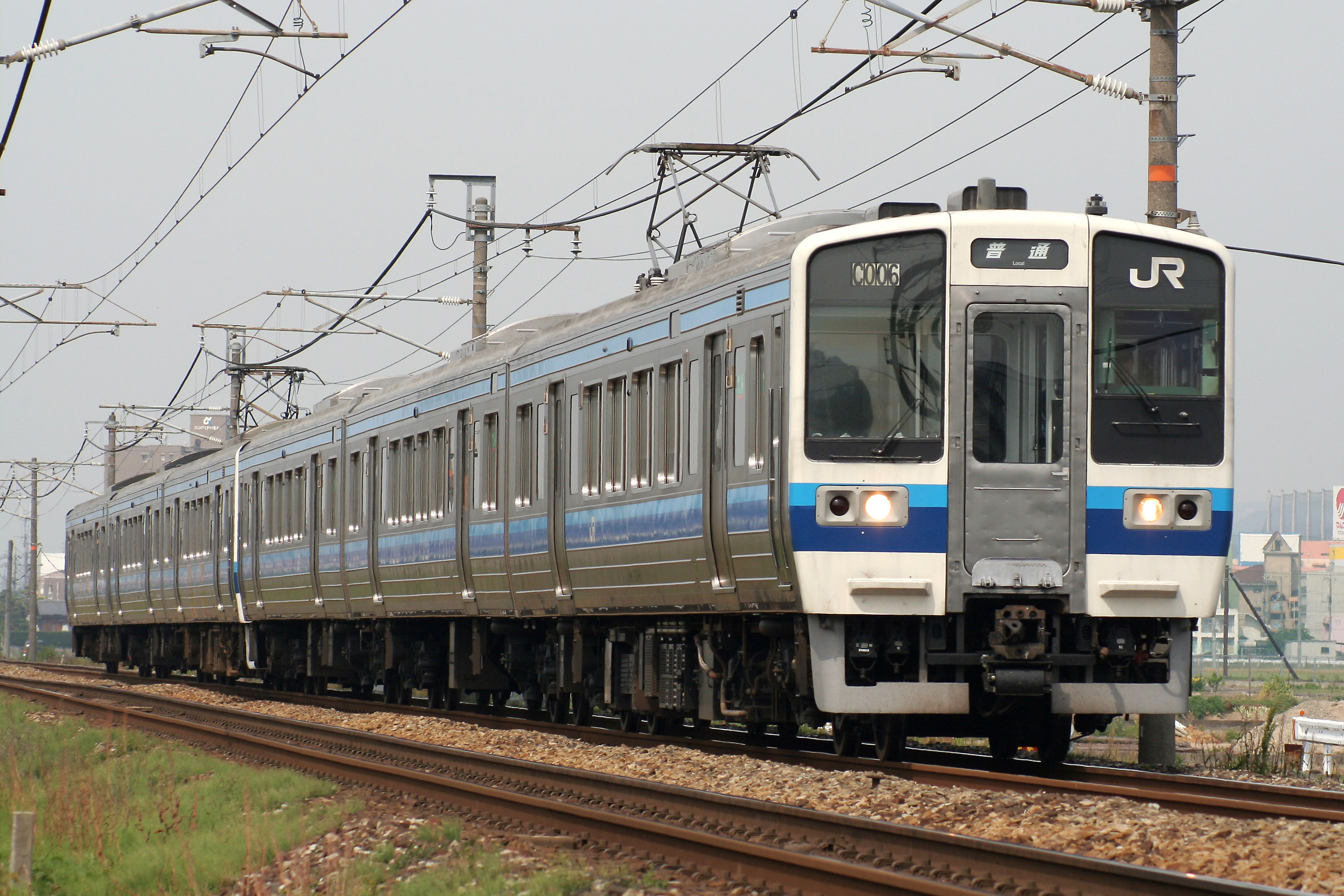
213系

- 117系車内
（2扉転換クロスシート）
- 415系500番台車内
（ロングシート）

### 他用途の車両からの転用
153系のグリーン車からは格下げの形で1975年までに113系のグリーン車に転用されている。
国鉄末期に設備投資が抑制されていた時代には、余剰となった他の用途向けの車両を近郊形に改造する工事も行なわれている。
1984年に、当時東北・上越新幹線の開業により余剰となった特急形寝台電車581・583系を近郊形に改造し、419系・715系が登場した。この車両は、2扉セミクロスシートという状態にはなっていたものの、特急形車両時代の客用扉はそのまま流用、洗面台のあった部分も完全に撤去するわけではなくカバーをかけただけと、最小限の改造だけで使用されることになった。
この他にも特急形車両のグリーン車からは113系のグリーン車に改造された車両もあった。
特急への格上げにより余剰となった急行形車両についても、機関車牽引の客車列車を置き換えるため、転用するための改造が行なわれている。交直流急行形電車では、経年の高い車両においては417系と同等の車体へ載せ替えた車両として413系・717系への改造も実施されたが、改造規模が大きくコストも嵩むため、少数にとどまっている。165系からは113系のグリーン車に改造された車両もあったが、こちらも少数にとどまっている。
国鉄最末期の1986年には、郵便・荷物列車の廃止に伴い余剰となった郵便荷物用電車を改造したクモハ123形も登場している。郵便荷物用電車は単行（1両）運転が可能であり、この特性を生かして閑散路線における合理化を図り、ワンマン運転も可能な車両として改造された。

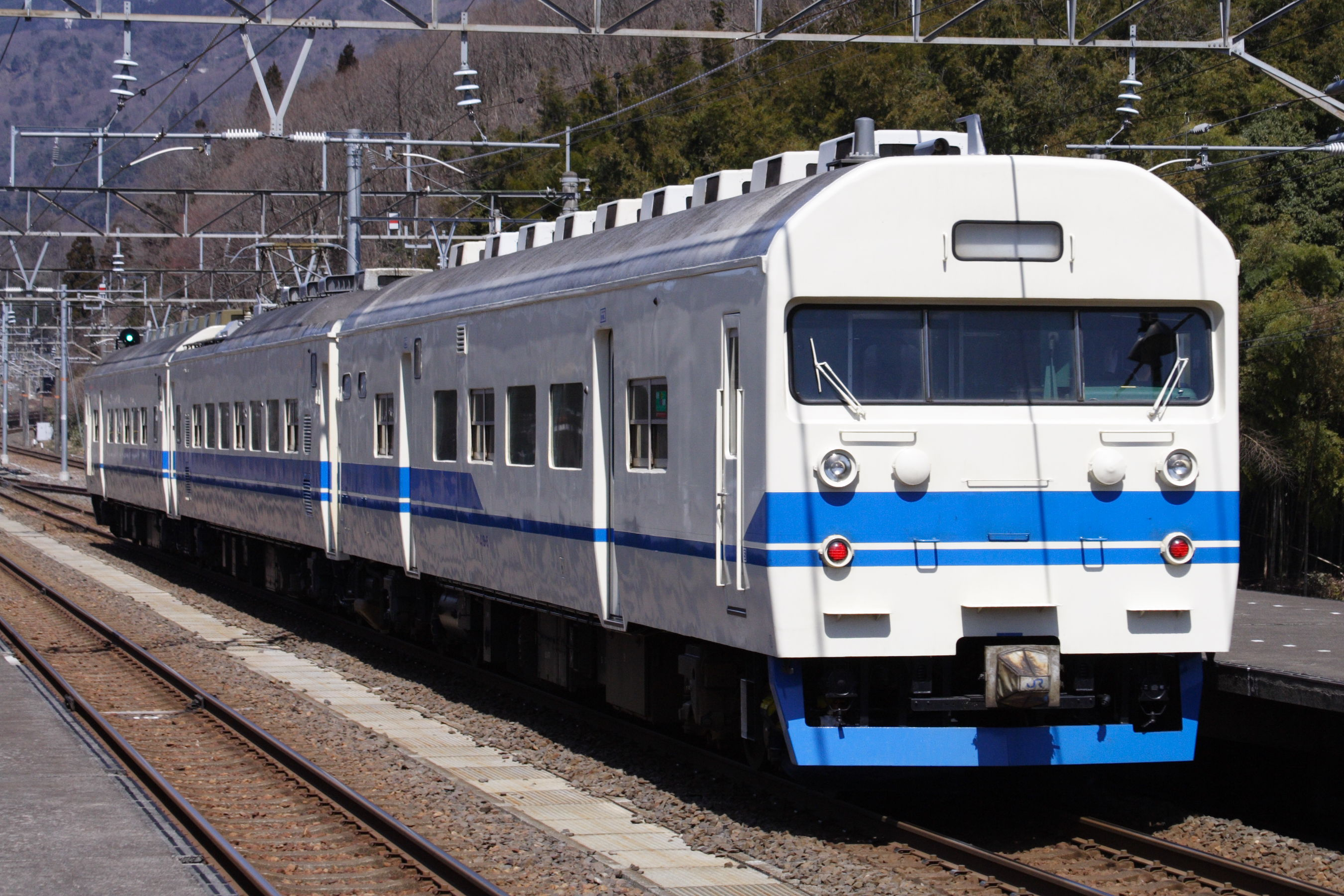
419系
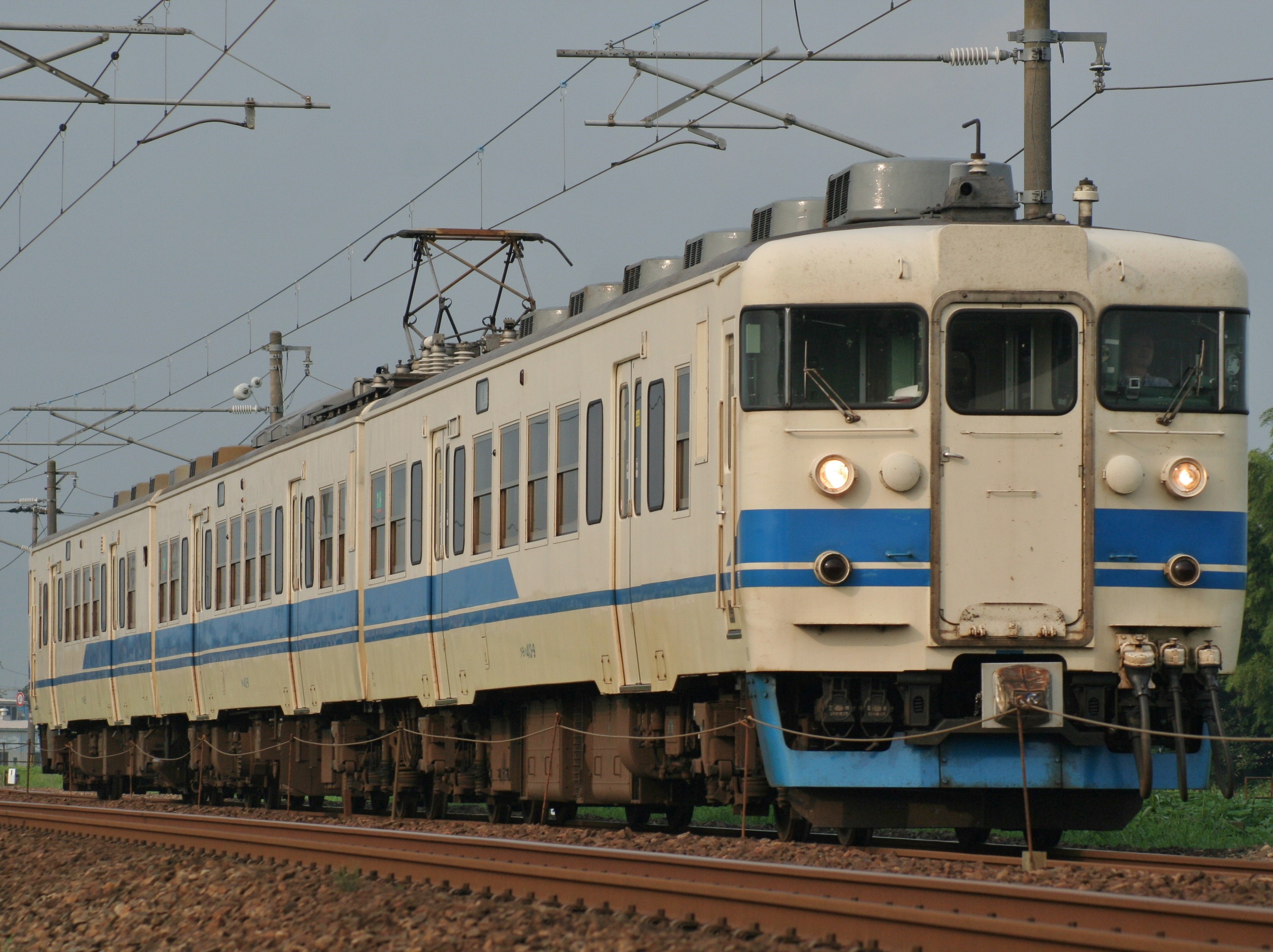
413系
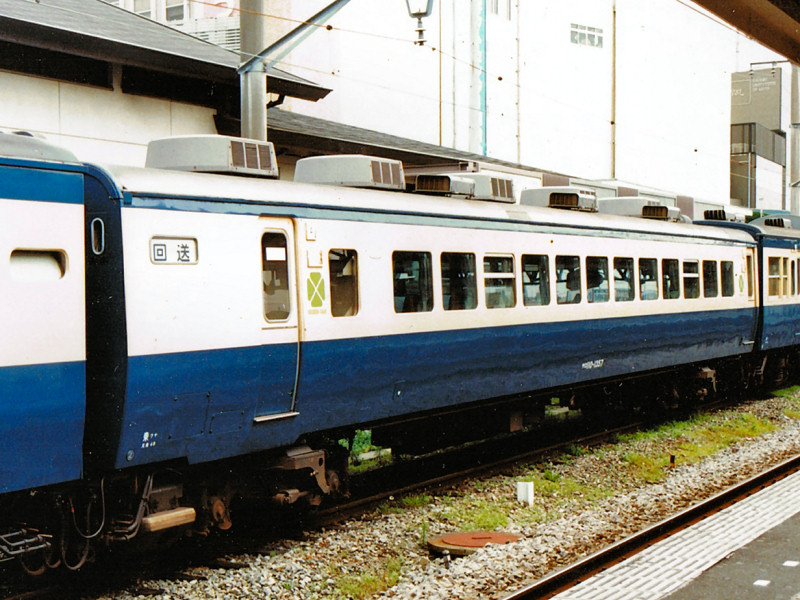
サロ110形1350番台
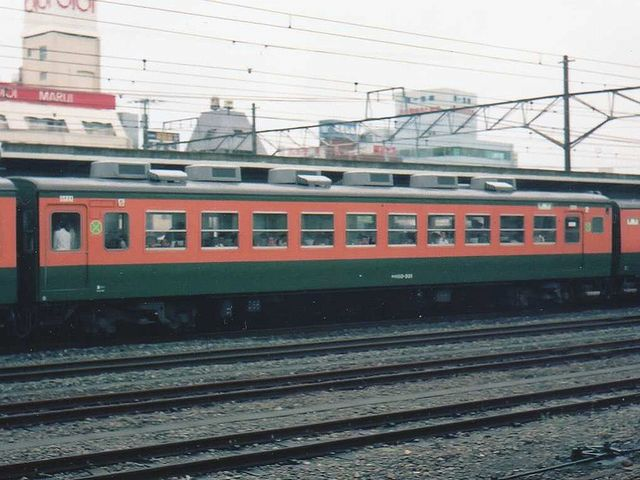
サロ110形500番台
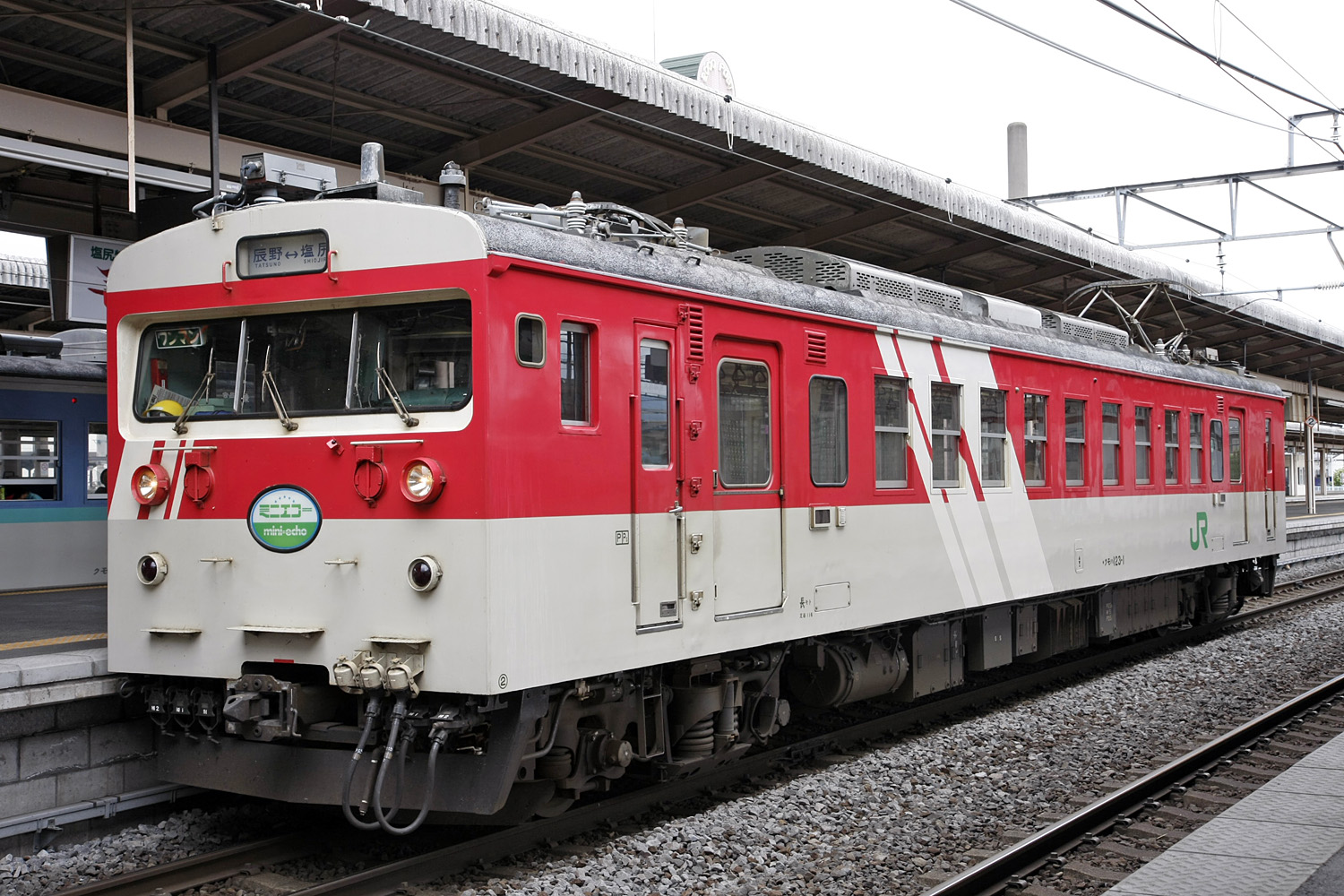
123系

### 分割民営化後

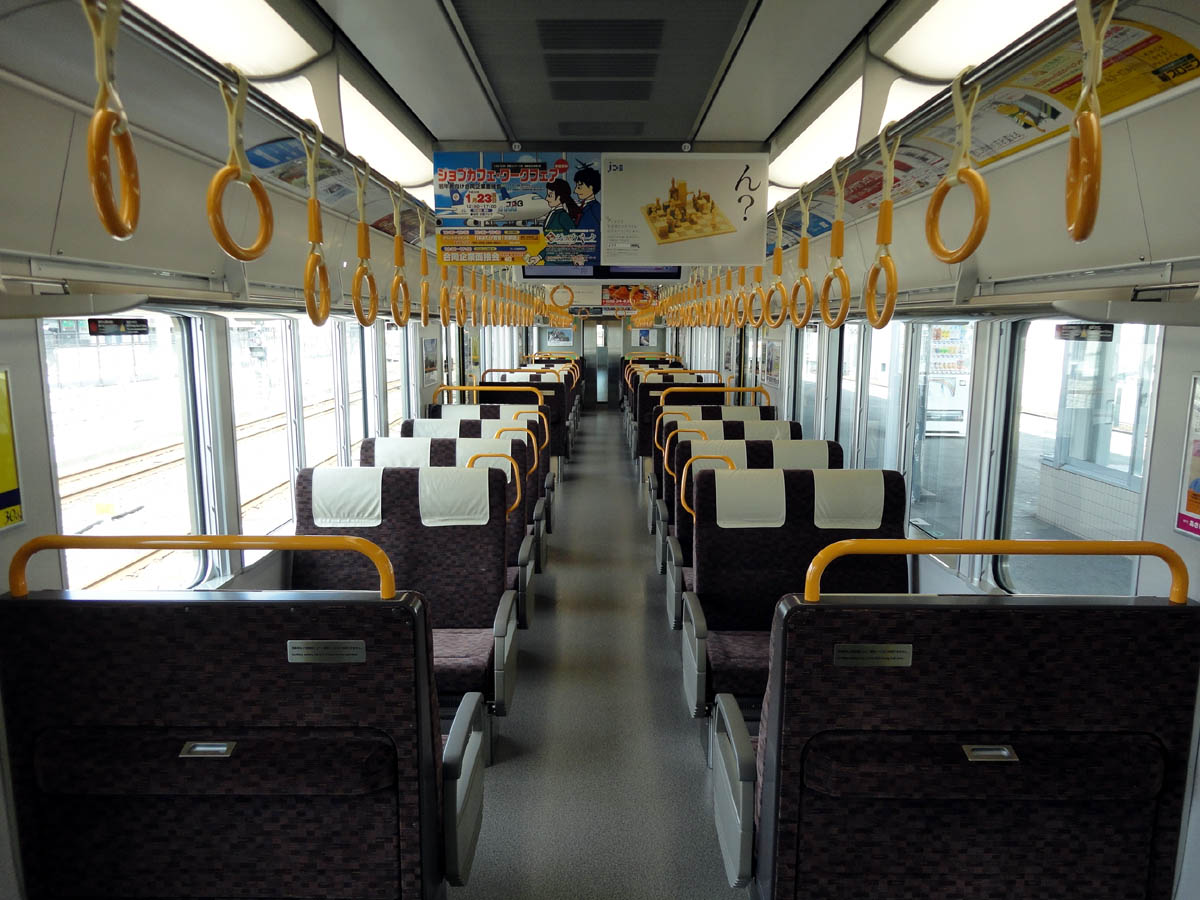
225系0番台車内 （3扉転換クロスシート）
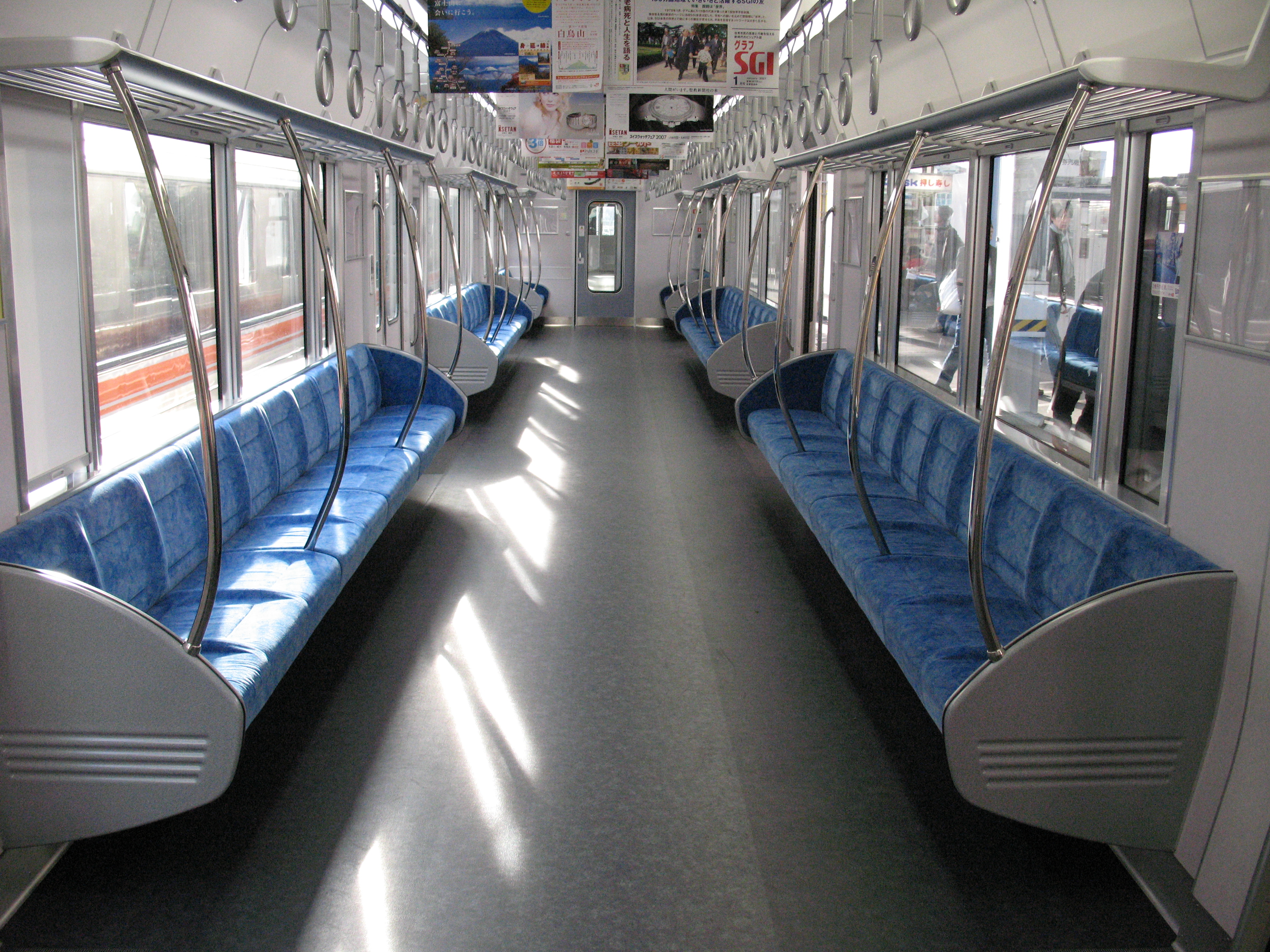
313系2000番台車内 （3扉ロングシート）
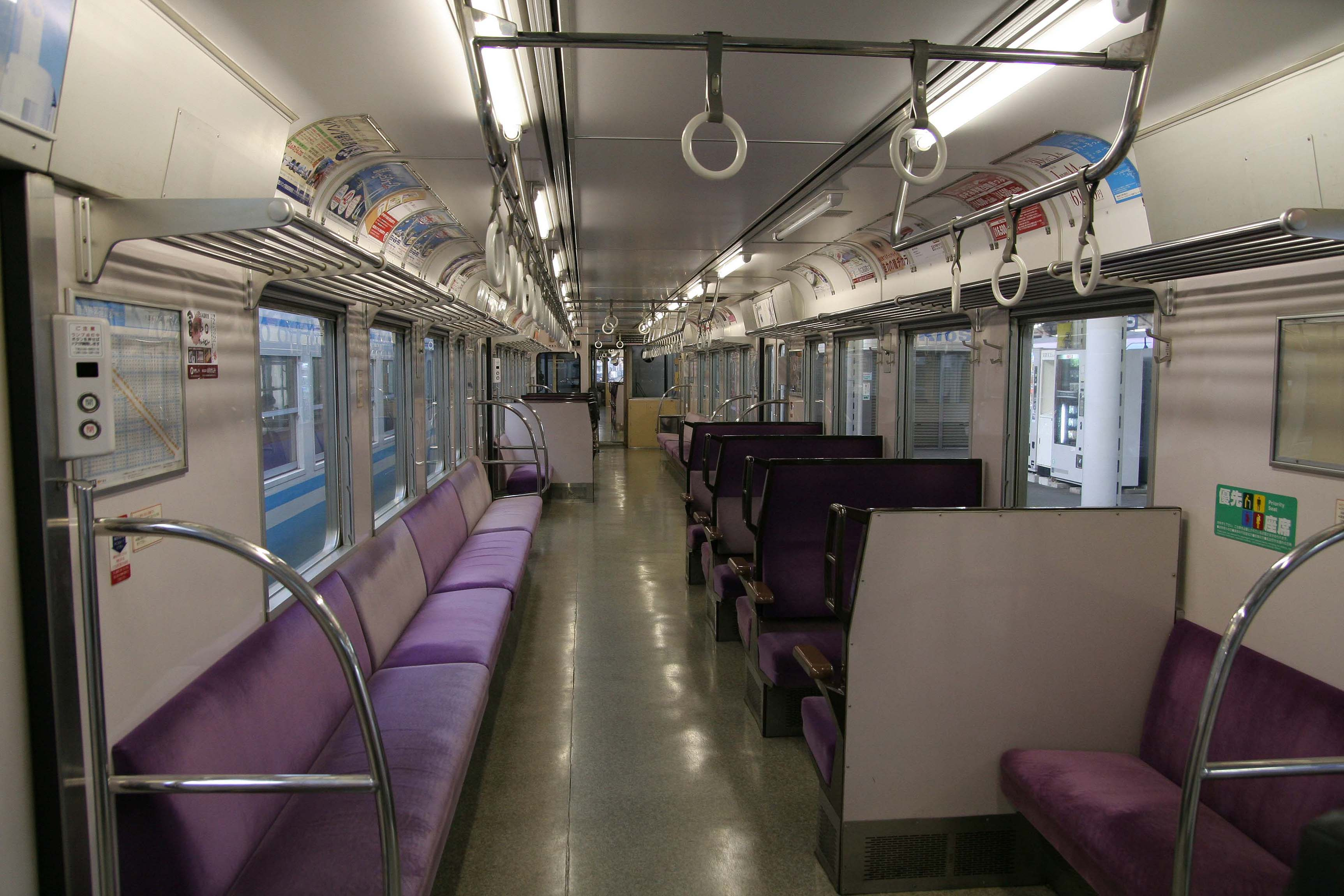
JR四国7000系車内 （3扉、クロスシート・ロングシート）

国鉄分割民営化後は、近郊形車両はそれまで以上に地域ごとの実情が反映されるようになった。
ラッシュ時の混雑緩和が主要命題となった東日本旅客鉄道（JR東日本）の東京圏では、全ての座席が通勤形電車と同様のロングシートとなり、着席定員を確保するためにグリーン車においては2階建車両となり、ライナー列車向けには全2階建車両とした215系が導入されたりするなど、収容力を増大させた車両が増加した。同社においてはこの考え方がさらに進み、1994年に登場したE217系では混雑緩和を最優先し、通勤形電車と同様の片側4扉の車体が採用されるとともに、普通車は一部の車両がセミクロスシートである他は全席ロングシートの車両となり、車体の面では通勤形電車とほとんど差がなくなった。さらに、2000年に登場した後継車E231系では初めて近郊形電車と通勤形電車の形式上の区別を廃止し、一般形電車として形式・区分を統一したが、一部セミクロスシート車を組み込んでいるか全車両ロングシート車であるか、またトイレの有無など、若干の仕様や性能の違い以外は基本的に同一の車両であり、近距離路線と中距離路線の双方に投入されている。その後の展開については「一般形車両 (鉄道)#一般形電車の登場とその後」を参照。
一方、そのほかのJR各社では、大都市圏を中心に、3扉車体で転換クロスシートという国鉄時代には採用されていなかった新しいレイアウトを持つ車両が登場した。その先駆者として1988に北海道旅客鉄道（JR北海道）において721系が製造され、翌1989年にはJR西日本の221系、JR東海の311系、九州旅客鉄道（JR九州）の811系が製造された。その後もJR西日本の223系や225系、JR九州の813系、JR四国の6000系、JR東海の313系など、同様の接客設備を持つ車両が製造されている。また、113系などの既存の車両が、これらの車両と同様のレイアウトにリニューアル改造されるケースも現れた。
地方都市圏では、JR九州の815系やJR東海の313系2000番台のように通勤型と同様に車両を3扉ロングシートで増備したケースが見られる一方、JR九州の817系（2000・3000番台を除く）、JR西日本の521系および223系5500番台、227系0番台のように転換クロスシート車が導入されたケースも見られる。JR東日本とJR四国においては、クロスシートとロングシートの配置を工夫し、適度な収容力を確保した719系、7000系を登場させている。これらの車両は1両または2両で運転可能なワンマン運転対応車両となっているものがほとんどである。なお、JR九州では2012年頃から再びロングシートを採用するようになり、817系2000番台をはじめ、BEC819系・821系でも同様にロングシートが採用され、811系もリニューアルに際してロングシートに改造している。この他に変わり種としてJR西日本では七尾線電化用に113系に485系の交流機器を搭載し、交直流化した415系800番台が登場している。また、扉数は3扉に統一されており、国鉄末期に登場した片側2扉の車両は一切登場しなくなった。

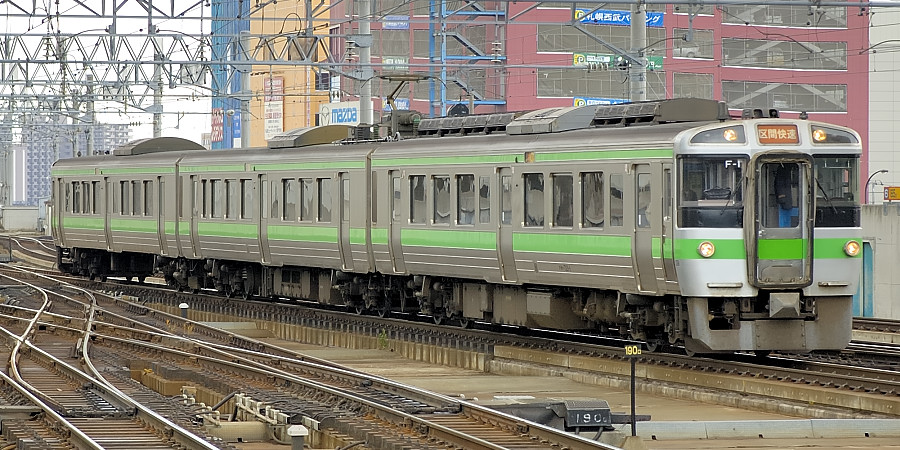
721系
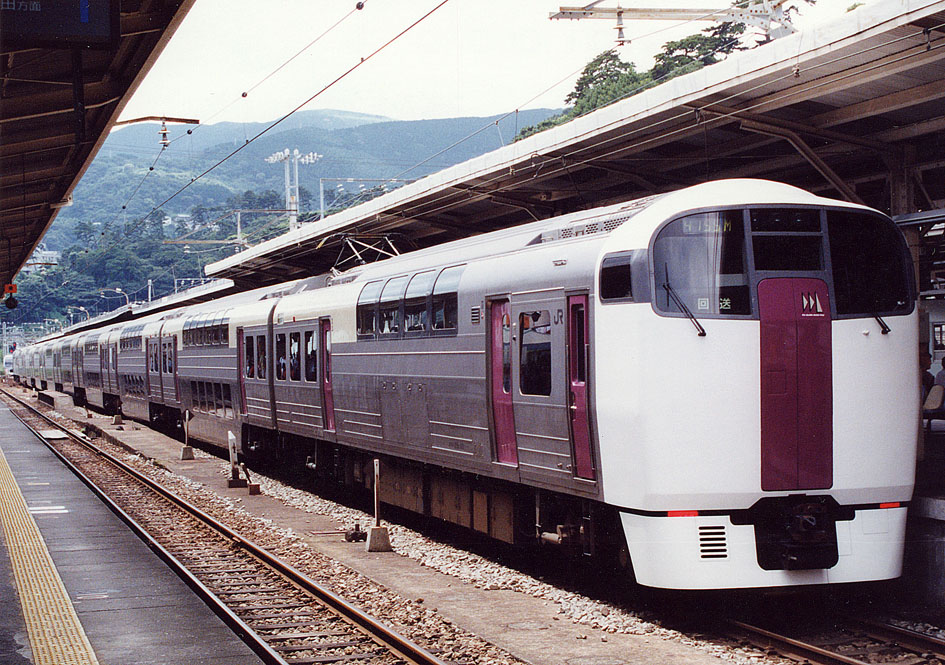
215系
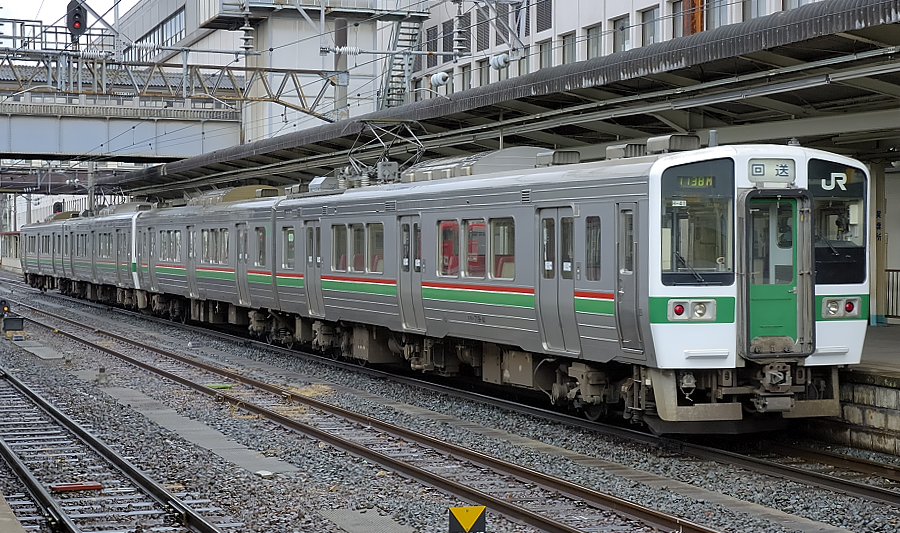
719系
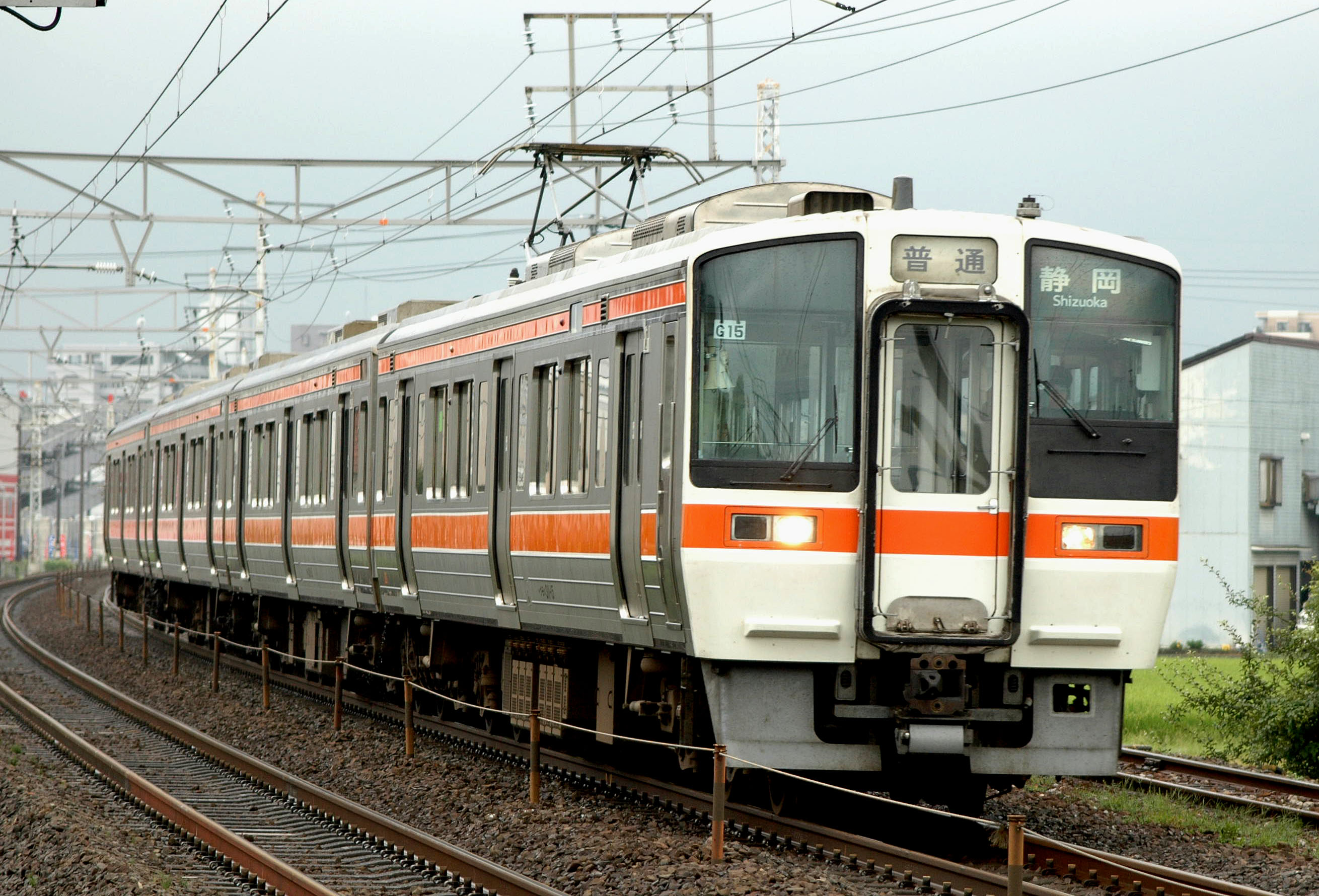
311系
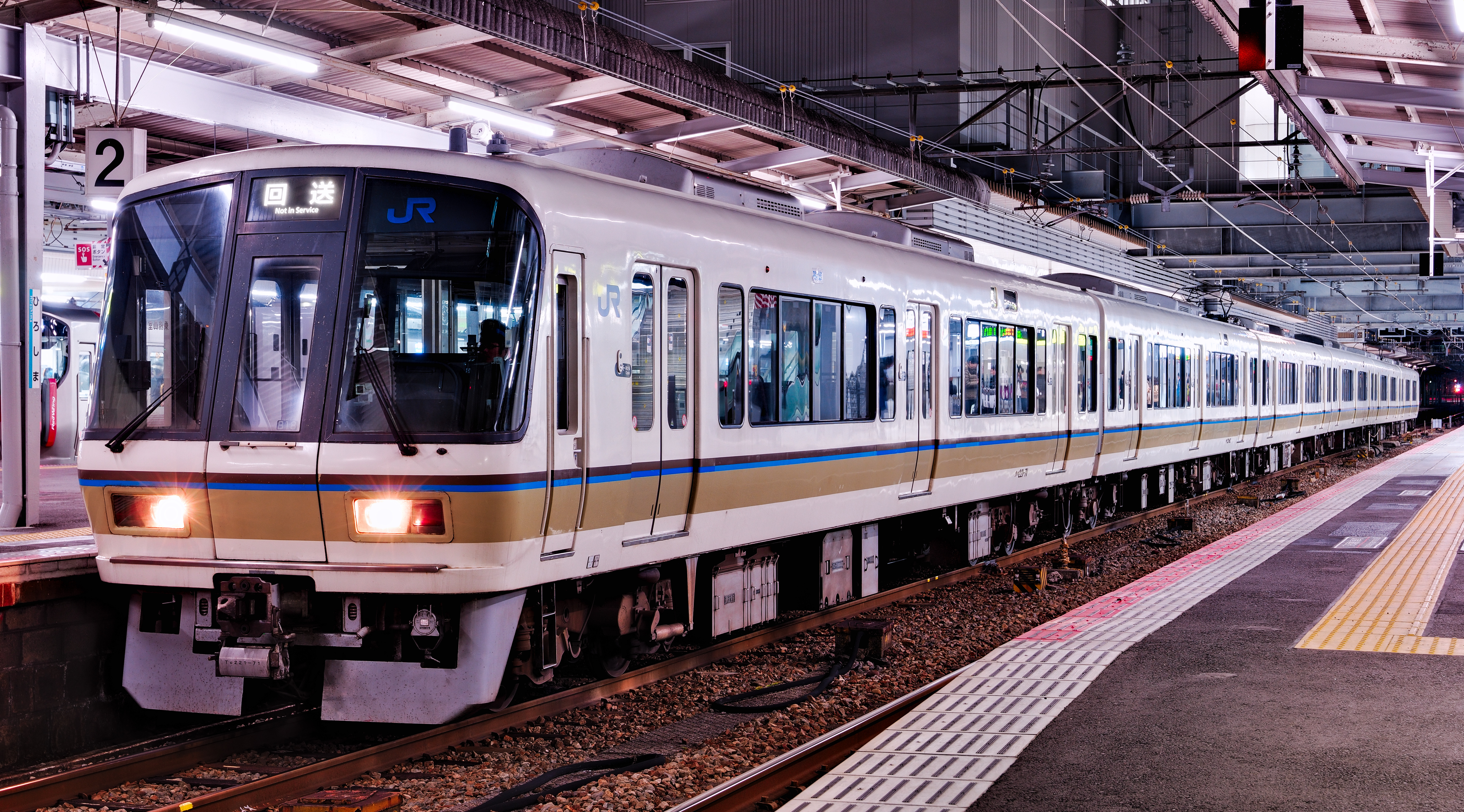
221系
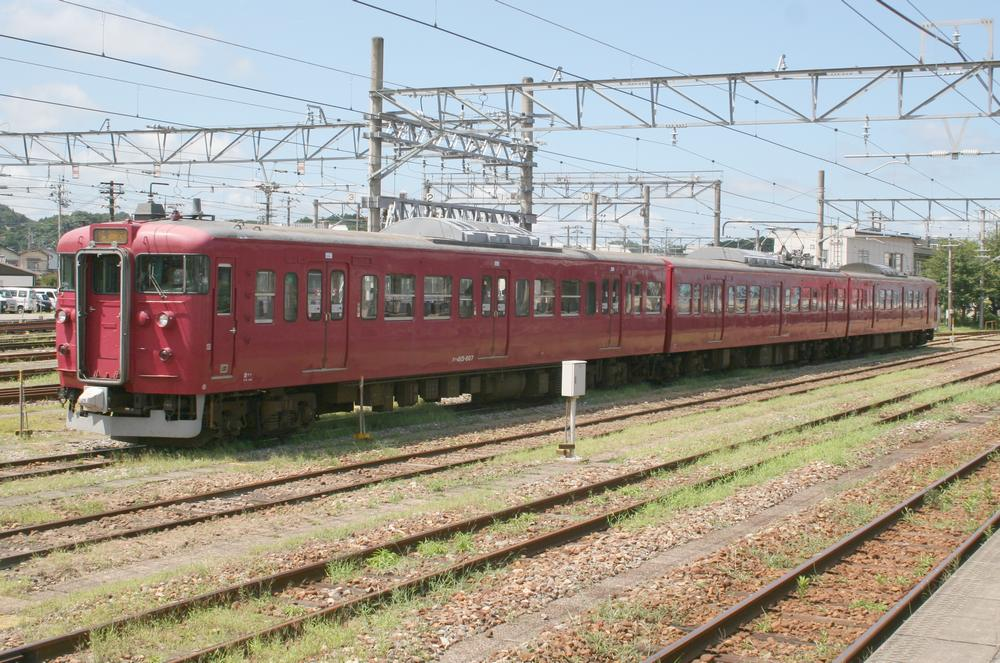
415系800番台
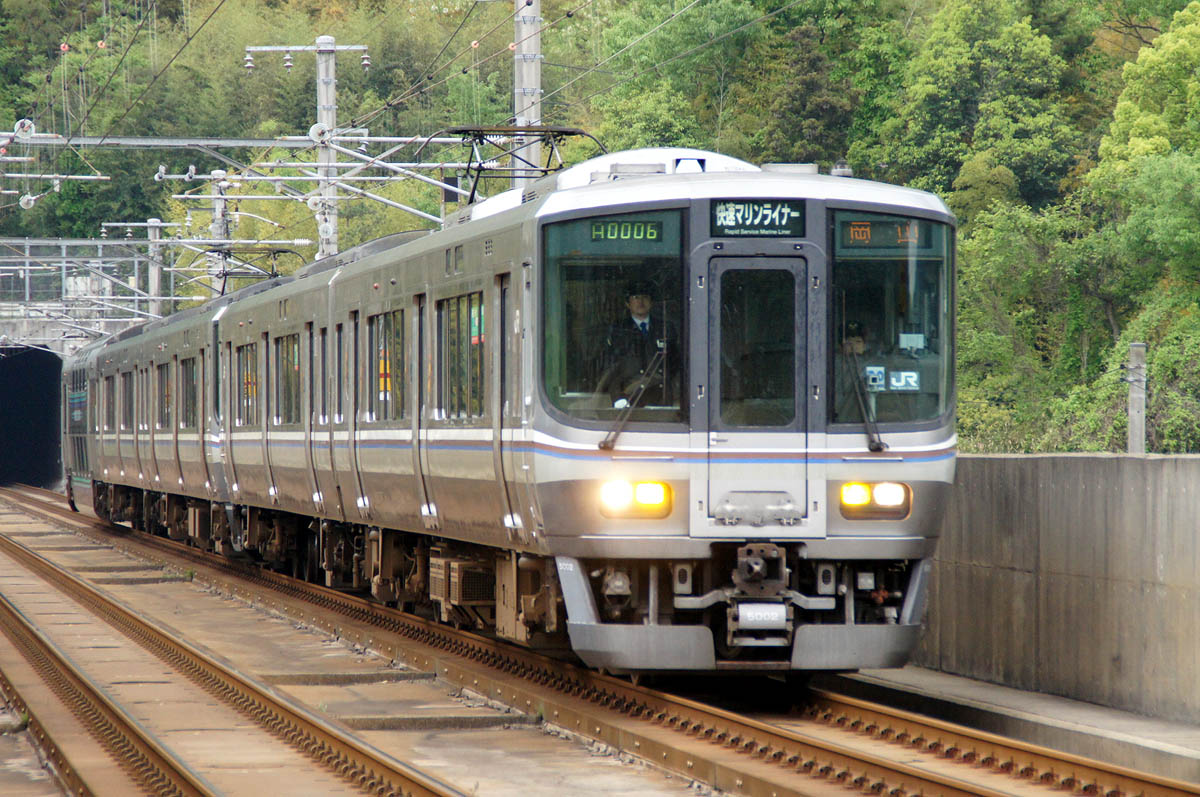
223系5000番台・5000系
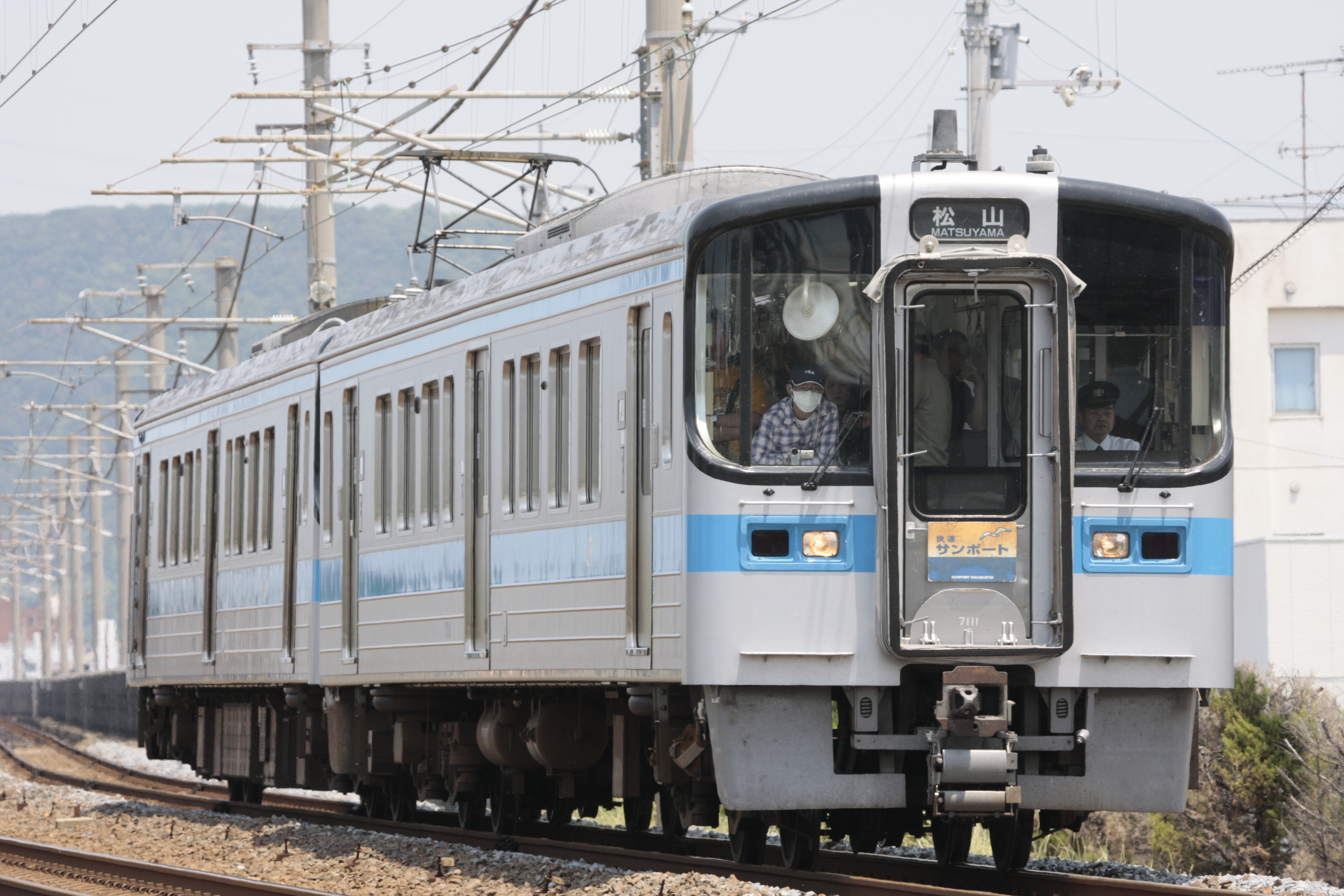
7000系
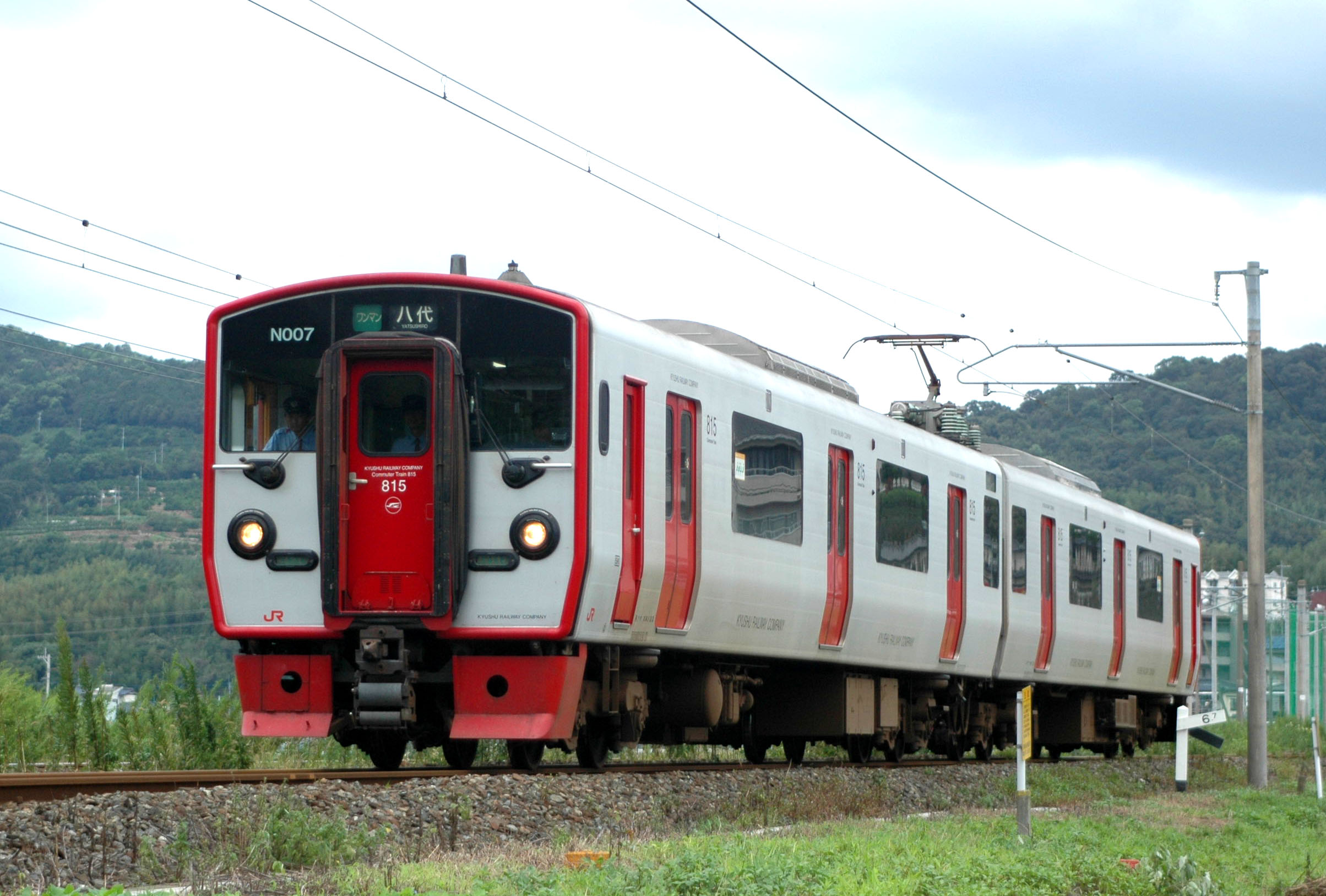
815系

- 225系0番台車内
（3扉転換クロスシート）
- 313系2000番台車内
（3扉ロングシート）
- JR四国7000系車内
（3扉、クロスシート・ロングシート）

## （参考）近似する車両

### 新性能電車
731系・733系・735系
分類上は通勤形であるが、これらは近郊形である721系と基本的に共通で運用されている。733系については2014年7月から快速「エアポート」にも充当され、721系とともに専用の編成が使用される。
701系
JR東日本の公式ウェブサイト上では通勤形に分類されているが、雑誌などの記事においては、通勤形だけでなく近郊形や一般形と分類されている場合がある。元々は3扉ロングシート車として登場したが、5000番台ではセミクロスシート車として製造され、0番台の一部もセミクロスシートに改造している。また、実際の運用では片道200kmを超える運用に就いたこともあった。
E127系
JR東日本の公式ウェブサイト上では通勤形に分類されているが、雑誌などの記事においては、本形式が近郊形や一般形と分類されている場合がある。元々は3扉ロングシート車として登場したが、100番台ではセミクロスシート車として製造された。
E231系（近郊タイプ）
分類上では一般形であるが、系列内で通勤タイプと近郊タイプで二分しており、装備や仕様が異なっているものの内装のみ近郊形仕様であり、通勤タイプとは運用上の区別がされている。
E531系
分類上では一般形であるが、常磐線上野口発着の中距離電車用として製造された。
E233系3000番台
雑誌記事等では一般形に分類されているが、系列内で通勤タイプと近郊タイプで二分しており、装備や仕様が異なっているものの内装のみ近郊形仕様であり、通勤タイプとは運用上の区別がされている。なお、本形式は一般形だけでなく、資料によっては車種が相違しており、JR東日本の資料では通勤形・近郊形にも分類されている。
E721系
分類上では一般形であるが、3扉セミクロスシートで製造されているため、近郊形に近似する。
E129系
分類上では一般形であるが、3扉セミクロスシートで製造されているため、近郊形に近似する。
373系
本形式は特急形ではあるが、間合い運用で普通列車にも使用することを視野に入れていたため、両開き2扉でデッキと客室との仕切りが無い。運用においても特急より普通列車の方が多い。
125系
分類上では一般形であるが、単行で2扉セミクロスシートのワンマン運転対応車両ため、近郊形に近似する。
急行形車両の近郊形化改造車
急行形車両は急行列車の廃止・削減につれて余剰車両を有効活用する観点から普通列車に転用されたが、中には「近郊形化改造」と呼ばれる車両が存在した。改造内容は、急行形車両では1m幅の客用扉が2か所あったため、車両の出入口付近をロングシート化したり、一部の車両では出入台との仕切扉を撤去するなどの改造を施工した。変わり種としては413系に組み込むため、サハ455形を先頭車化改造したクハ455形700番台がある。

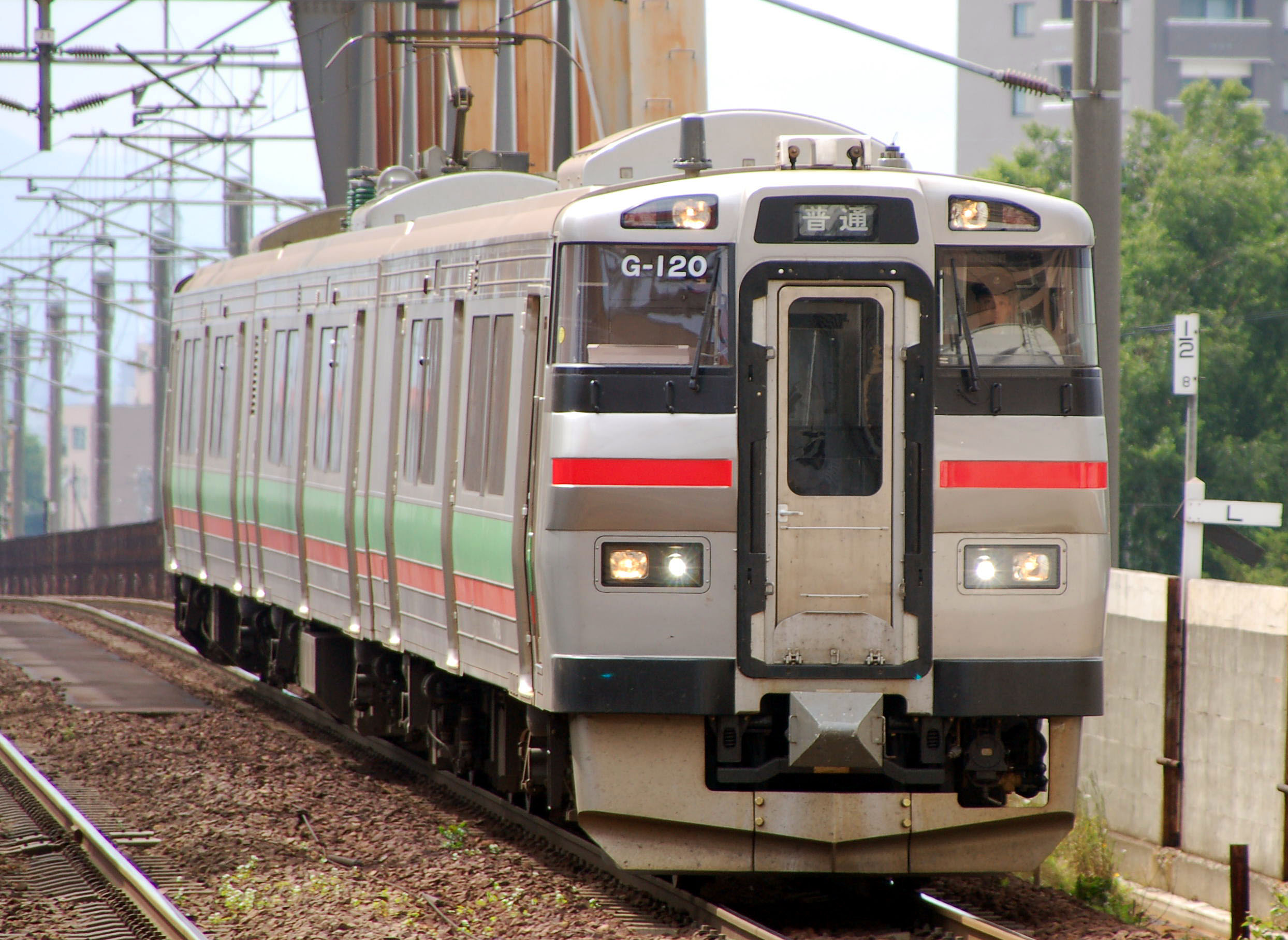
731系
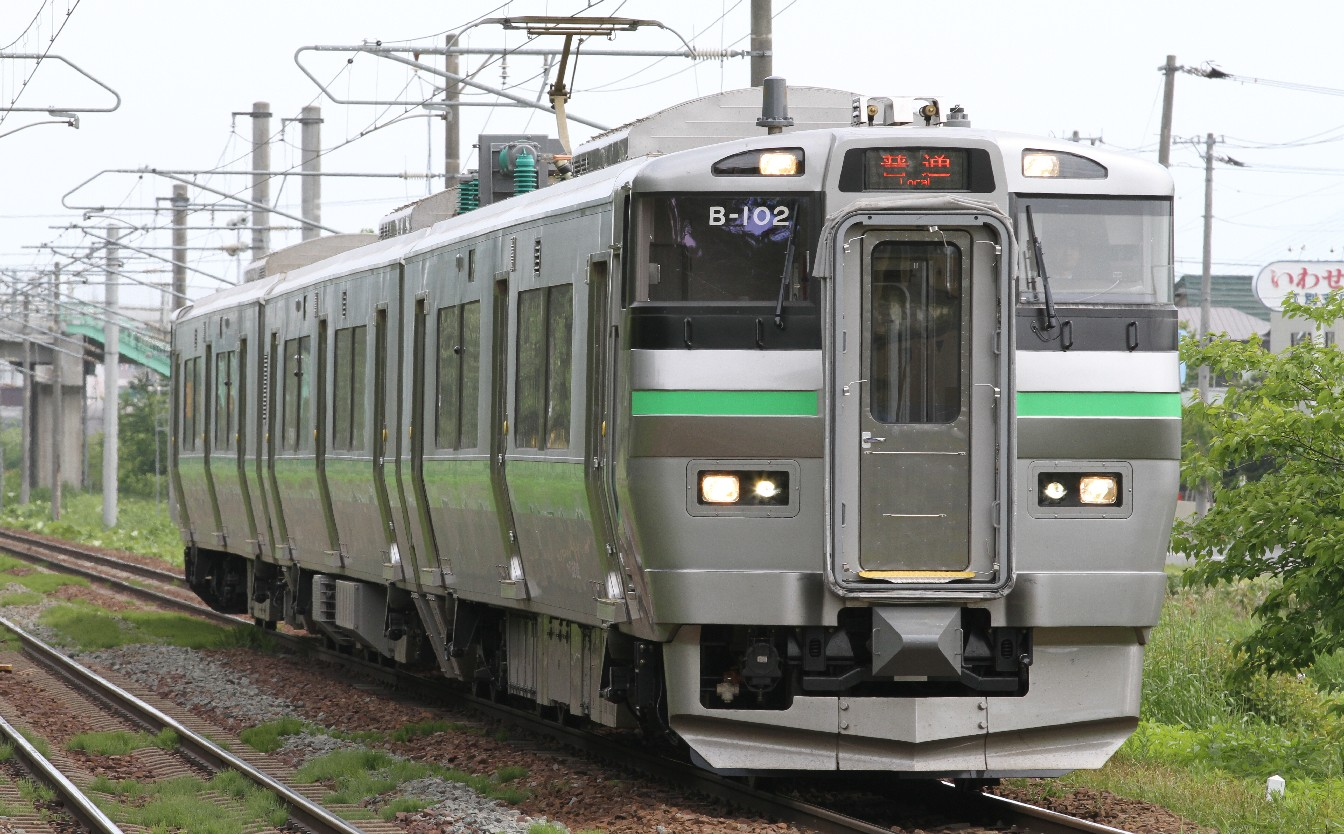
733系
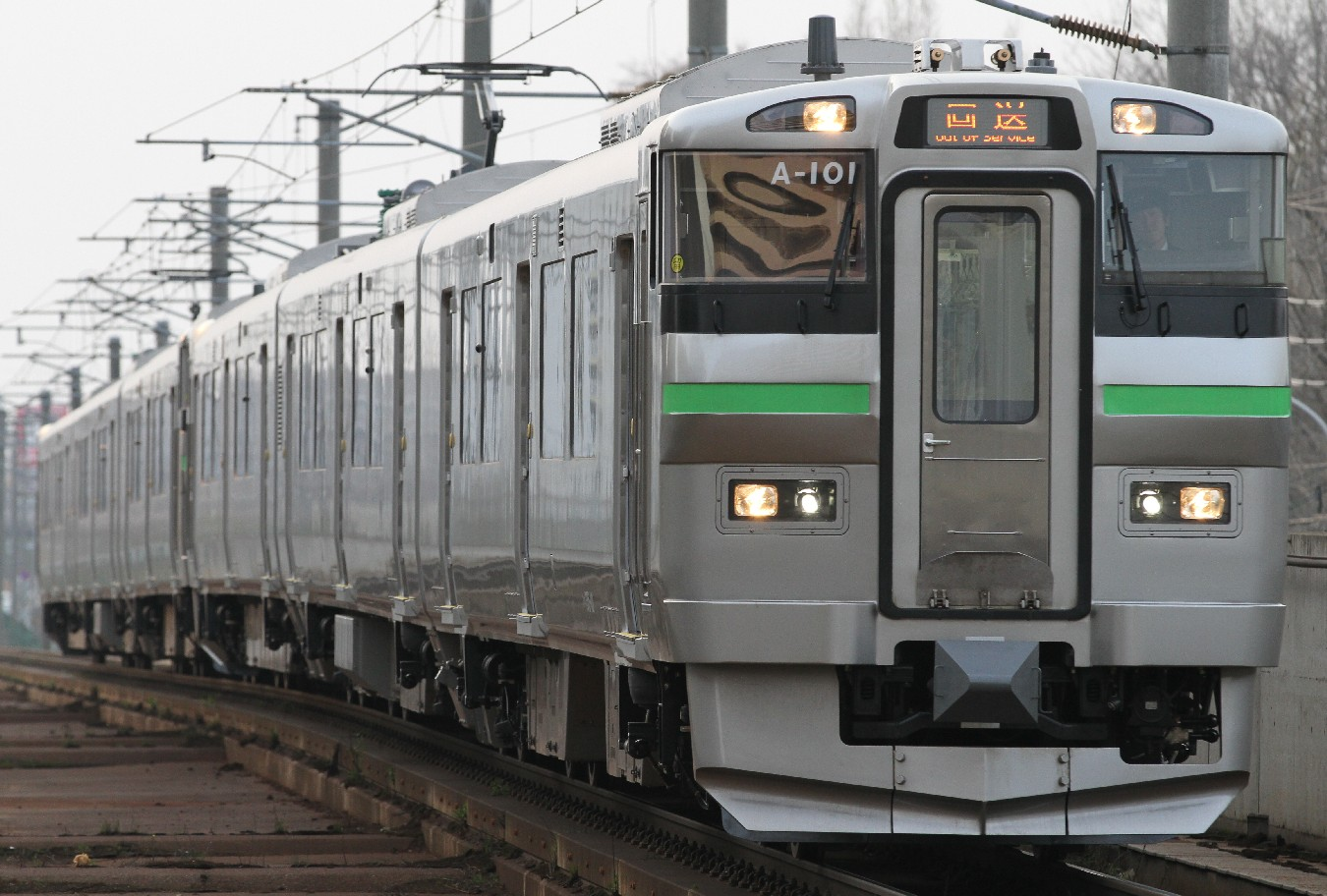
735系
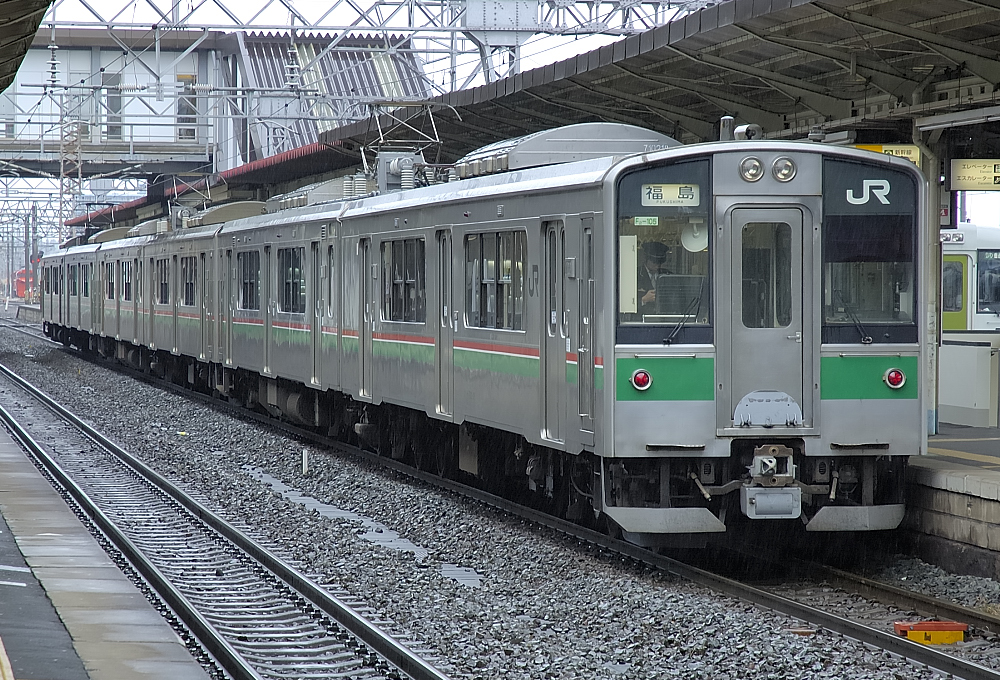
701系
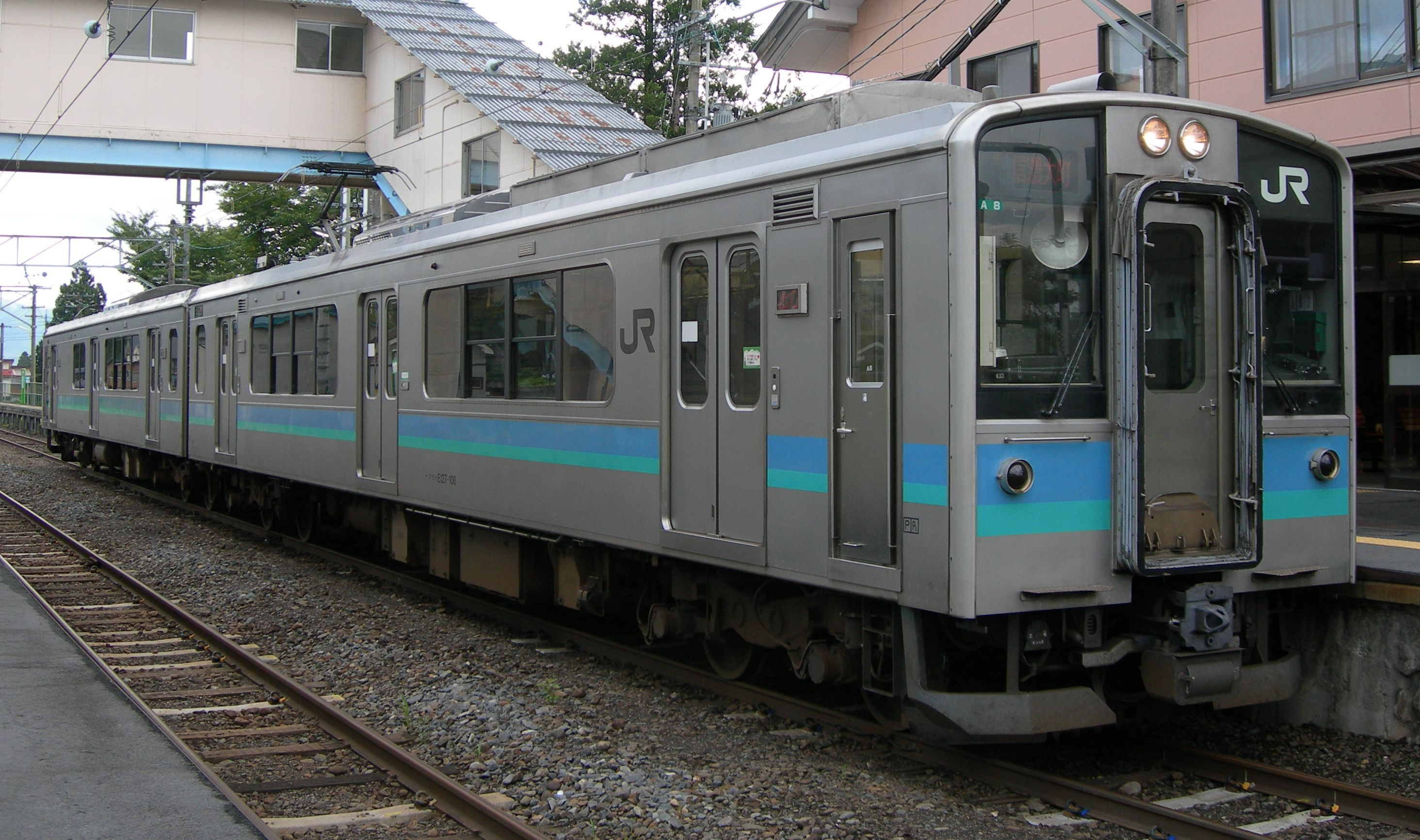
E127系100番台
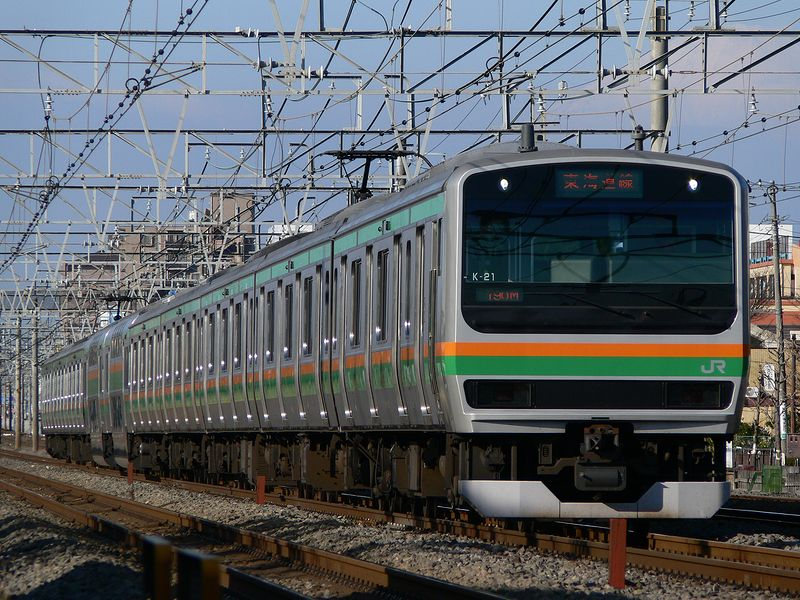
E231系近郊タイプ
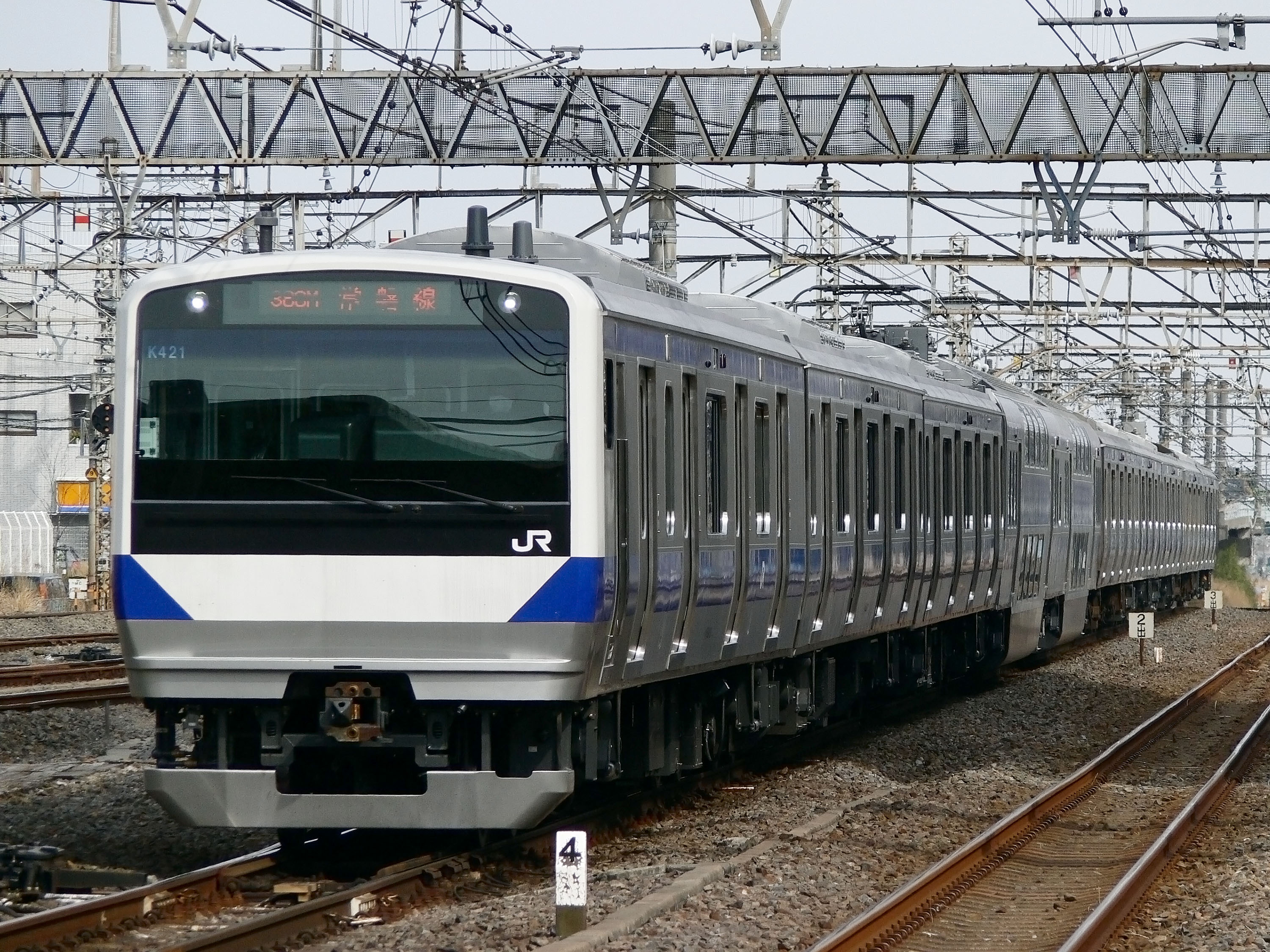
E531系
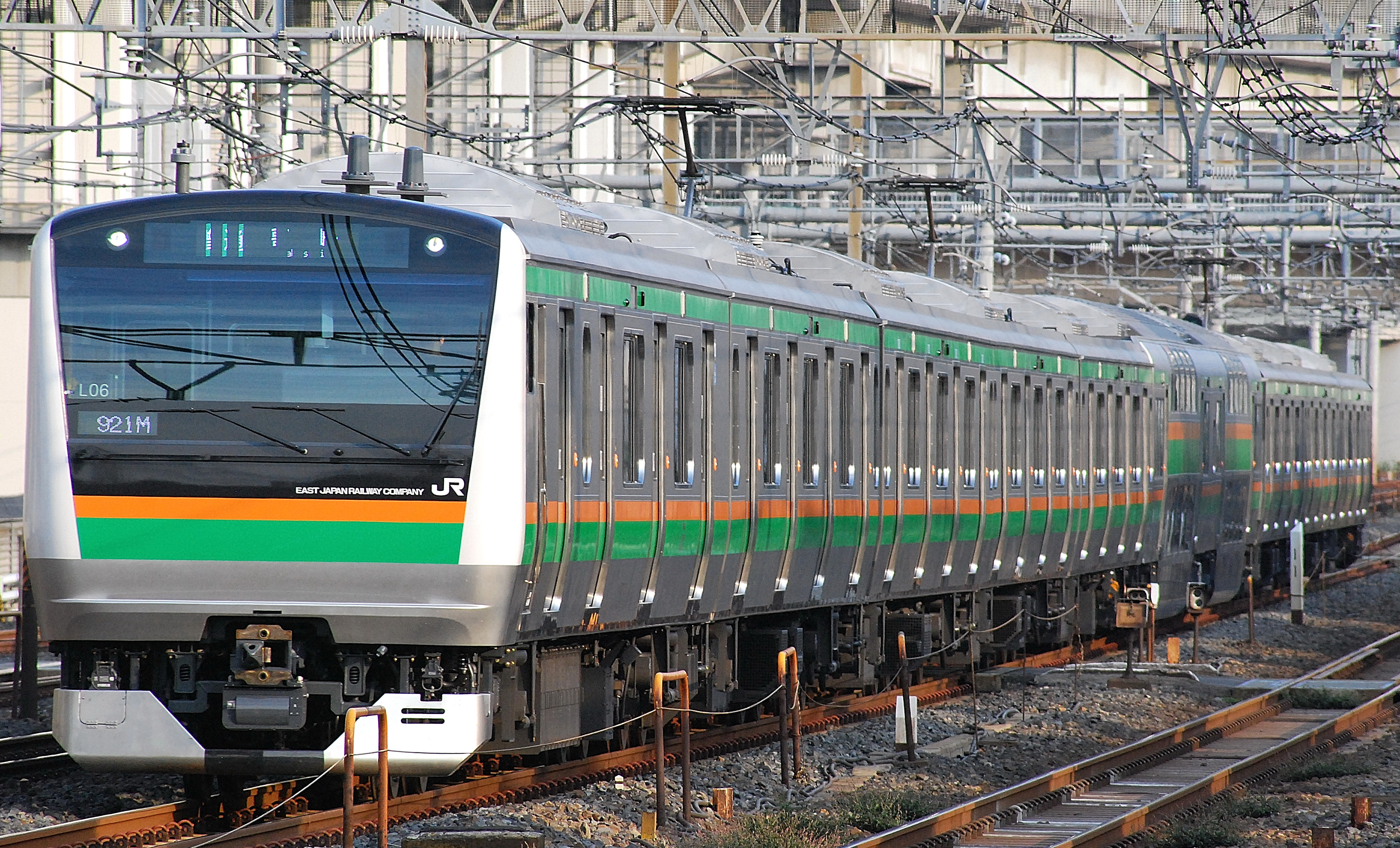
E233系近郊タイプ
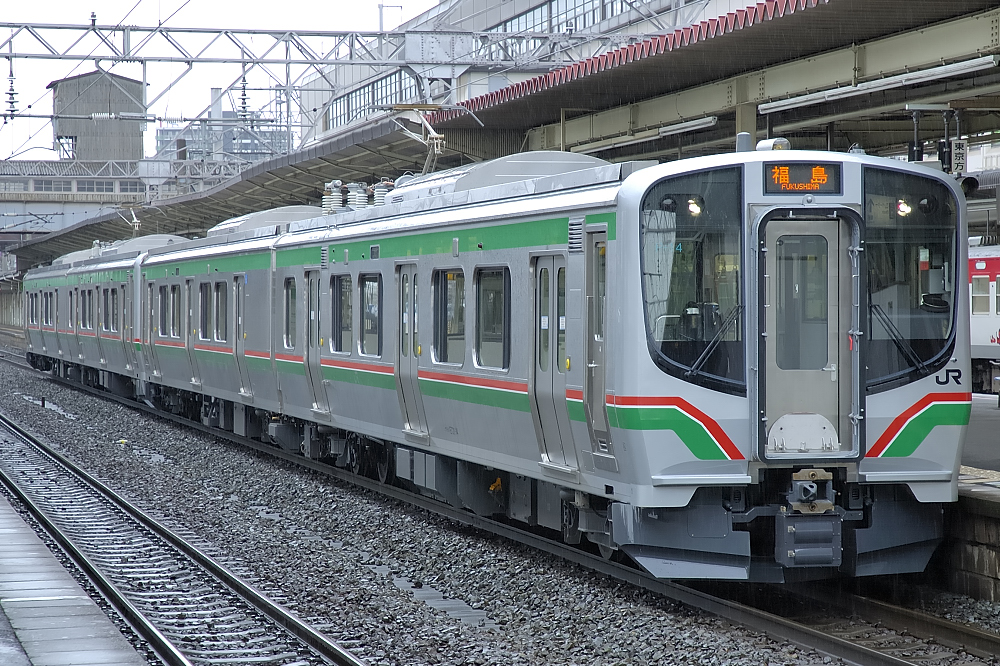
E721系
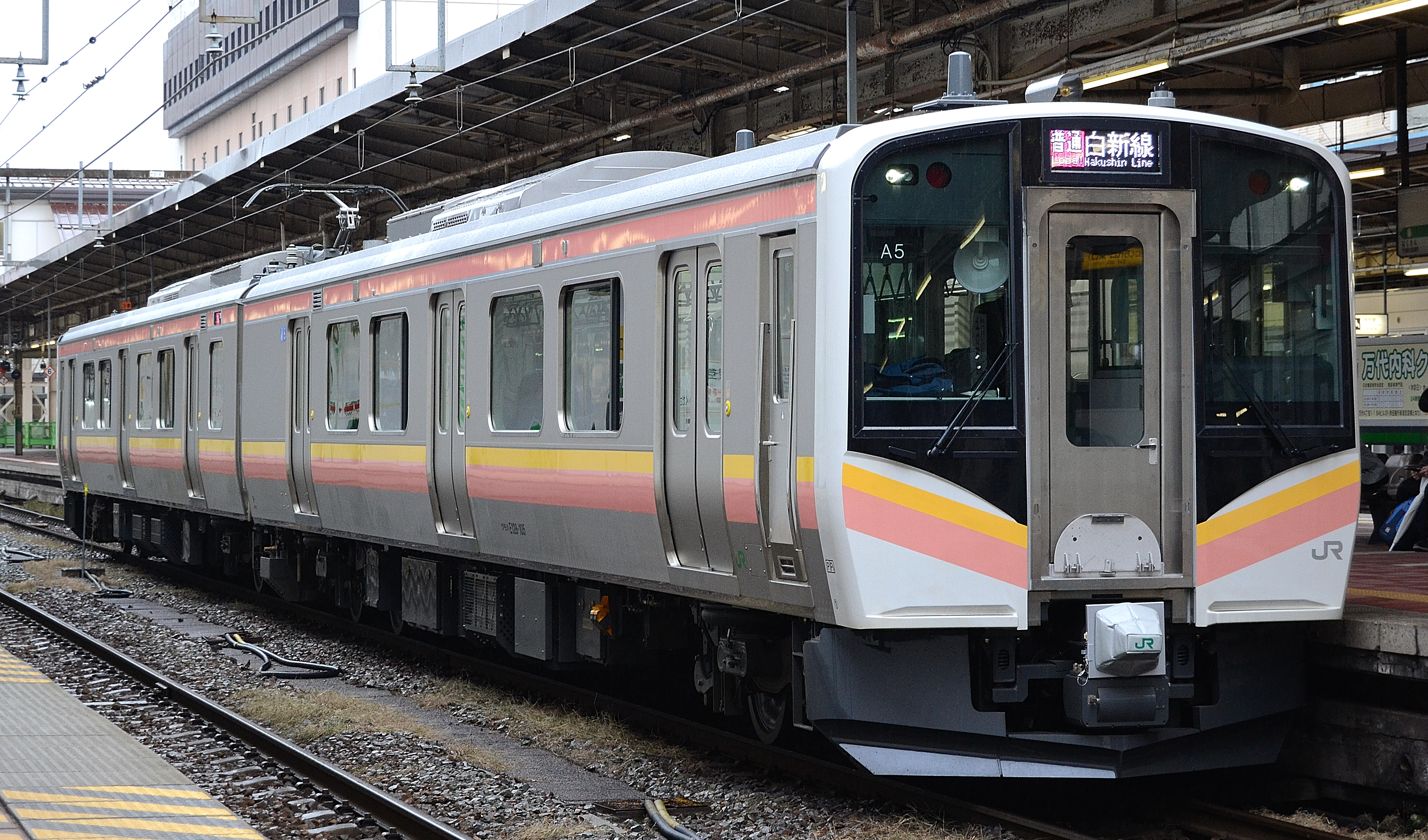
E129系
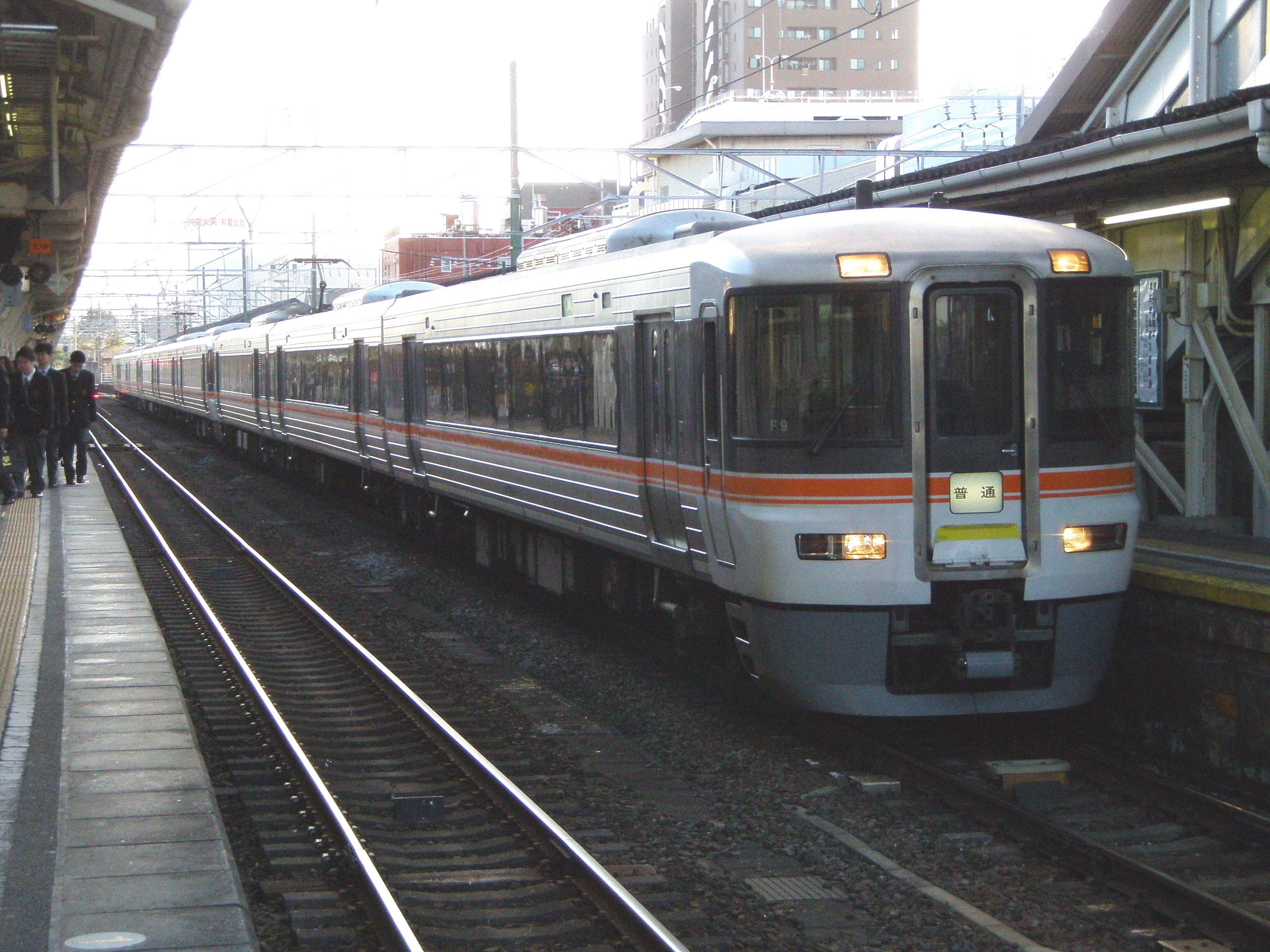
373系
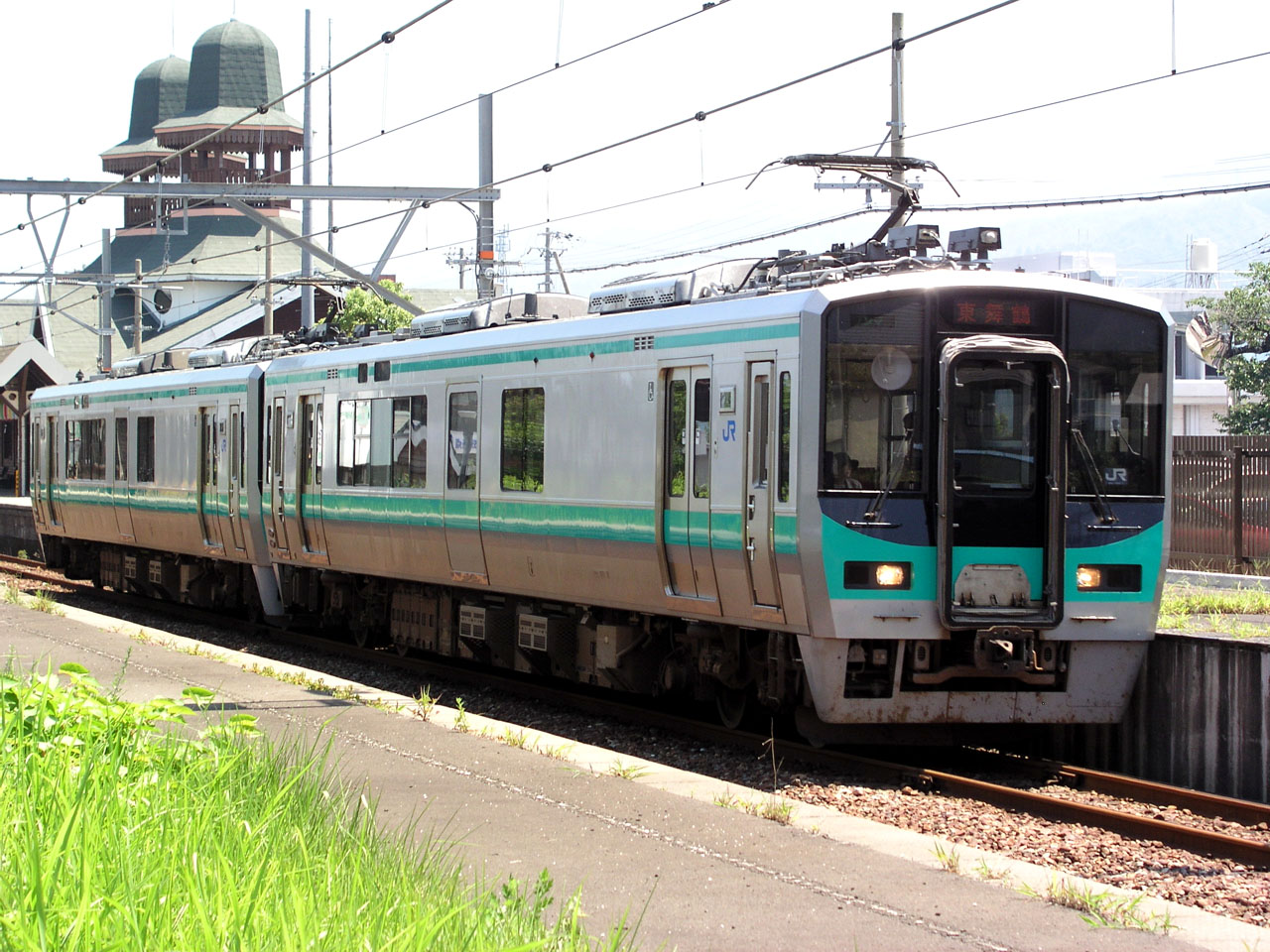
125系
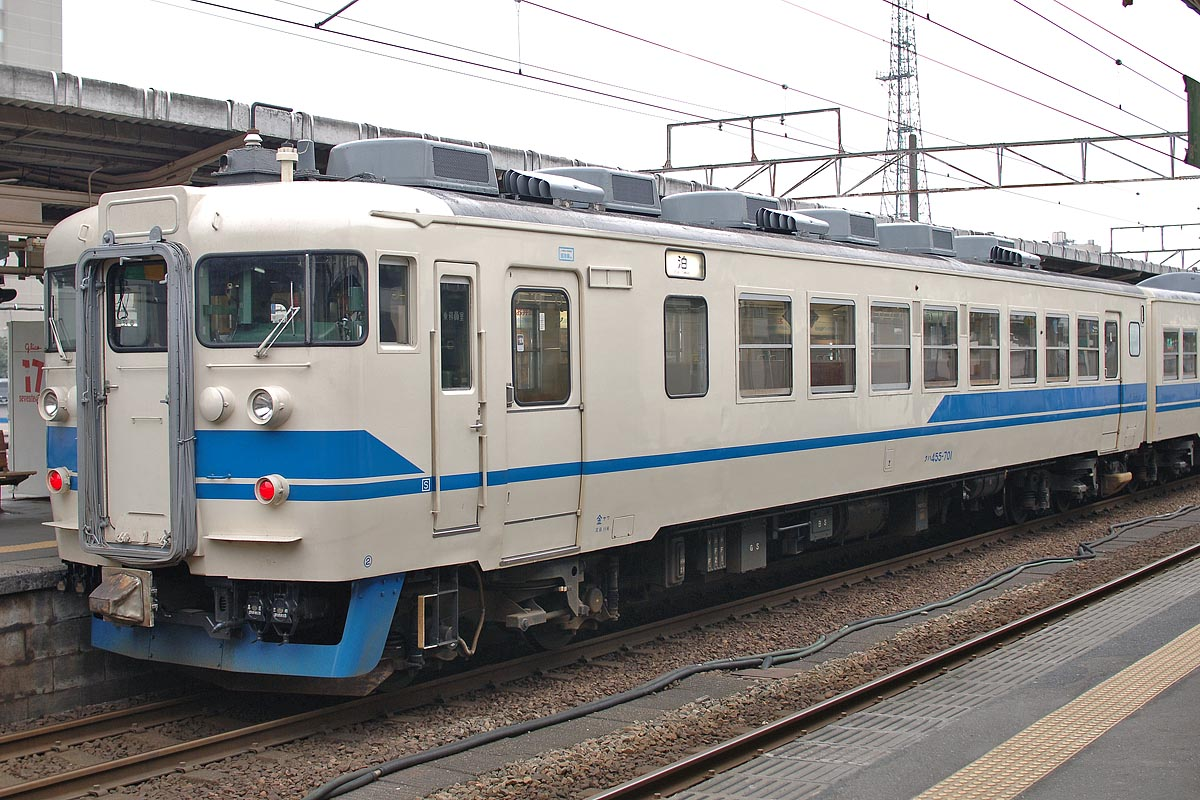
クハ455形700番台

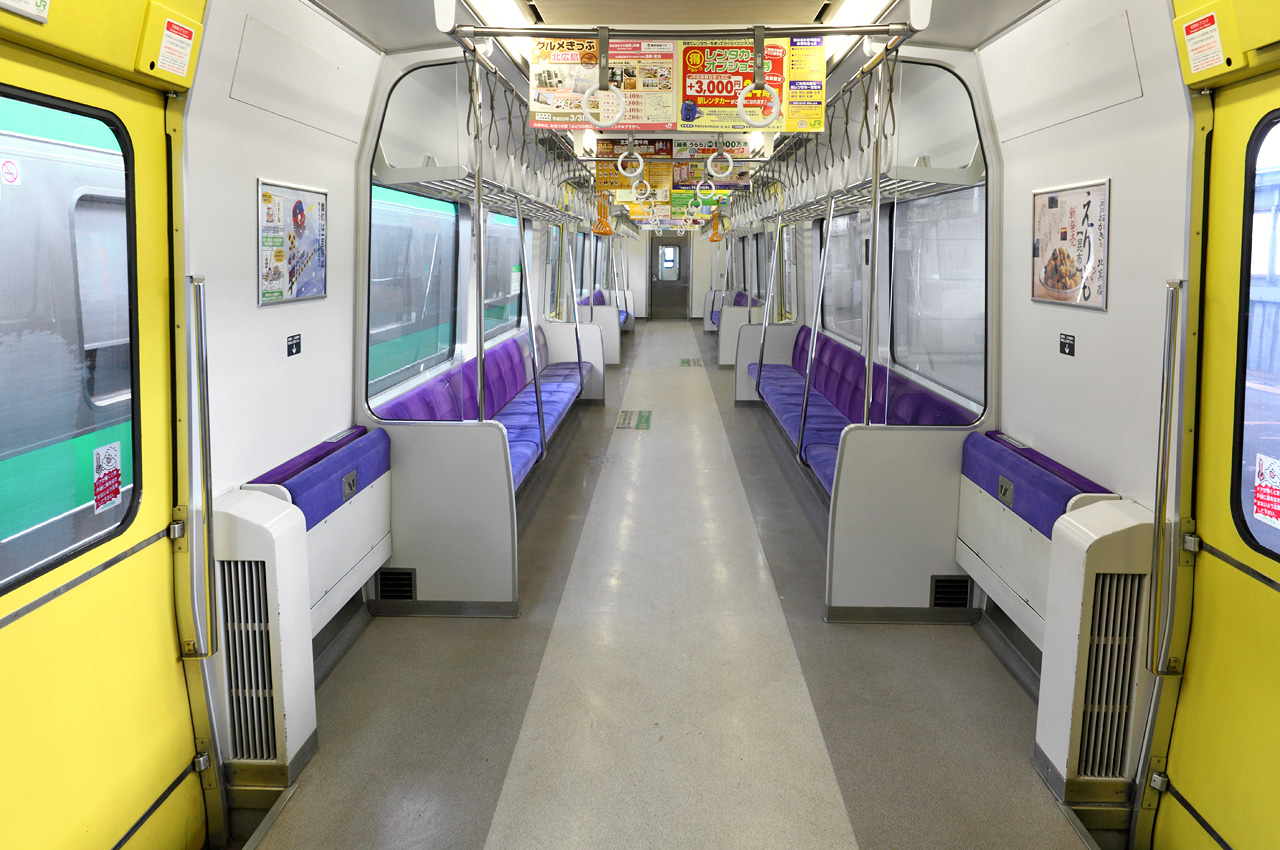
731系車内
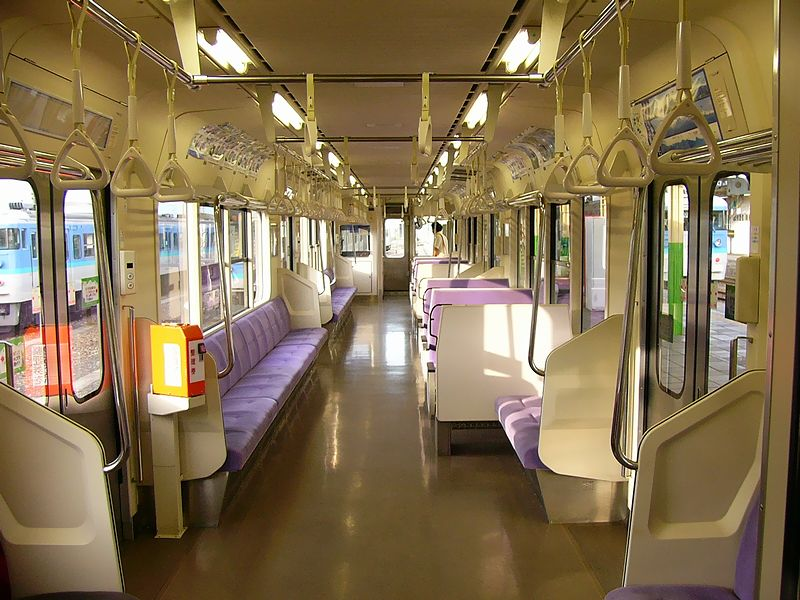
E127系100番台車内
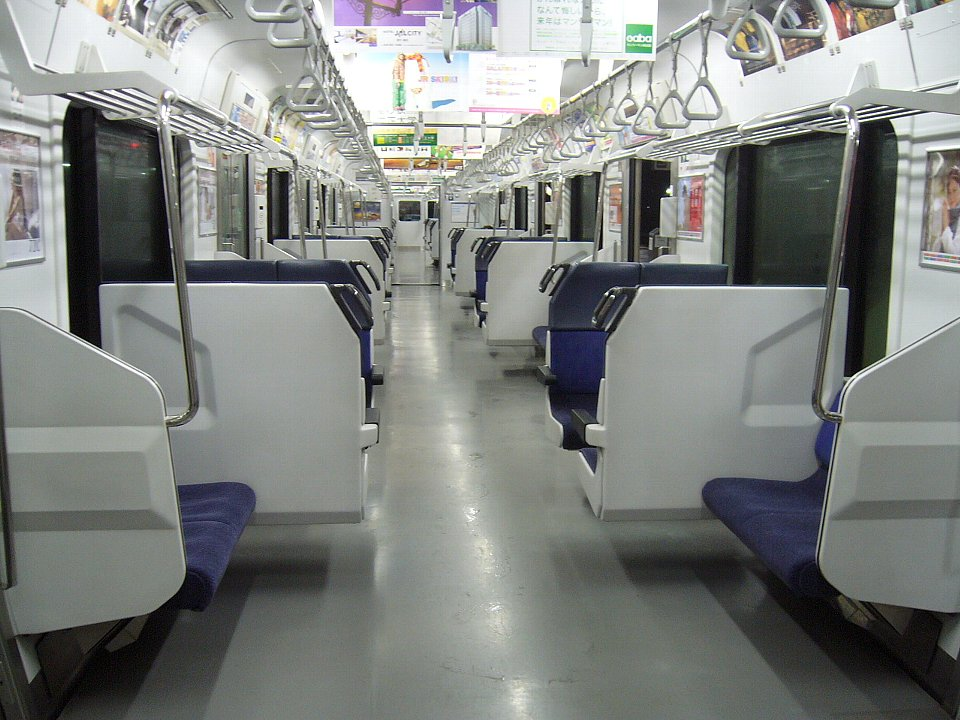
E231系近郊タイプ セミクロスシート車車内
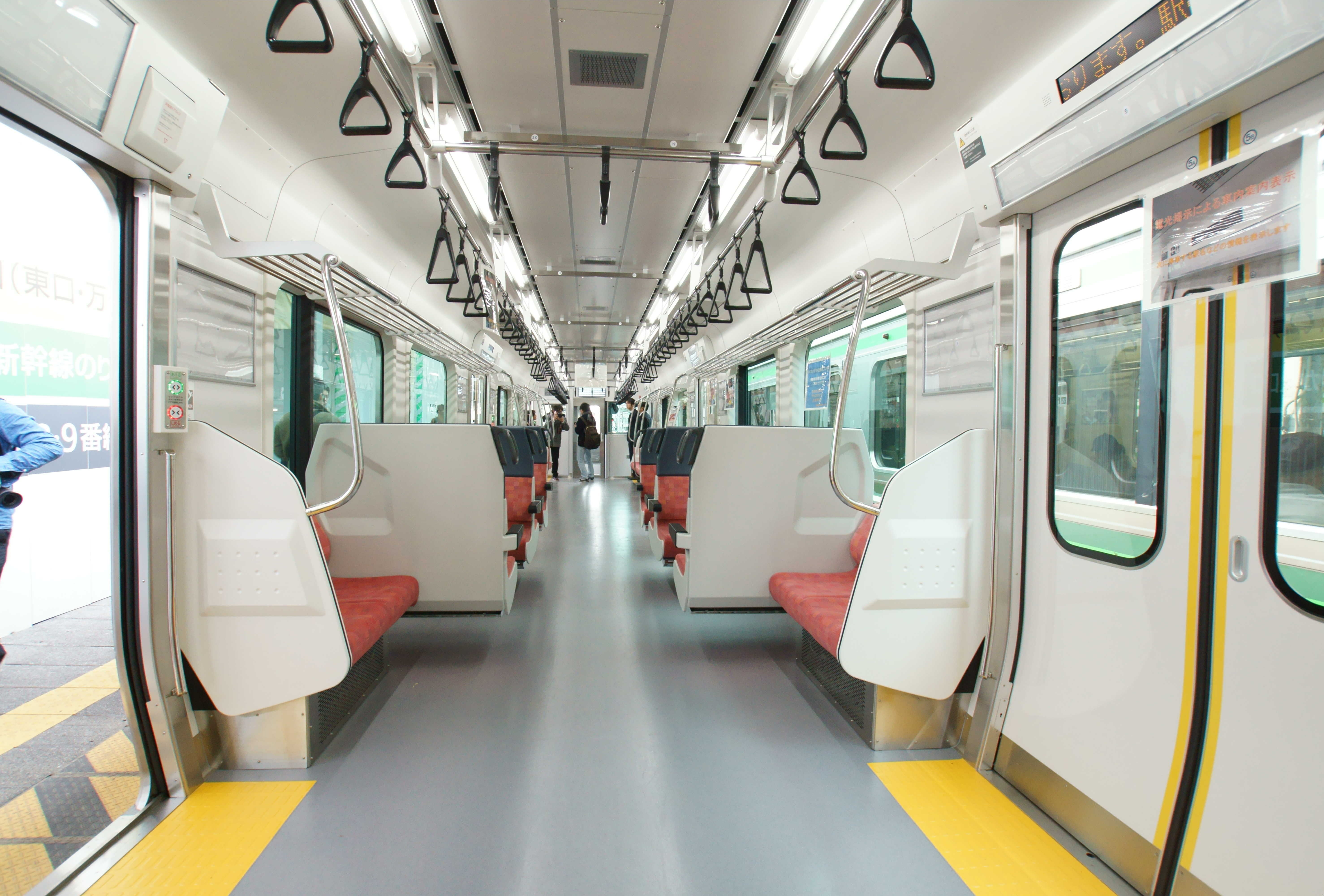
E129系車内
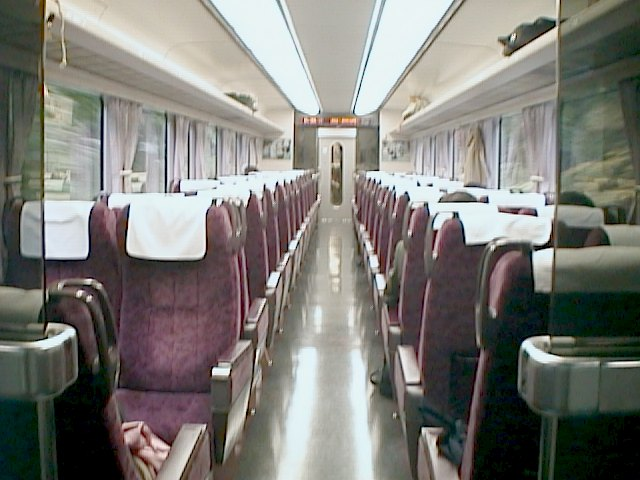
373系車内
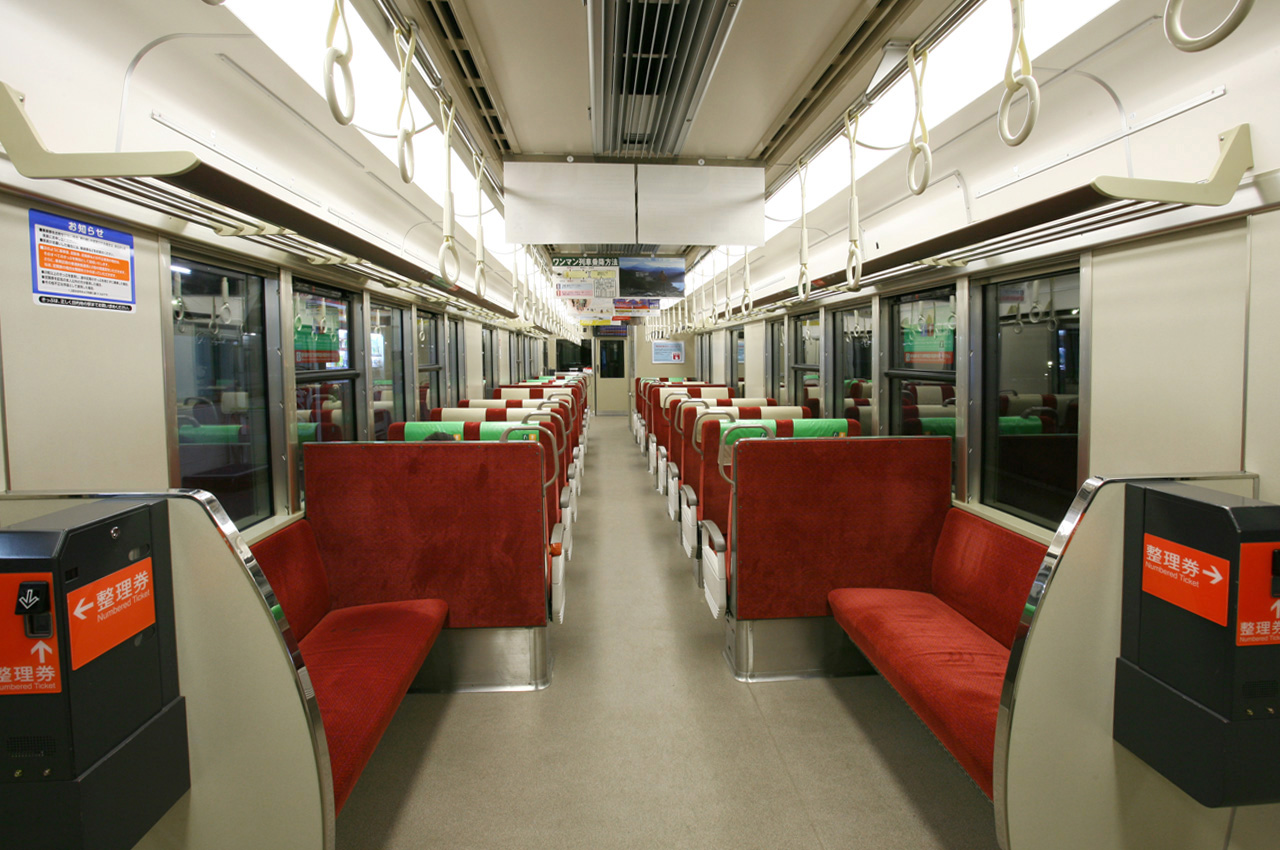
125系車内
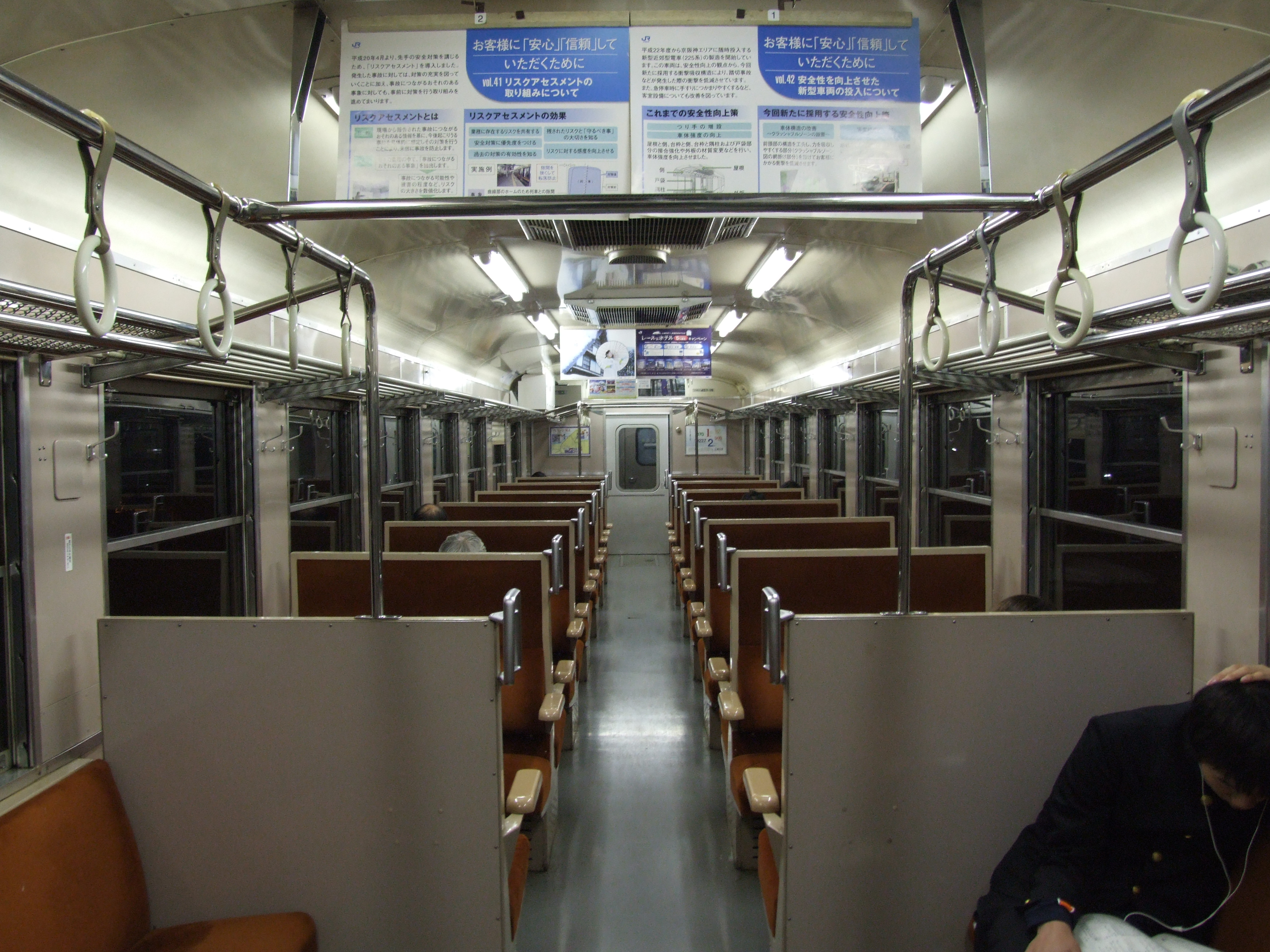
457系近郊形化改造車の室内

### 気動車

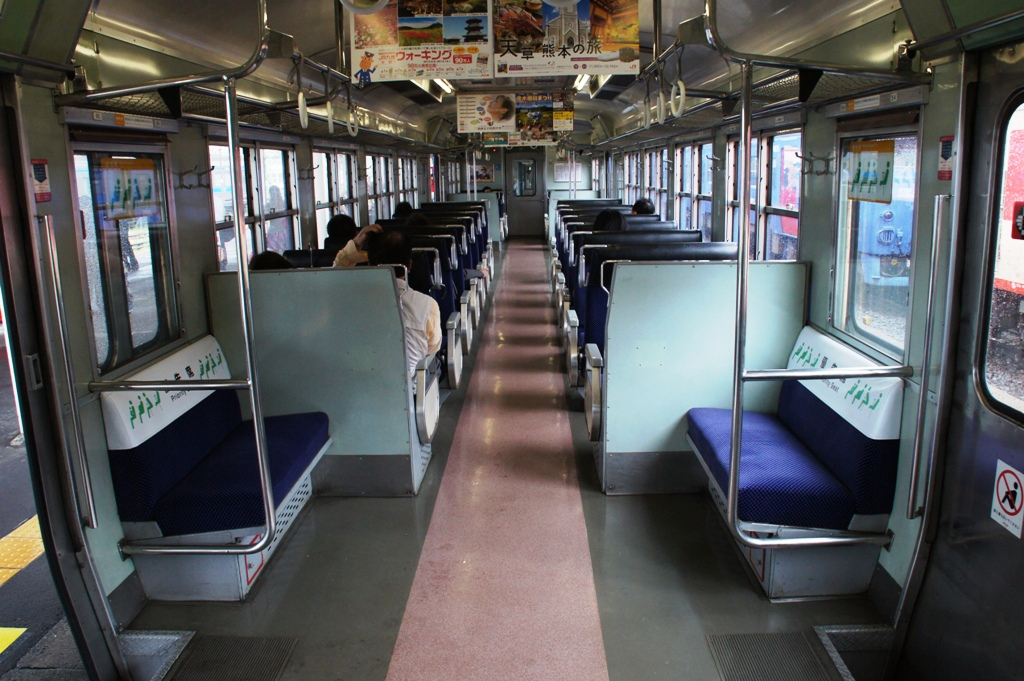
キハ66系車内
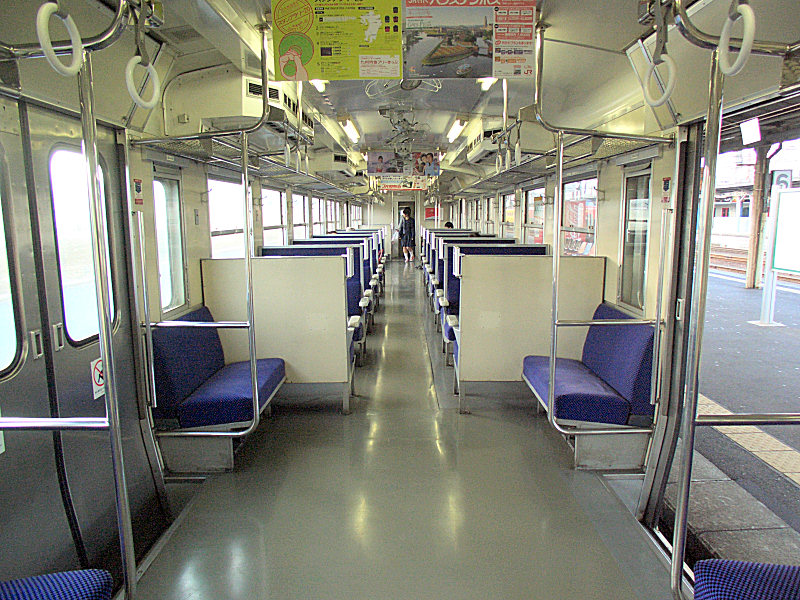
キハ47形車内
キハ75形車内

国鉄時代の気動車においては特急形以外は制式な分類はなく、どの形式がどの分類に属するか文献による相違がみられるため、厳密に特定することは困難であり、車種に論争がある。特急や急行といった優等列車用以外の普通列車用の気動車は座席配置や扉数により一般形気動車、通勤形気動車、近郊形気動車に分類されるが、それぞれ混結が可能で運用上は急行形も含めて混用されることも多かったためこれら普通列車に充当される気動車形式群を広義の一般形気動車と呼ぶことも多い。そのような中で以下の車両は文献等で近郊形として分類されることもある形式である。
キハ45系気動車
1966年（昭和41年）に登場したキハ45系は都市近郊の通勤輸送と中長距離輸送の機能を併せ持つ気動車として構想され、両開き2扉セミクロスシート車ながら、初めて近郊形気動車の名称が与えられた。
キハ66系気動車
本形式は急行から普通列車まで多用途に使用できる転換クロスシートを備えた汎用車として計画され、実際にも筑豊本線の普通列車に加え、急行「日田」と急行「はんだ」に運用されたため、急行形と近郊形のどちらにも分類されることがある。
キハ40系気動車
特にキハ47形については、近郊形の座席配置を採用しているとされるものの、国鉄側の方針変更によりカテゴリとしては置き換え対象となったキハ10系などと同様、一般形とされている。
JR九州キハ200系気動車
JR東海キハ75形気動車
JR東海キハ25形気動車
これらは3ドア近郊形電車と同等の機能・車内設備を持つ車両であり、運用上でも在来車とは区別されているが、こちらは慣例的に一般形の範疇に入ることがある。
なお、JR西日本の資料では車両形式区分の第2位（十の位）の数字を「0～3、5、6」を通勤形及び近郊形としているが、2014年時点で厳密な意味で近郊形に分類される気動車は導入されていない（通勤形についても同様）。

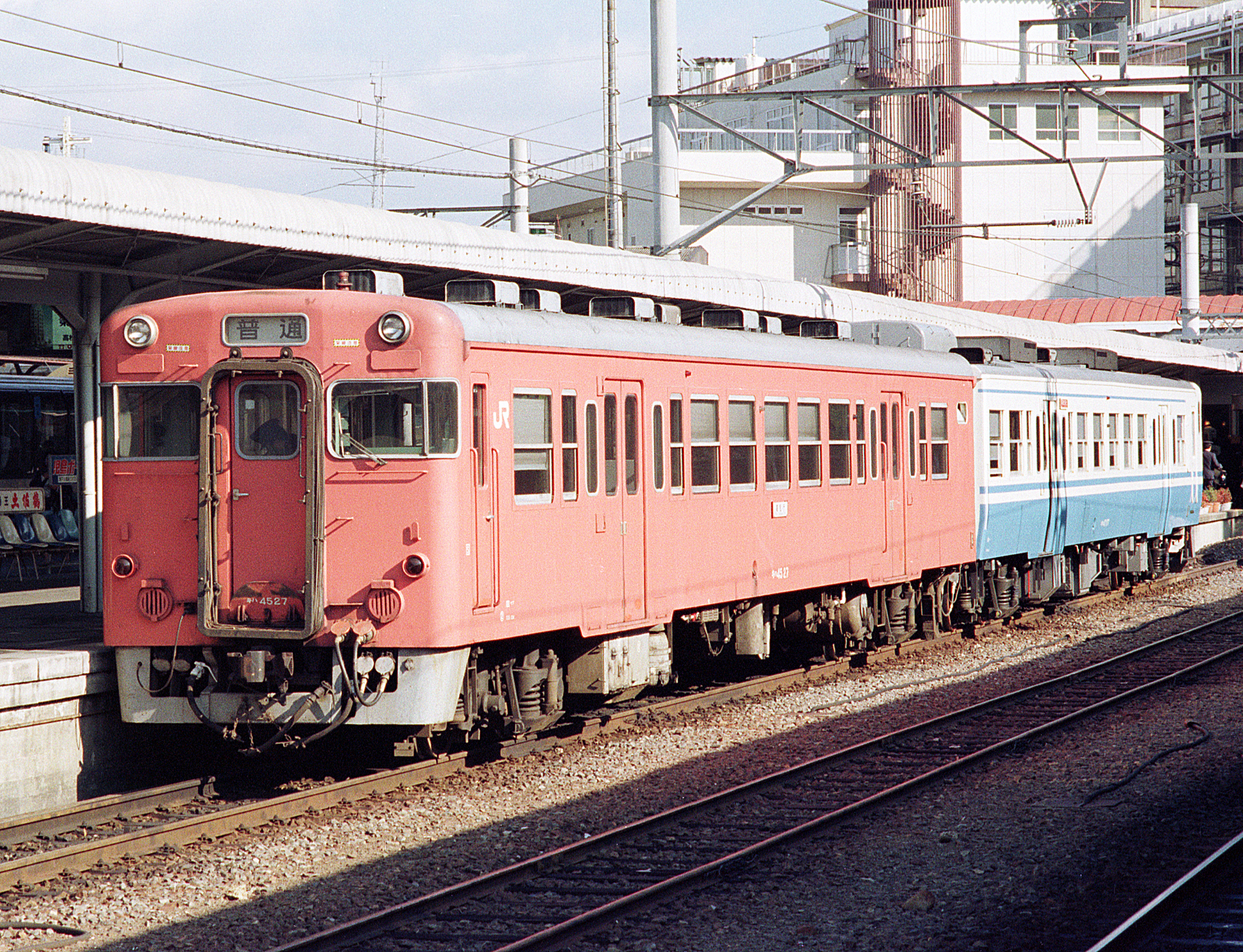
キハ45系
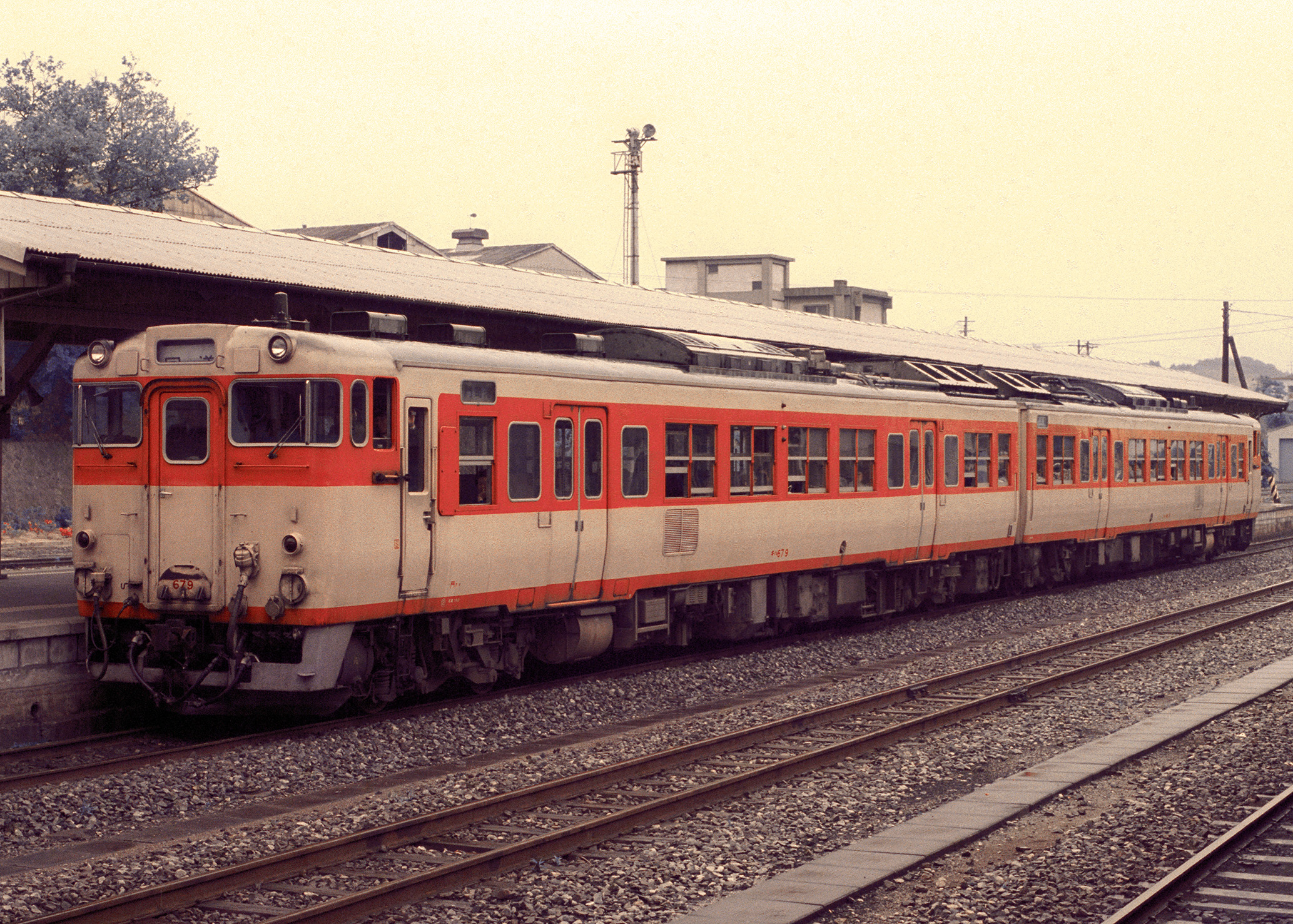
キハ66系
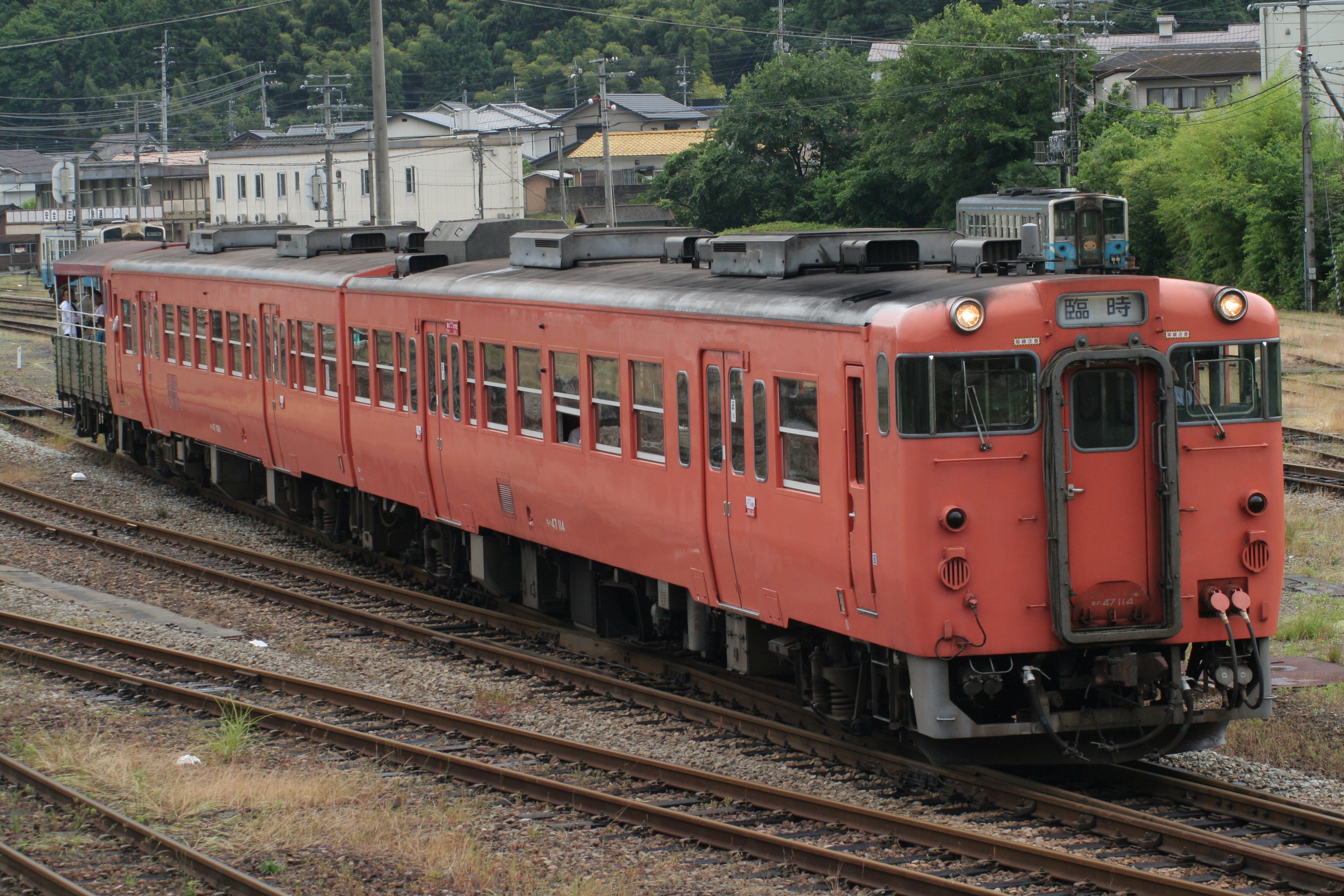
キハ47形
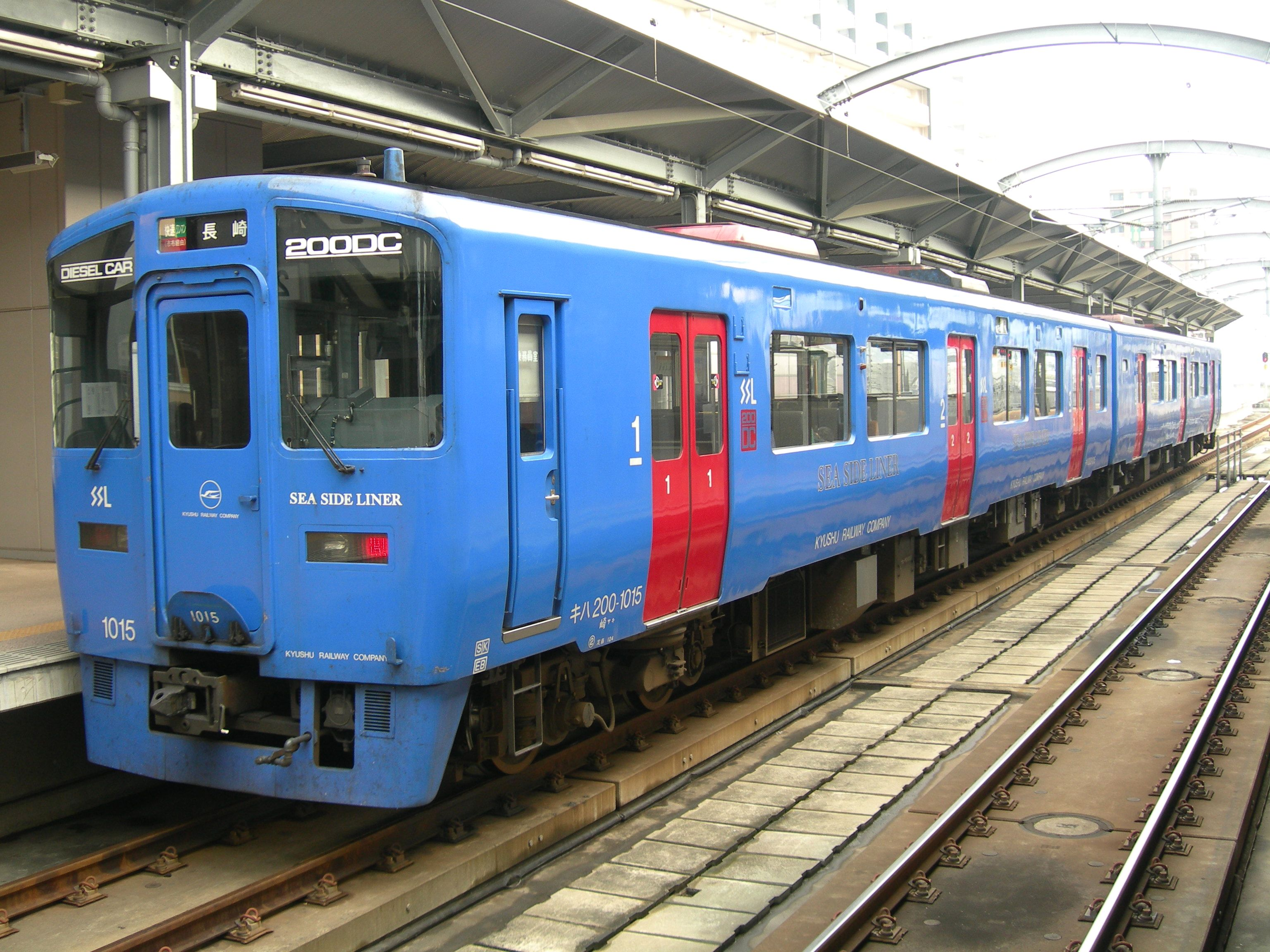
キハ200系
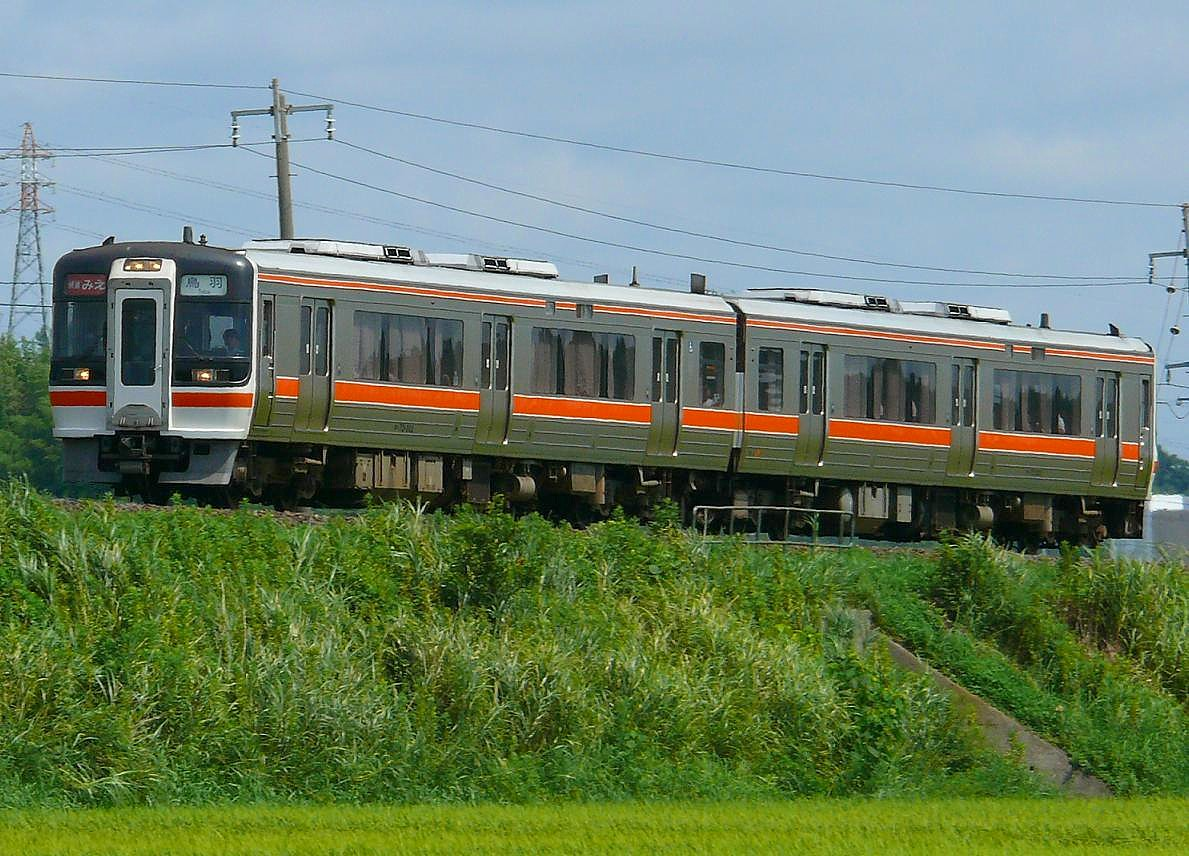
キハ75形

- キハ66系車内
- キハ47形車内
- キハ75形車内

### 客車
客車については12系において国鉄末期に行われた「近郊形化改造」の一環として、座席の一部をロングシートに改造した車両があるが、最初から近郊形と謳った車両は歴史上、製造されていない（通勤形も同様）。
これは国鉄における客車の導入に対する考え方にもよるが、客車の新車の投入先は長距離列車が原則であり、優等列車への投入が優先されたため、普通列車用の客車の製造に消極的であったことや動力集中方式は運転時分の短縮が難しく、動力近代化計画の取り組みでは波動用と静粛性を追求される夜行列車用を除いて動力分散方式への置き換えを推進していたことなどが挙げられる。客車による普通列車には10系以前の客車が長らく使用されていたが、10系以前の客車には優等列車と普通列車で車種を分けていない。
普通列車で使用していた旧型客車置き換え用として製造された50系は車内設備はセミクロスシートとしたため、近郊形に近似し、その接客設備から近郊形に位置づけられることもあるが、主目的は通勤輸送であるため、通勤形として製造した場合、当時の国鉄では通勤形は「客室に出入口を有し、横型（ロングシート）を備え、通勤輸送に適した性能を有する車両形式のもの」と規程していたため、「通勤形でも近郊形でもない」車両であることから一般形の区分を採用している。

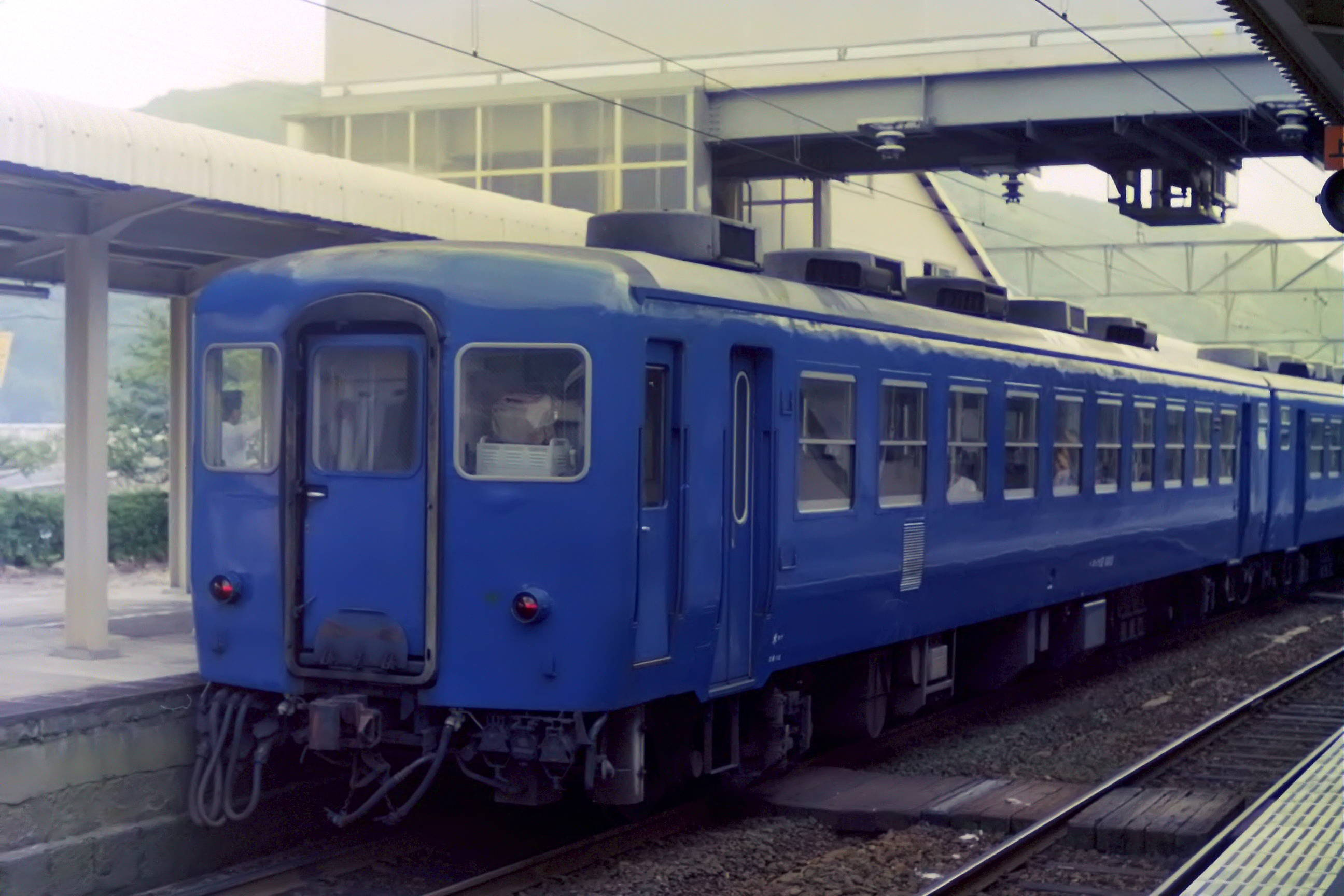
12系1000番台
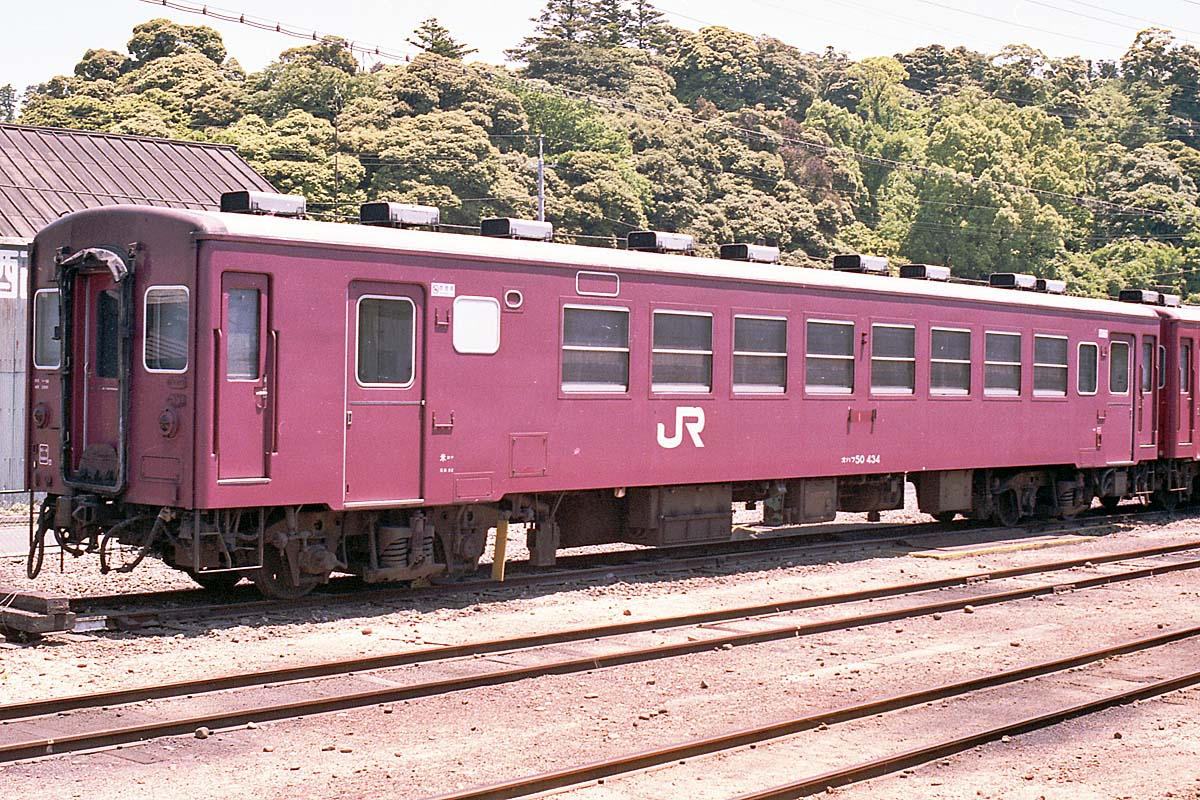
50系
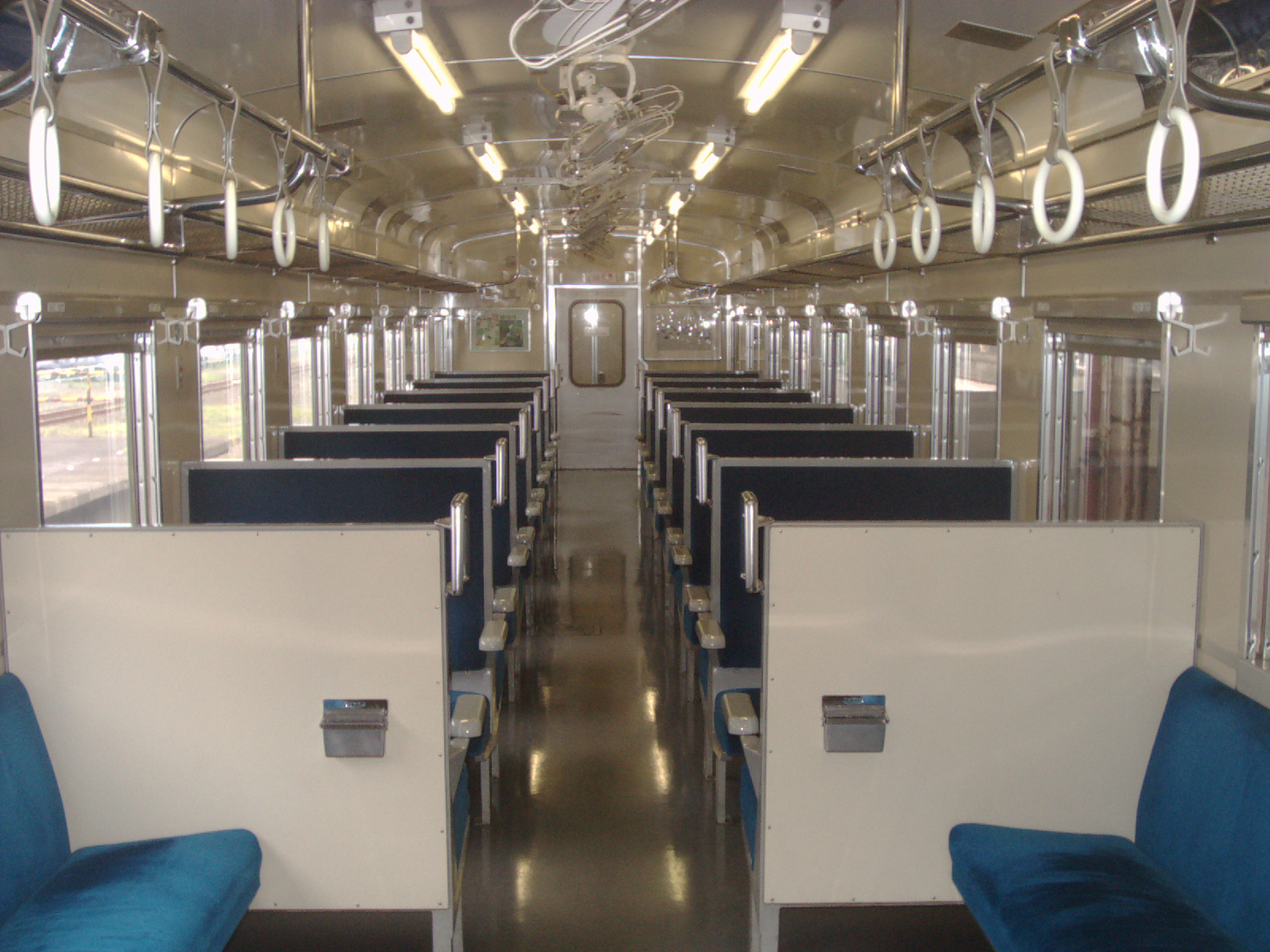
50系車内（写真は原型の設備をとどめるオハ510-1）

### 私鉄

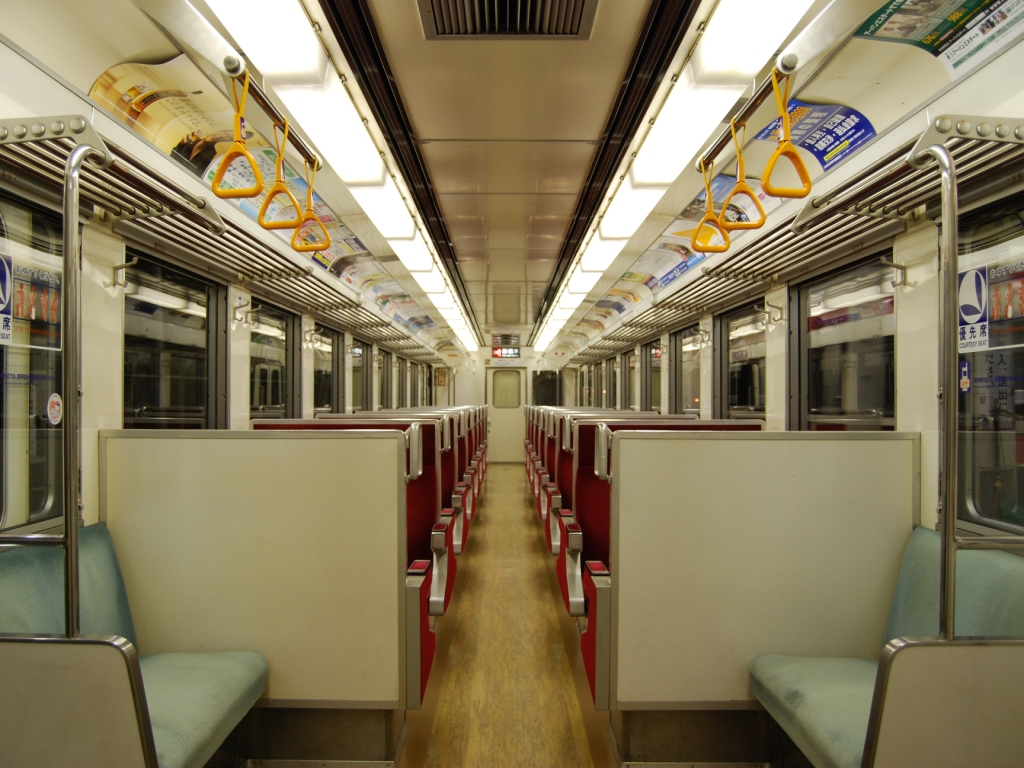
東武6050系車内
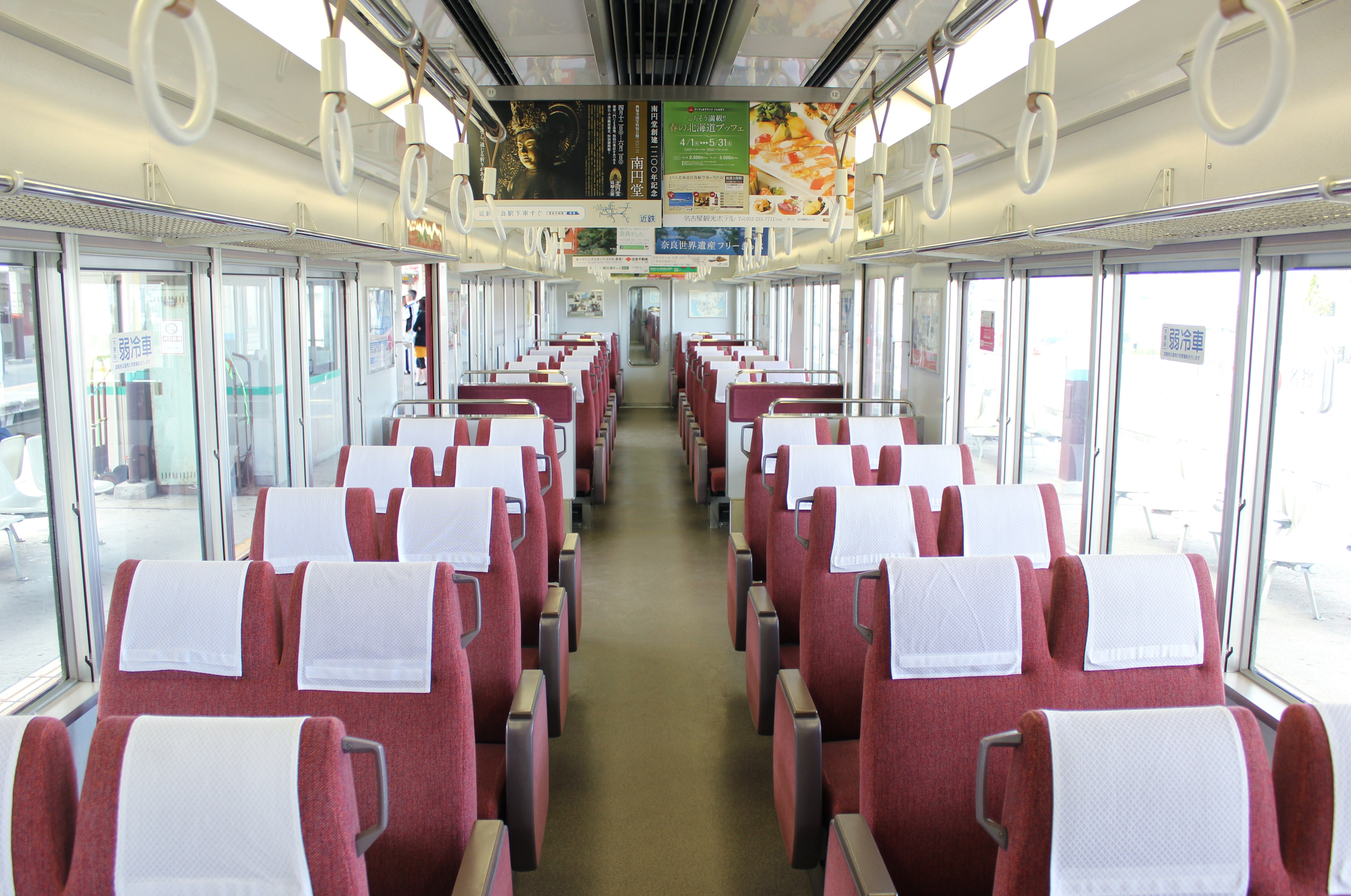
近鉄5200系車内
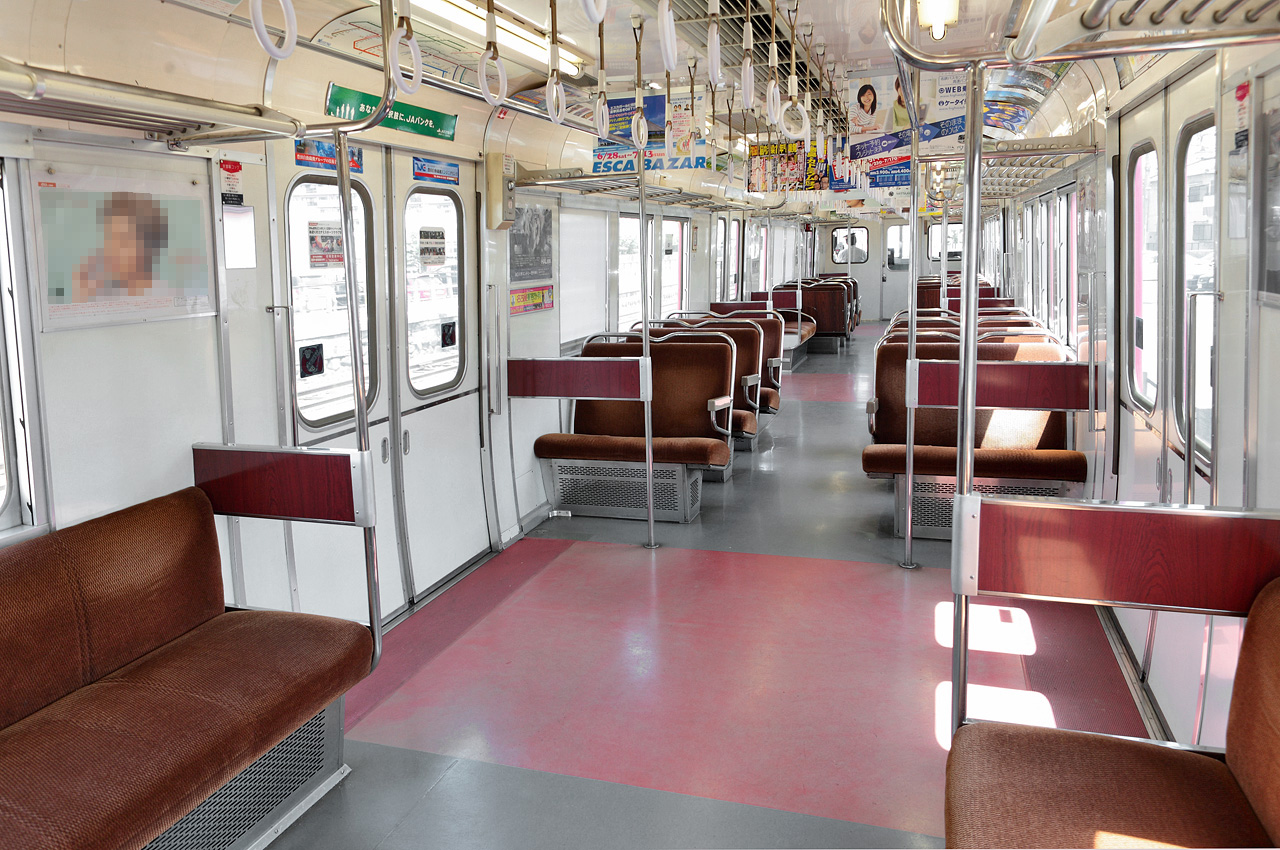
名鉄6000系車内

私鉄においても、セミクロスシートや転換クロスシートを配置した車両は存在するが、事業者ごとに車種や目的が異なり、国鉄・JRのように事業者はもとより、国土交通省や日本民営鉄道協会でもセミクロスシート車や転換クロスシート車に対する明確な規程はしていない。
この種の車両では料金不要の優等列車用車両や小田急2320系電車のように有料優等列車と料金不要列車の機能を兼ねる車両を中心に存在し、鉄道研究者やファンによっては近郊形の一種として恣意的に分類することもあるが、私鉄には明確な意味で「近郊形」の概念は存在しない。
名古屋鉄道の6000系は元々は小型固定クロスシートを持つ3ドアセミクロスシート車であったが、名鉄では「通勤形」に位置づけられており、増備車はロングシートで登場し、初期の一部編成もロングシート化改造が行われた。また、5700系は両開き2扉を持つ転換クロスシート車であるが、元々は本線の高速・急行用車両として登場した。1975年までは優等列車運用と着席通勤を前提に転換クロスシート車を伝統的に採用し、所属車両の7割を占めた時期もあったが、運用では特急には常に最新の形式が使用され、後継車両の増備につれて広汎に運用する体制を取っていたが、用途については明確にしなかった（名古屋鉄道の車両形式も参照）。
しかし、近畿日本鉄道が大阪・名古屋線の急行系列車の運用を主とした3ドア転換クロスシート車である5200系は中長距離運用が主体であるため、JRの近郊形に近い性格を持つ車両ともいえる。
東武鉄道の2ドアセミクロスシート車である6050系は伊勢崎・日光線の快速系列車を主体に運用され、こちらもJRの近郊形に近い性格を持つ車両であったが、2017年4月21日のダイヤ改正で伊勢崎・日光線の快速系列車が廃止されたため、現在では日光線の地域輸送に供される車両となっている。

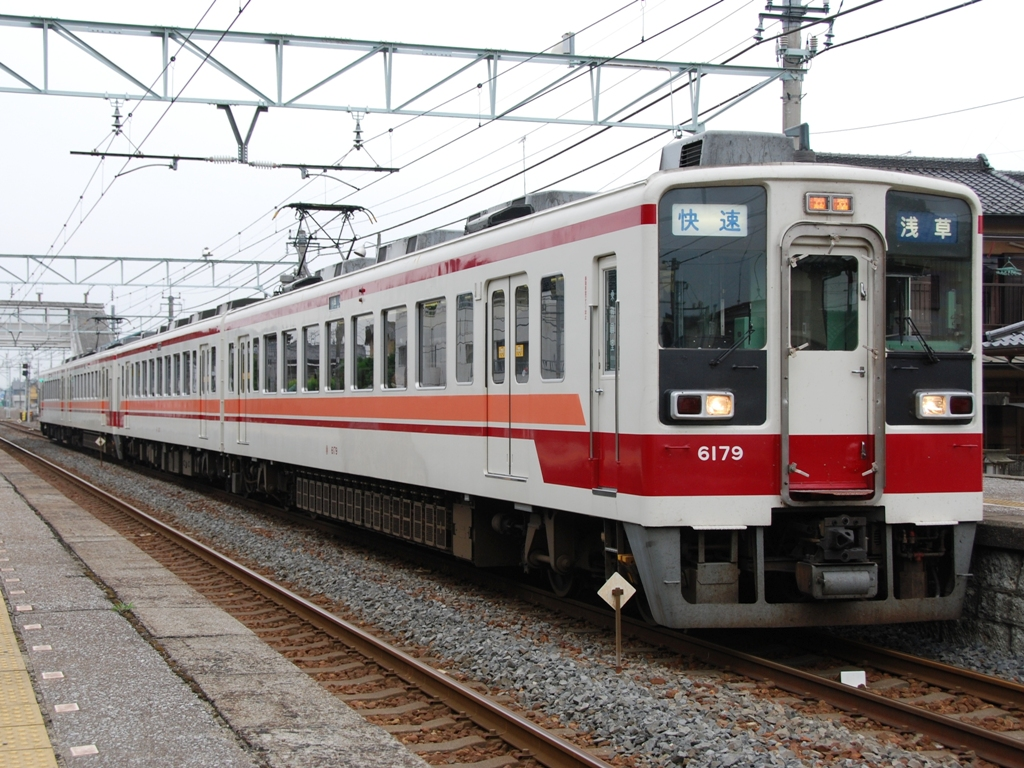
東武6050系
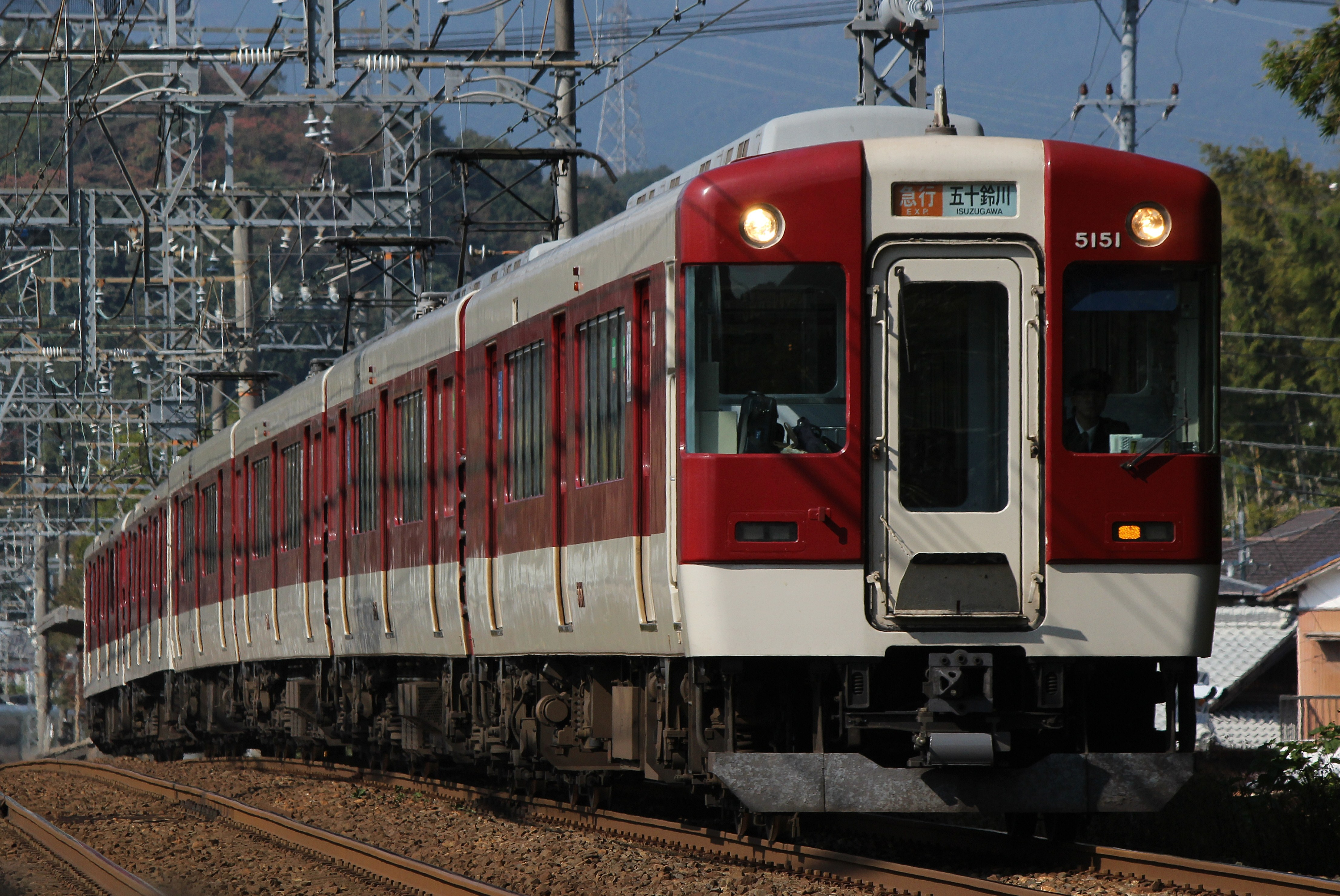
近鉄5200系
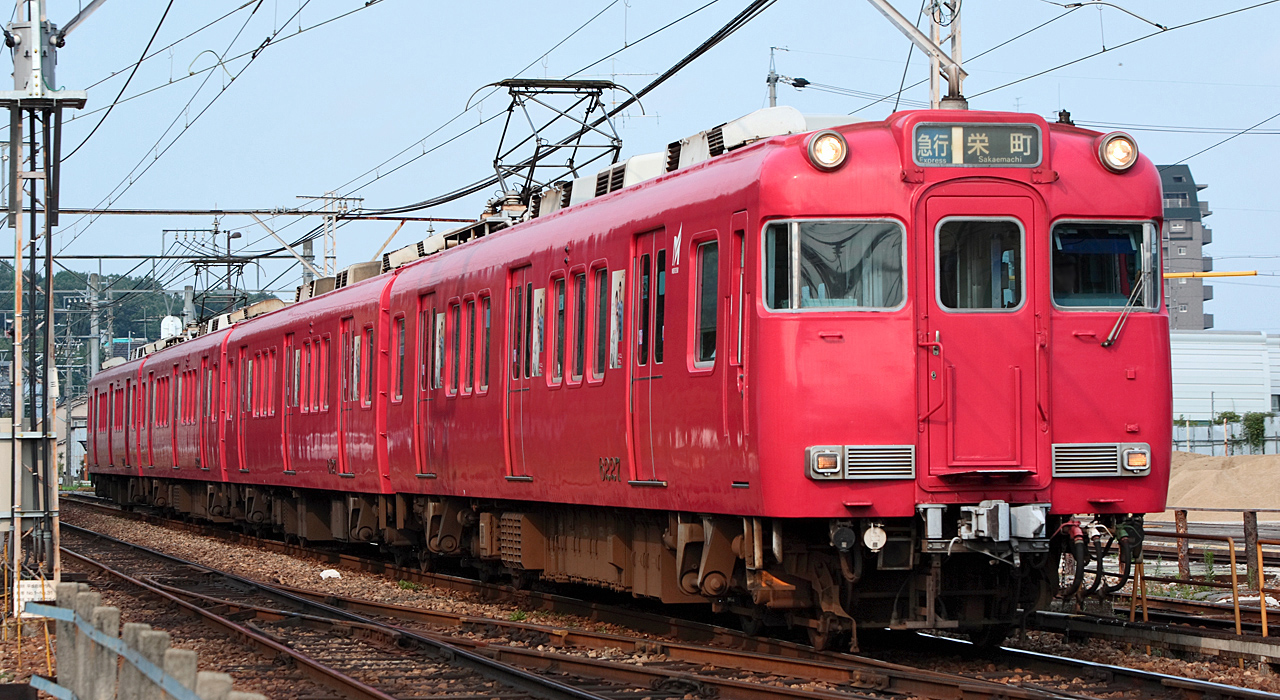
名鉄6000系
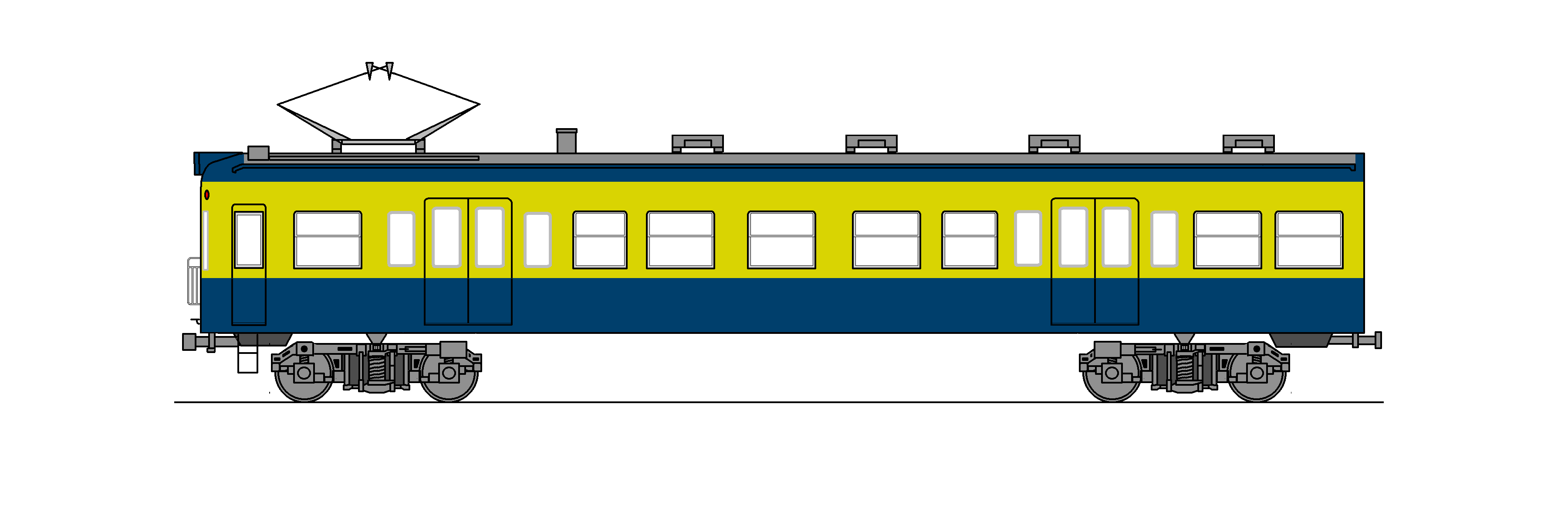
小田急2320形（登場当時の側面図）
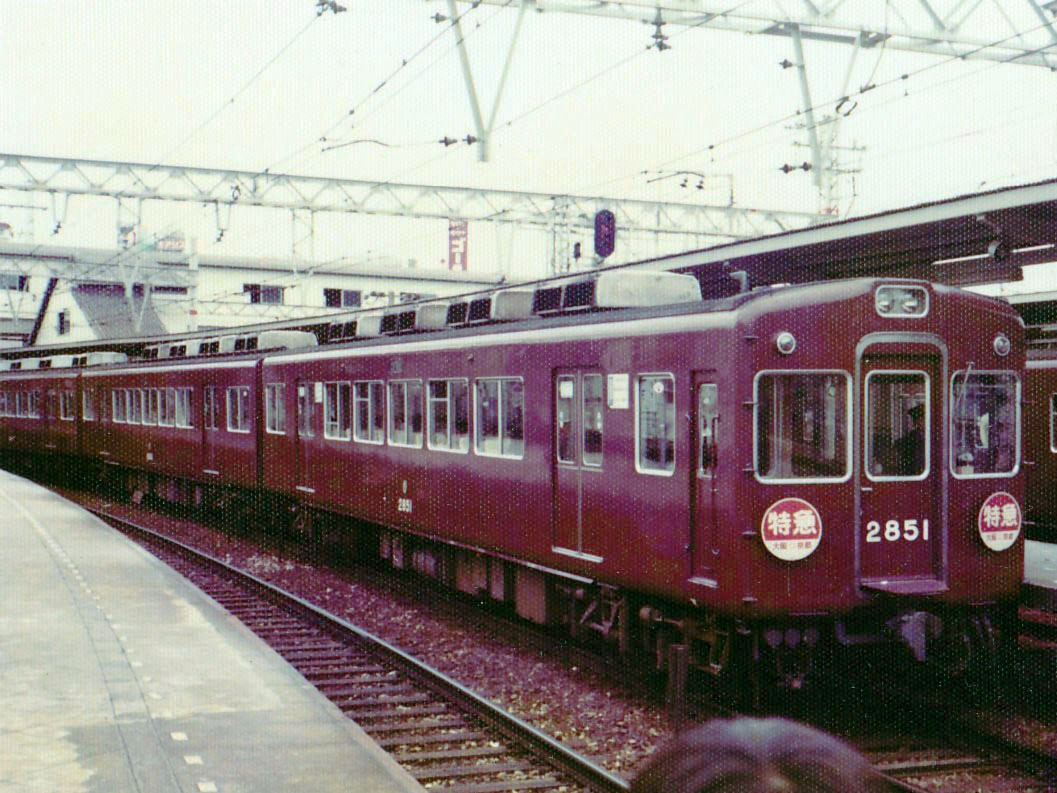
阪急2800系

- 東武6050系車内
- 近鉄5200系車内
- 名鉄6000系車内

### 日本国外
日本国外では欧州を中心に日本と同様に2ドアもしくは3ドアの近郊形電車に近い車両が運行されている。また、全車2階建車両やプッシュプル方式に対応した運転台付き客車も存在する。